# 高梁市
高梁市（たかはしし）は、岡山県の中西部に位置する市。広島県と境を接する。中心部は備中松山藩の城下町であり、山城の松山城（備中松山城）で知られる。

## 概要

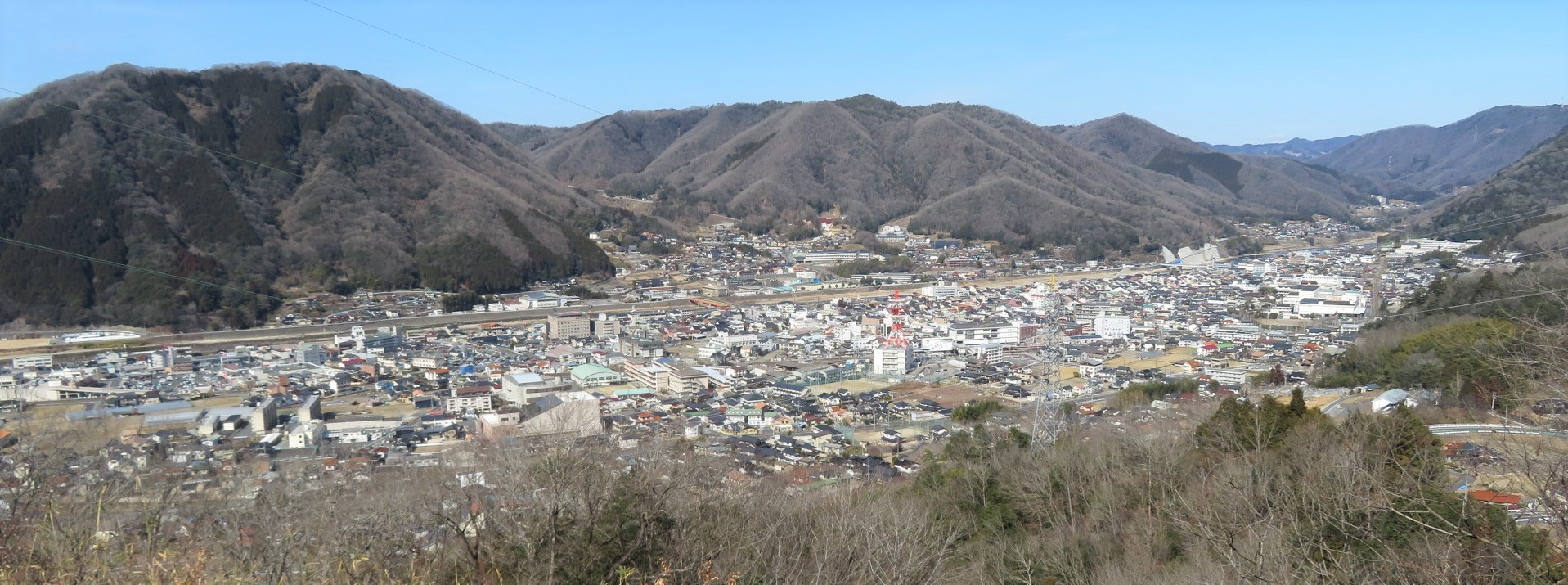
愛宕ループ橋展望台から眺めた高梁市中心部（2022年2月）

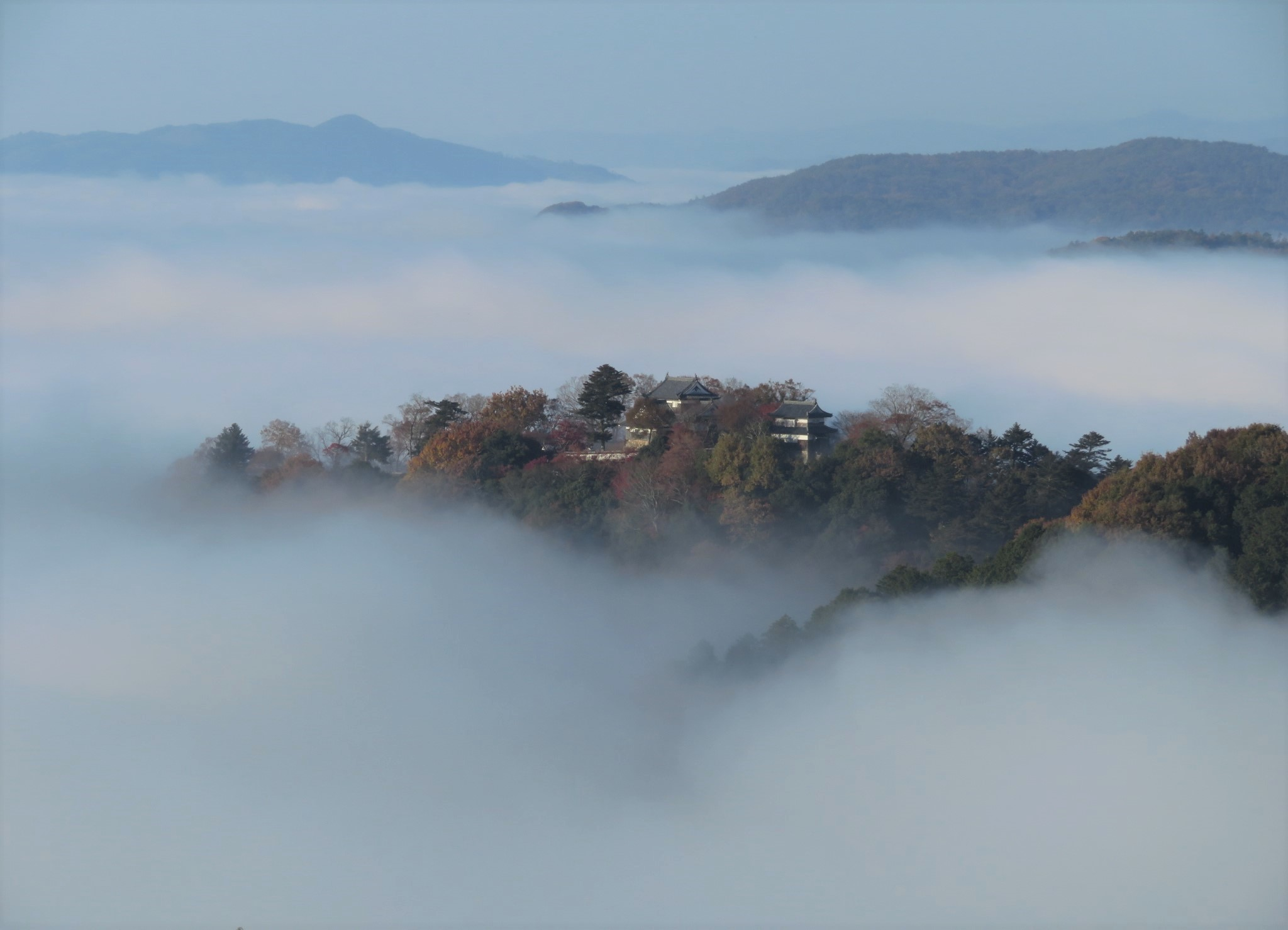
雲海展望台から望む松山城（2021年11月）

古来から備中国の中核であり、近世では幕藩体制のもと備中松山藩を中心として繁栄した。一級水系の高梁川が市の中心部を貫流し、かつては高梁川を利用して高瀬舟によって玉島港（倉敷市）まで物資の輸送が盛んに行われたため、高梁は物流の中心として発展した。
現存天守の中で唯一の山城であり最も標高の高い場所に建つ松山城（備中松山城）の眼下に広がる高梁の城下町は、武家屋敷や町家、神社や寺院などが立ち並ぶことから、備中の小京都と呼ばれ、映画『男はつらいよ』シリーズでは2度ロケ地となった事でも知られる。
市の北西部に位置する成羽町吹屋地区は、江戸時代後期から大正にかけて銅山と弁柄の巨大産地として繁栄を極め、現在も弁柄漆喰壁や格子と赤銅色の石州瓦の家々が並ぶ赤い町並みがみられる。かつて日本最古の現役木造小学校舎であり、閉校後は修理を経て一般開放されている旧吹屋小学校とともに観光客を集める。2020年に吹屋地区にまつわる一連のストーリーは「ジャパンレッド」発祥の地～弁柄と銅（あかがね）の町・備中吹屋～として日本遺産に認定された。
毎年8月14日から3夜開催される備中たかはし松山踊りは、1648年から踊り継がれる県下最大規模の盆踊りである。この他にも伝統芸能では、江戸時代から伝わり広く備中地方を中心に演じられる高梁市が発祥の備中神楽や、一部地域の祭事で奉納される渡り拍子などがある。このように豊かな歴史的遺産と文化に彩られている。
朝に霧が発生しやすく、特に秋から冬のよく晴れた風の弱い日には高い場所で雲海を見られることが多い。松山城から離れた場所にある雲海展望台からは、条件次第で雲海に浮かぶ松山城を望むことができ、その姿は天空の城と称される。他にも市内には川上町の弥高山公園、松原町の松原霧の海展望の丘、有漢町の大平山展望台などの雲海の名所がある。
農業では、ブドウのニューピオーネ、トマトは岡山県一の産地である。また、シャクヤクの花は中四国最大の産地である。
高梁市のブランドメッセージは、わたしあうまち高梁市。
現在の高梁市は2004年に高梁市、上房郡有漢町、川上郡成羽町、川上町、備中町の1市4町が合併し、新設された市である。

## 地理

### 位置

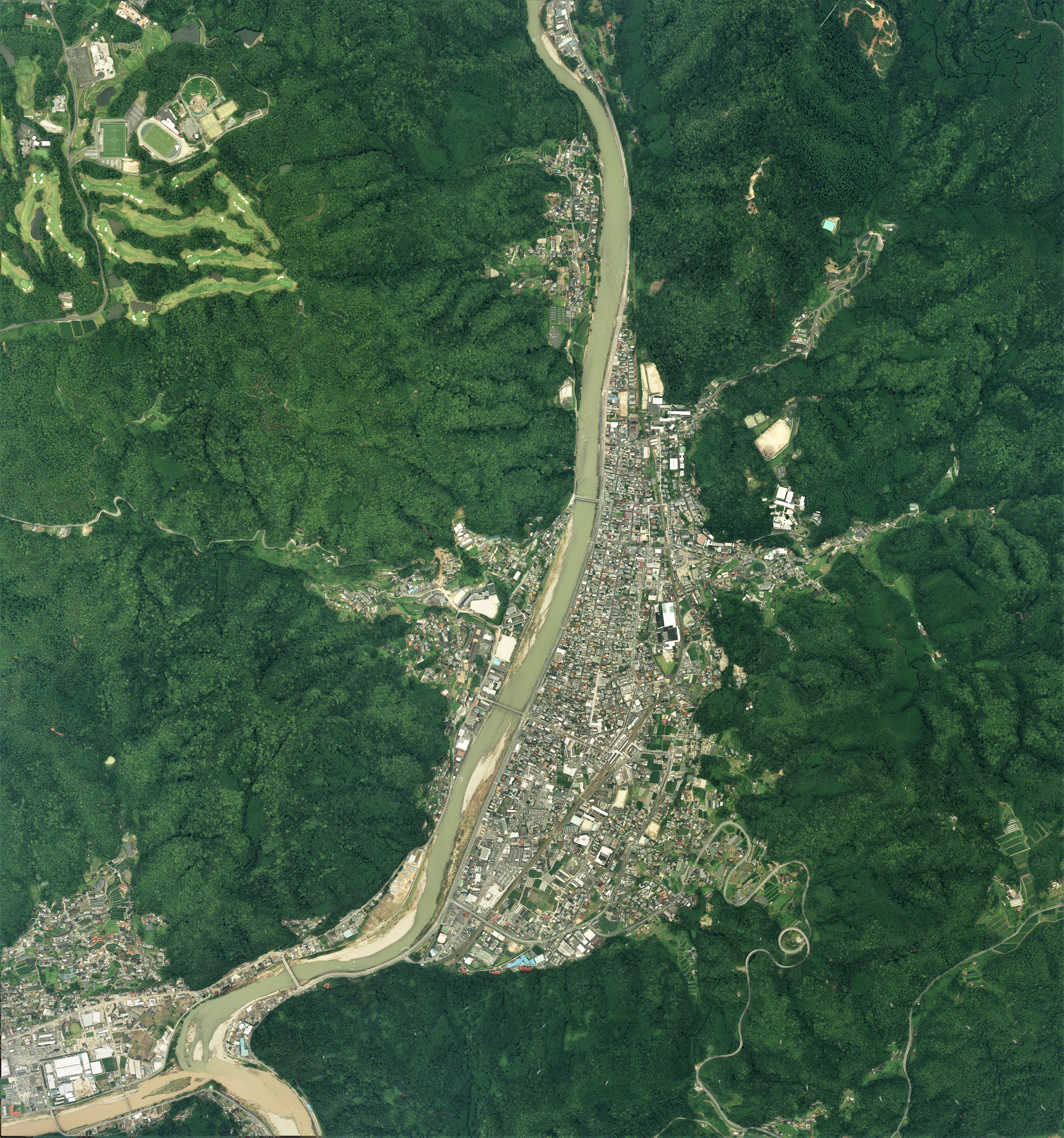
高梁市中心部周辺の空中写真。
2018年7月12日撮影の6枚を合成作成。

岡山県の中西部に位置し、岡山市中心部から北西へ約32km（市役所を基準）に位置する。県下三大河川の一つ高梁川が東側を南北に貫流し、その両側に吉備高原が東西に広がっている。東西に35km、南北に30kmで、岡山県の7.7%を占め、岡山県内の市町村で4番目に広い面積を有している。2004年に平成の大合併により、西側で広島県と接するようになるなど大幅に市域が広がった。市内全域が旧備中国に属している。
交通では、高梁は山陽と山陰を結ぶいくつかの陰陽連絡路線の途中に位置する。岡山市から鳥取県米子市まで南北に貫く国道180号およびJR伯備線と、広島県福山市から鳥取県北栄町へ貫く国道313号（ロマンチック街道313）との交点である。また、中国横断自動車道である岡山自動車道が通っている。
かつては、松山往来、新見往来、成羽往来が現在の高梁市中心部で交差した。また成羽往来は成羽から北西方面の吹屋・坂本を経由し庄原市東城町へ抜ける吹屋往来と、南方面の笠岡往来とが交差した。さらに、高梁川の水運を利用した高瀬舟による輸送が江戸時代から行われ、近代に国鉄伯備線を利用した輸送へ転換されるまで継続された。これらのことから、交通の要衝となり栄えた。
明治期には、銅の生産で繁栄した吹屋地区に関係する交通網も発達した。笠岡市金浦地区から魚仲士（うおなかせ）と呼ばれる運搬役が笠岡往来および吹屋往来を経由し吹屋まで鮮魚を運んだことから、とと道と呼ばれた。また、日露戦争の特需を背景に銅の輸送力強化を図りトロッコ専用軌道が吹屋から成羽まで成羽川に沿って敷設された。なおこのトロッコ道は、後に旧国鉄伯備線（備中高梁 - 新見間）の誘致を旧川上郡が行ったが、却下され伯備線は高梁川沿岸を通るルートとなっている。
東西南北端点
- 北端 : 北緯34度57分37秒 東経133度42分31秒 / 北緯34.96028度 東経133.70861度（有漢町上有漢）
- 東端 : 北緯34度56分1秒 東経133度43分12秒 / 北緯34.93361度 東経133.72000度（有漢町上有漢）
- 西端 : 北緯34度51分11秒 東経133度19分44秒 / 北緯34.85306度 東経133.32889度（備中町西山）
- 南端 : 北緯34度41分02秒 東経133度27分45秒 / 北緯34.68389度 東経133.46250度（川上町仁賀）

出典:国土地理院

### 地形

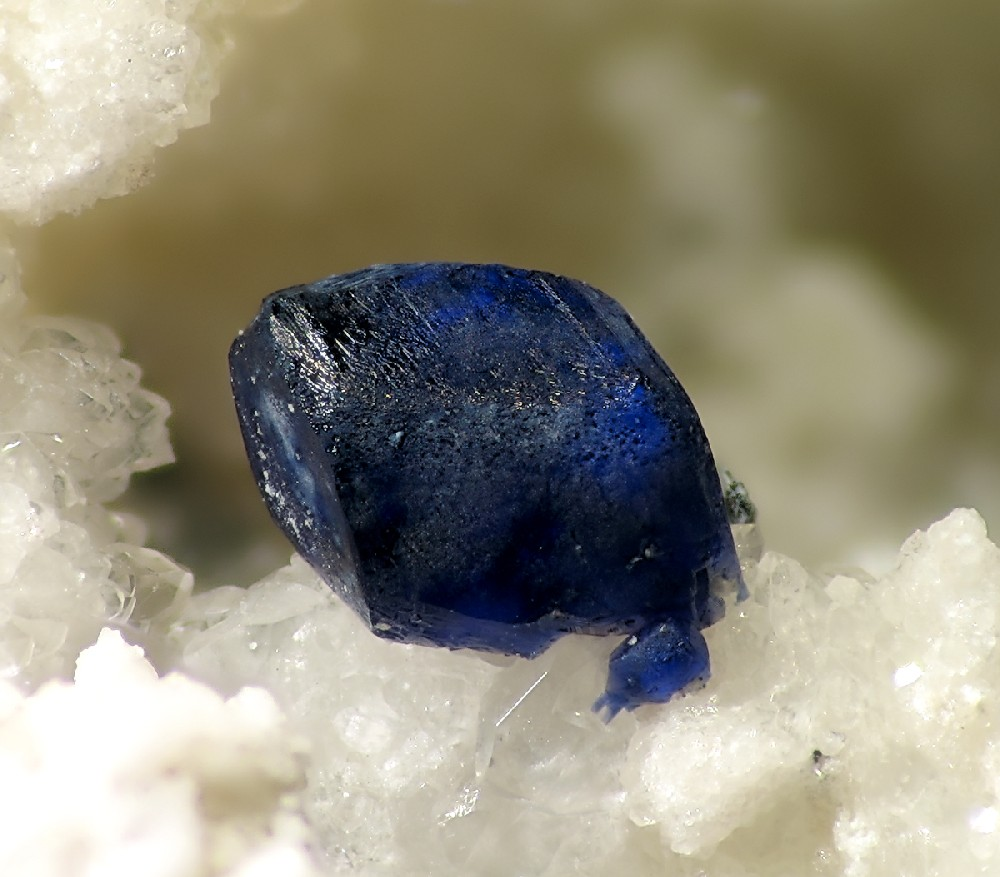
逸見石。

市内の東部を一級水系の高梁川が北から南に貫流し、支流の有漢川、成羽川が合流する。地勢は河川に沿って帯状に曲折した低地部と、高原部に至る傾斜部、および高原部分とからなっている。おおむね標高は西に行くほど高く東に行くほど低い。
中心市街地は高梁川に成羽川が合流する地点の北側に広がる盆地に位置し、城下町の古い町並みを残している。成羽地区の中心地も、成羽川沿いの盆地で城下町であった。標高は、盆地部が50メートルから100メートル、丘陵部が300メートルから500メートル。
総面積の78.5%は山林・原野、8.7%は耕地、12.8%はその他。
市の西部を流れる成羽川流域には、地質が石灰岩質のカルスト地形がみられ、石灰岩地帯特有の渓谷や台地がみられる。特に備中町を中心に石灰工業が盛んである。備中町布賀地区では世界的に珍しい逸見石をはじめ、備中石など新鉱物である鉱物・鉱石が発見および産出される。
成羽周辺地域には、成羽層群と呼ばれる5層からなる地層があり、植物化石や貝化石を産するが、多くの植物化石は成羽町の南にある日名畑層から産出した。動物に比べて腐りやすい植物の化石が多種確認され、数多くの新種が産出した。成羽の植物化石は114種類確認されているが、そのうち新種は38種と約3分の1であり、これだけ多くの新種が同じ地域から産出する事は世界でも大変まれである。
- 山
  - 臥牛山、愛宕山、稲荷山、高倉山、鵜足山、高村山、木野山、鶴首山、鵠ノ森山、高丸山、須志山、大岳山、弥高山、日野山、猪辻山、長松寺山、高山、小吹山、天神山、猿神山、大山、大池山
- 河川
  - 高梁川（水系）
    - 有漢川
    - 成羽川
- 湖沼
  - 備中湖（新成羽川ダム）、田原ダム、黒鳥ダム : 発電用ダム。
  - 楢井ダム : 多目的ダム[24]。
  - 大竹ダム、湯野ダム : 灌漑用ダム。
  - 新城池、長代池 : ため池。
- 峡谷
  - 磐窟渓、羽山渓

### 気候
年間を通して霧がよく発生する。そのため日照時間は岡山市に比べると少ない。冬季には積雪もみられるが、積雪量は標高によってかなり差があり、平地部では数cm程度であるが、北部の高原部では10cm～20cmになる事もある。
気温については、高原部では昼夜の気温差が大きい。平地部は比較的温暖であるが、盆地のため4月から9月頃にかけては日射による熱がこもりやすく、県内でも特に気温が上昇し、最高気温が全国1位となる日もある。35℃を超える猛暑日となる日も多い。2020年8月9日から9月1日の24日間連続猛暑日となり、2024年8月12日に更新されるまで国内記録だった。2025年7月31日には最高気温40.4℃を記録し、岡山県内最高記録を更新した。
年間平均気温は14.5℃、年間平均降水量は1,230mm。降雨の多くは多雨期か台風に集中しており、季節風や地震などの被害は比較的少ない。
天気予報の区分では「高梁地域」に属し、岡山地域、東備地域、倉敷地域、井笠地域とともに「岡山県南部」（県南）として扱われる。
| 高梁（落合町近似）の気候                                           | 高梁（落合町近似）の気候 | 高梁（落合町近似）の気候 | 高梁（落合町近似）の気候 | 高梁（落合町近似）の気候 | 高梁（落合町近似）の気候 | 高梁（落合町近似）の気候 | 高梁（落合町近似）の気候 | 高梁（落合町近似）の気候 | 高梁（落合町近似）の気候 | 高梁（落合町近似）の気候 | 高梁（落合町近似）の気候 | 高梁（落合町近似）の気候 | 高梁（落合町近似）の気候 |
| 月                                                                 | 1月                      | 2月                      | 3月                      | 4月                      | 5月                      | 6月                      | 7月                      | 8月                      | 9月                      | 10月                     | 11月                     | 12月                     | 年                       |
| ------------------------------------------------------------------ | ------------------------ | ------------------------ | ------------------------ | ------------------------ | ------------------------ | ------------------------ | ------------------------ | ------------------------ | ------------------------ | ------------------------ | ------------------------ | ------------------------ | ------------------------ |
| 最高気温記録 °C （°F）                                             | 17.0 (62.6)              | 22.4 (72.3)              | 27.8 (82)                | 31.6 (88.9)              | 34.1 (93.4)              | 36.7 (98.1)              | 40.4 (104.7)             | 39.3 (102.7)             | 37.0 (98.6)              | 32.0 (89.6)              | 28.2 (82.8)              | 20.1 (68.2)              | 40.4 (104.7)             |
| 平均最高気温 °C （°F）                                             | 8.5 (47.3)               | 9.7 (49.5)               | 13.8 (56.8)              | 20.1 (68.2)              | 25.1 (77.2)              | 27.8 (82)                | 31.6 (88.9)              | 33.1 (91.6)              | 28.6 (83.5)              | 22.7 (72.9)              | 16.5 (61.7)              | 10.7 (51.3)              | 20.7 (69.3)              |
| 日平均気温 °C （°F）                                               | 2.8 (37)                 | 3.7 (38.7)               | 7.3 (45.1)               | 12.9 (55.2)              | 18.1 (64.6)              | 22.0 (71.6)              | 26.0 (78.8)              | 27.0 (80.6)              | 22.7 (72.9)              | 16.3 (61.3)              | 10.1 (50.2)              | 4.9 (40.8)               | 14.5 (58.1)              |
| 平均最低気温 °C （°F）                                             | −1.2 (29.8)              | −0.9 (30.4)              | 1.8 (35.2)               | 6.6 (43.9)               | 12.1 (53.8)              | 17.4 (63.3)              | 22.0 (71.6)              | 22.8 (73)                | 18.5 (65.3)              | 12.0 (53.6)              | 5.9 (42.6)               | 1.0 (33.8)               | 9.8 (49.6)               |
| 最低気温記録 °C （°F）                                             | −8.3 (17.1)              | −10 (14)                 | −5.5 (22.1)              | −2.2 (28)                | 1.0 (33.8)               | 7.6 (45.7)               | 12.8 (55)                | 15.1 (59.2)              | 6.5 (43.7)               | 2.4 (36.3)               | −2.2 (28)                | −6.1 (21)                | −10 (14)                 |
| 降水量 mm （inch）                                                 | 39.4 (1.551)             | 48.8 (1.921)             | 90.2 (3.551)             | 96.9 (3.815)             | 125.6 (4.945)            | 166.5 (6.555)            | 195.2 (7.685)            | 112.3 (4.421)            | 162.1 (6.382)            | 93.0 (3.661)             | 56.4 (2.22)              | 46.2 (1.819)             | 1,230.3 (48.437)         |
| 平均降水日数 （≥1.0 mm）                                           | 5.6                      | 7.2                      | 9.4                      | 9.3                      | 9.6                      | 11.4                     | 11.4                     | 8.7                      | 9.8                      | 6.9                      | 6.4                      | 6.2                      | 101.9                    |
| 平均月間日照時間                                                   | 135.2                    | 130.7                    | 164.7                    | 186.1                    | 193.8                    | 134.8                    | 148.1                    | 182.0                    | 146.0                    | 154.4                    | 135.1                    | 124.1                    | 1,831.2                  |
| 出典1：気象庁（統計期間：平均気温・降水量・日照時間は1991-2020年） |                          |                          |                          |                          |                          |                          |                          |                          |                          |                          |                          |                          |                          |
| 出典2：気象庁                                                      |                          |                          |                          |                          |                          |                          |                          |                          |                          |                          |                          |                          |                          |

| 要素名       | 観測値  | 観測年月日          | 備考               |
| ------------ | ------- | ------------------- | ------------------ |
| 最高気温     | 40.4℃   | 2025年7月31日       | 岡山県内最高記録   |
| 最低気温     | -10.0℃  | 1981年2月27日       |                    |
| 24時間降水量 | 225.5mm | 2018年7月6日-7月7日 | 平成30年7月豪雨    |
| 1時間降水量  | 55mm    | 1988年6月27日       |                    |
| 最大瞬間風速 | 23.0m/s | 2018年9月30日       | 平成30年台風第24号 |

### 人口
人口は戦後の1950年頃がピークで、高度経済成長が進むにつれて急激に減少し、現在まで減少が続いている。
2020年国勢調査では29,072人。2015年から2020年の5年間の人口増減率は約9.4%減で、県内27市町村中ワースト2位（県内15市ではワースト1位）である。母親世代の減少や晩婚化などによる出生数の減少に加え、社会動態では進学や就職で県南都市部へ流出するケースも多い。男性のうち未婚の割合は県内でも特に高い。男性の生涯未婚率は31.3%で県内15市中1位（県平均24.5%）。
年齢別分布を見ると、高齢化率が高く、約41.5%で県内27市町村中7位（県内15市では3位）。その一方で、市中心部にある吉備国際大学の影響で、19歳から23歳までの年齢別人口は突出して多く、学生の町であることが見てとれる。
外国人の割合は約3.1%で、県内27市町村中1位である。国籍は1位インドネシア（261人）、2位ベトナム（251人）。外国人の数は2013年から2020年までで約55%増加しており、吉備国際大学の留学生や外国人技能実習生の受入拡大が影響している。
| |                                        |  |
| 高梁市と全国の年齢別人口分布（2005年） | 高梁市の年齢・男女別人口分布（2005年） |  |
| ■紫色 ― 高梁市 ■緑色 ― 日本全国 | ■青色 ― 男性 ■赤色 ― 女性              |  |
| 高梁市（に相当する地域）の人口の推移 \| 1970年（昭和45年） \| 53,270人 \| \| \| 1975年（昭和50年） \| 49,330人 \| \| \| 1980年（昭和55年） \| 47,013人 \| \| \| 1985年（昭和60年） \| 45,760人 \| \| \| 1990年（平成2年） \| 44,039人 \| \| \| 1995年（平成7年） \| 43,115人 \| \| \| 2000年（平成12年） \| 41,077人 \| \| \| 2005年（平成17年） \| 38,799人 \| \| \| 2010年（平成22年） \| 34,963人 \| \| \| 2015年（平成27年） \| 32,075人 \| \| \| 2020年（令和2年） \| 29,072人 \| \| |                                        |  |
| 総務省統計局 国勢調査より |                                        |  |
| 1970年（昭和45年） | 53,270人                               |  |
| 1975年（昭和50年） | 49,330人                               |  |
| 1980年（昭和55年） | 47,013人                               |  |
| 1985年（昭和60年） | 45,760人                               |  |
| 1990年（平成2年） | 44,039人                               |  |
| 1995年（平成7年） | 43,115人                               |  |
| 2000年（平成12年） | 41,077人                               |  |
| 2005年（平成17年） | 38,799人                               |  |
| 2010年（平成22年） | 34,963人                               |  |
| 2015年（平成27年） | 32,075人                               |  |
| 2020年（令和2年） | 29,072人                               |  |

### 地域
行政区域は2004年合併前の旧市町と同じく、旧高梁市域である高梁（たかはし）と、旧町の有漢（うかん）、成羽（なりわ）、川上（かわかみ）、備中（びっちゅう）との5地域に区分される。
市の中心である備中高梁駅周辺、落合町（近似、阿部）、成羽町の国道313号沿線には市街地が形成されており人口が集中しているが、その他の地域では小規模集落が広く分布している。地理的条件から、平地は河川沿いなどに分布しているため、限られた狭隘な箇所に人口が集約する構造となっている。可住地面積割合は約20.7%（2019年）。
市内全域が中山間地域であり、全域で過疎地域及び特定農山村地域の指定を受けている。
合併後の住所表記は、旧高梁市域は従来通りとし、旧4町（有漢町、成羽町、川上町、備中町）も「高梁市〇〇町〇〇」の形で表記する。「大字」の文字は省略する。例「川上郡成羽町大字下原」→「高梁市成羽町下原」となる。
| 地域 | 地域       | 住所 | 住所 |
| ---- | ---------- | --- | --- |
| 高梁 | (旧高梁町) | 内山下（うちさんげ）、川端町（かわばたちょう）、小高下町（ここうげちょう）、奥万田町（おくまんだちょう）、和田町（わだちょう）、間之町（あいのまち）、本町（ほんまち）、新町（しんまち）、片原町（かたはらちょう）、中之町（なかのちょう）、石火矢町（いしびやちょう）、頼久寺町（らいきゅうじちょう）、御前町（おんざきちょう）、伊賀町（いがまち）、寺町（てらまち）、中間町（ちゅうげんまち）、下町（しもまち）、鍜冶町（かじまち）、大工町（だいくちょう）、荒神町（こうじんちょう）、甲賀町（こうがちょう）、八幡町（やはたちょう）、柿木町（かきのきちょう）、向町（むこうちょう）、鉄砲町（てっぽうちょう）、弓之町（ゆみのちょう）、南町、東町、栄町、松原通、正宗町（まさむねちょう）、浜町（はまちょう）、旭町（あさひまち）、上谷町（かみだにちょう）、下谷町（しもだにちょう）、原田北町（はらだきたちょう）、原田南町（はらだみなみちょう、中原町（なかばらちょう）、横町（よこちょう）、段町（だんちょう）、松山 | 内山下（うちさんげ）、川端町（かわばたちょう）、小高下町（ここうげちょう）、奥万田町（おくまんだちょう）、和田町（わだちょう）、間之町（あいのまち）、本町（ほんまち）、新町（しんまち）、片原町（かたはらちょう）、中之町（なかのちょう）、石火矢町（いしびやちょう）、頼久寺町（らいきゅうじちょう）、御前町（おんざきちょう）、伊賀町（いがまち）、寺町（てらまち）、中間町（ちゅうげんまち）、下町（しもまち）、鍜冶町（かじまち）、大工町（だいくちょう）、荒神町（こうじんちょう）、甲賀町（こうがちょう）、八幡町（やはたちょう）、柿木町（かきのきちょう）、向町（むこうちょう）、鉄砲町（てっぽうちょう）、弓之町（ゆみのちょう）、南町、東町、栄町、松原通、正宗町（まさむねちょう）、浜町（はまちょう）、旭町（あさひまち）、上谷町（かみだにちょう）、下谷町（しもだにちょう）、原田北町（はらだきたちょう）、原田南町（はらだみなみちょう、中原町（なかばらちょう）、横町（よこちょう）、段町（だんちょう）、松山 |
| 高梁 |            | 津川町 | 八川（やがわ）、今津 |
| 高梁 | 川面町     | | |
| 高梁 | 巨瀬町     | | |
| 高梁 | 中井町     | 津々、西方（にしがた） | |
| 高梁 | 玉川町     | 玉、増原（ましはら）、下切（したぎり） | |
| 高梁 | 宇治町     | 遠原（とおばら）、宇治、穴田（あなだ）、本郷 | |
| 高梁 | 松原町     | 大津寄（おおづより）、松岡、春木（はるき）、神原（こうばら） | |
| 高梁 | 高倉町     | 大瀬八長（おおせおなが）、田井、飯部（いいべ） | |
| 高梁 | 落合町     | 近似（ちかのり）、阿部、原田、福地（しろち） | |
| 有漢 | 有漢       | 有漢町 | 有漢（うかん）、上有漢（かみうかん） |
| 成羽 | 成羽       | 成羽町 | 下日名（しもひな）、上日名（かみひな）、下原（しもはら）、星原（ほしばら）、佐々木、成羽（なりわ）、羽山（はやま）、羽根、小泉、相坂（あいさか）、長地（おさじ）、布寄（ふより）、吹屋（ふきや）、中野、坂本 |
| 川上 | 川上       | 川上町 | 地頭（じとう）、七地（ななち）、三沢（みさわ）、領家（りょうけ）、臘数（しわす）、吉木（よしぎ）、仁賀（にか）、上大竹（かみおおたけ）、下大竹（しもおおたけ）、高山市（こうやまいち）、大原（おおばら）、高山（こうやま） |
| 備中 | 備中       | 備中町 | 志藤用瀬（しとうようぜ）、布瀬（ふせ）、長屋（ながや）、布賀（ふか）、平川（ひらかわ）、東油野（ひがしゆの）、西油野（にしゆの）、西山 |

読み方の出典:日本郵便

### 隣接市町村
- 岡山県
  - 総社市、井原市、新見市、真庭市、加賀郡吉備中央町
- 広島県
  - 庄原市、神石郡神石高原町

## 歴史

### 鎌倉時代・室町時代
成羽では1189年（文治5年）、河村秀清が鶴首城を築城したと伝えられる。
高橋（現在の高梁市中心部）では、1240年（延応2年）、相模国の三浦氏一族と伝えられ、承久の乱後に有漢郷の地頭となった秋庭重信が大松山に最初の城を築いた。1331年（弘元元年）から三好氏一族の高橋宗康が居城した頃には、3つ目の小松山にまで縄張りを拡大。この辺りの地名はこれまで高橋であったが、高橋宗康が自分の姓を呼ばせるのを嫌ったためか、松山に改めている。
以後、備中国のほぼ中央に位置する要衝として、その支配権を巡る幾多の争奪戦が繰り広げられた。上野氏、庄氏が城主となって支配した後に、永禄年間（1558～1570年）には成羽の豪族の三村氏が松山城に入り備中北部一帯を支配した。

### 安土桃山時代
1575年（天正3年）の備中兵乱で三村氏は毛利氏・宇喜多氏両勢力によって滅ぼされると、備中国は高梁川を境に西側は毛利氏、東側は宇喜多氏によって分割支配された。

### 江戸時代

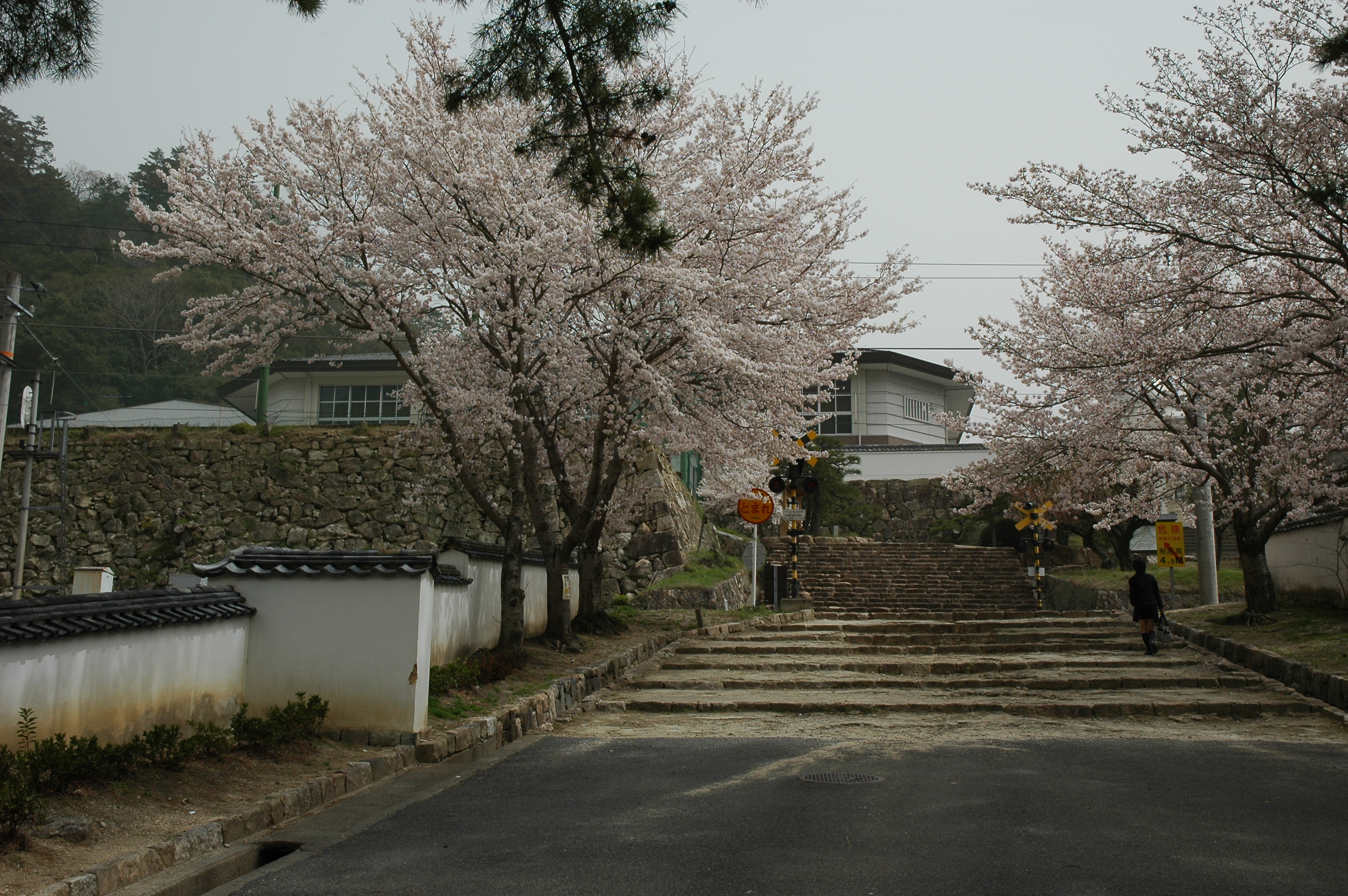
藩主が平時政務を執った尾根小屋正門跡（現在の岡山県立高梁高等学校）

1600年（慶長5年）関ヶ原の戦いで両勢力とも退いた後、備中松山は幕府の直轄地となり国奉行の小堀氏（小堀正次と子の政一（遠州））が入った。1617年（元和3年）大名の池田氏が入封し備中松山藩が成立すると、水谷氏の時代にかけて備中松山の城下町が完成した。
水谷勝隆が玉島において新田開発を行うと、子の水谷勝宗は高梁川に接続する運河である高瀬通しの造成により、高梁から玉島まで水路で繋がった。高梁からの高瀬舟による水運が発達し、玉島港の繁栄に伴い高梁は物流拠点の地位を確立した。
一方、成羽藩では、1617年（元和3年）藩主の山崎家治が成羽城を築き鶴首城は廃城。1639年（寛永16年）水谷勝隆が入るも、1642年（寛永19年）松山城へ移り成羽藩は一旦廃藩。1658年（万治元年）山崎家治の分家である山崎豊治が成羽藩へ入り、以後山崎家が廃藩置県まで治めた。

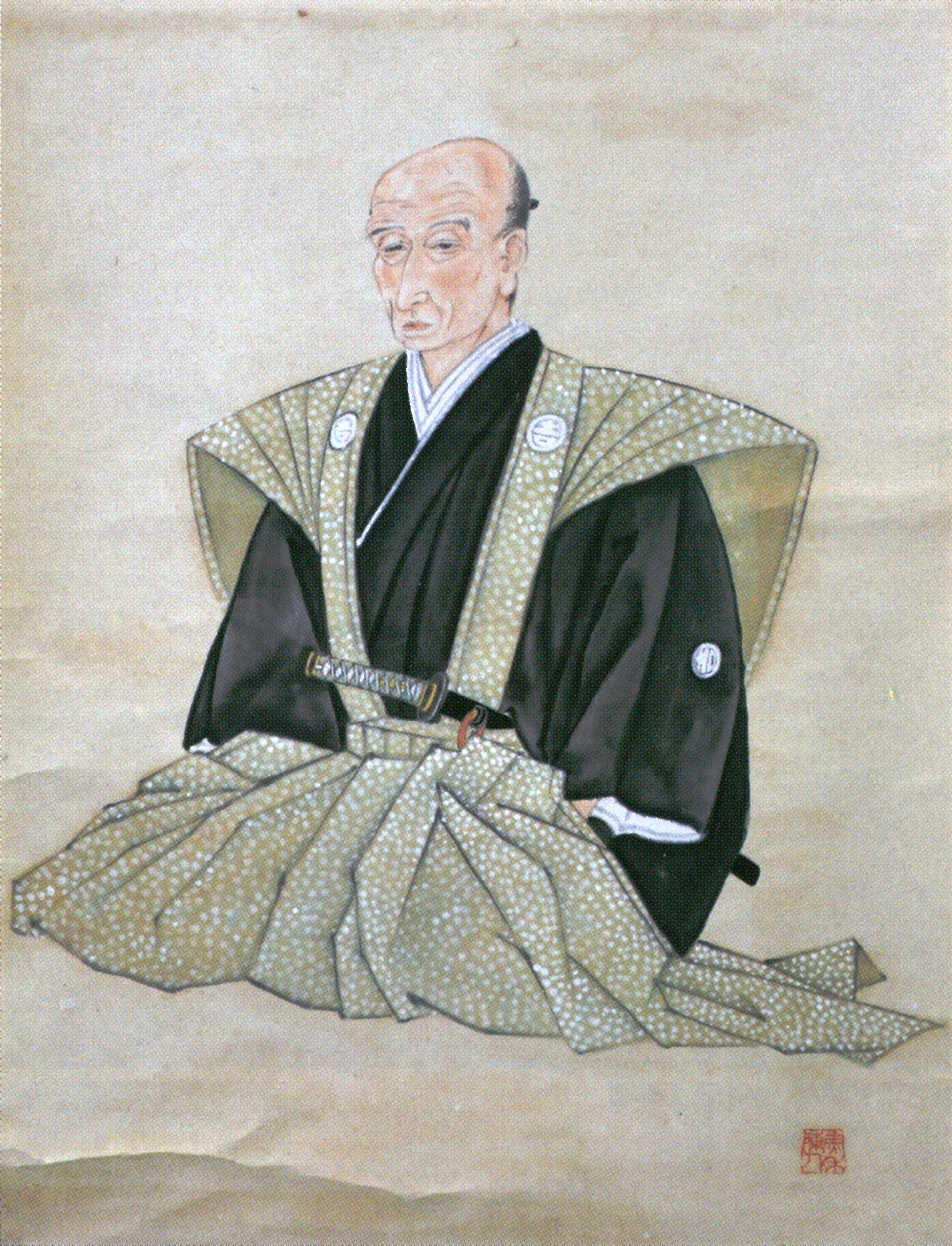
山田方谷

幕末、備中松山では財政難に苦しみ、板倉勝静が藩主を継いだ時、負債は約10万両に達していた。この逼迫した藩財政の立て直しを山田方谷の登用により委ねた。方谷の改革により赤字だった藩財政は8年で逆に大幅な黒字へ転換し、大坂商人への借金返済も約束の期限を大幅に短縮している。この藩政改革の成功により、松山藩は5万石ながら実質20万石に相当する経済力、軍事力を備えたともいわれ、諸藩から注目された。
藩政改革の功績により、藩主の板倉勝静は幕府の要職に登用され、1862年には老中に就いた。1868年（慶応4年）戊辰戦争の際、勝静が旧幕府軍で転戦したため、備中松山藩は朝敵とされた。国元では、新政府の命令により岡山藩に攻められる事態となったが、方谷は松山城の無血開城を決したため、城下町が攻撃されることなく岡山藩の支配下に置かれた。

### 明治・大正
1869年（明治2年）山田方谷から派遣された松山藩士により箱館から東京へ連れ戻された板倉勝静は、降伏を決断する。これにより、備中松山藩は減封となる。
また、同名の伊予松山藩が早い段階で恭順したため、新政府は敵対した側の備中松山藩に藩名の変更を要請。高梁川の名から取った高梁藩に改名したことが、現在の高梁市の由来となっている。
現市域の高梁川以東の大部分は賀陽郡、以西の大部分は下道郡（時期によっては小田郡・後月郡も混在）であった。のちに東部は上房郡、西部は川上郡として分立した。1871年（明治4年）、廃藩置県により藩名は高梁県・成羽県となった後に統合して小田県となり、1875年（明治8年）に岡山県に統合された。1889年（明治22年）6月1日、町村制施行によりそれまで村であった単位が統廃合し、高梁町・松山村・川面村・巨瀬村・津川村・宇治村・落合村・高倉村・玉川村・松原村・宇治村が発足した。
産業では、江戸時代から牛や馬の売買が行われており、1885年（明治18年）に家畜市場が設立されると、1992年の閉場まで100年以上もの間取引が続けられた。葉タバコの生産地として1897年（明治30年）に高梁一等葉煙草専売所（後の日本専売公社高梁工場）を開設した。大正初期には、この地域でモール製造機が発明され、機械モールの生産が始まった。その後、アメリカへ輸出されるようになり、急速に発展した。昭和中期まで地域の特産品としての地位を占めるようになる。
生活も次第に近代化され、大正初期には一時期ガス灯だったが、大正末期頃までには（旧）高梁市域全域で電気のある生活ができるようになった。道路などの整備は不十分で、輸送の中心は高瀬舟であった。1904年（明治37年）に中国鉄道吉備線が岡山駅から湛井駅（現在の総社市）間に敷設されると、高梁の物流はそれまでの玉島経由から、湛井を経由したものにシフトされた。1918年（大正7年）には自動車備北組合が開業（同年中国自動車に組織変更。現在の備北バス）し、高梁から湛井までの間で乗合自動車の運行が開始した。1922年（大正11年）頃にはタクシー業者も生まれた。道路網は、山の尾根を経由した道が多く、河川の横断は、高梁川の一部で木造橋梁が建設され始めたものの、架橋費用が膨大でまだ渡し船が一般的であった。
教育では、多くの教育者・学者・思想家らを高梁から輩出した。山田方谷は藩校の有終館や私塾の牛麓舎などで教鞭をとり陽明学を教え、多くの門下生を輩出した。1879年（明治12年）から高梁でキリスト教の伝道活動が始まり、特に1880年（明治13年）に同志社創立者の新島襄が4日間の伝道活動を行って以降急速に信仰が進んだ。これにより、キリスト教の影響を受けた多くの思想家や学者らが生まれた。その中でも地元においては福西志計子が女子教育の必要性を説き、1881年（明治14年）に岡山県初の女子中等教育施設となる私立縫製所を向町に設立し、1885年（明治18年）には文学科と合わせて順正高等女学校に改組した。後に県へ移管し、現在の県立高梁高校家政科へと受け継がれている。なお、1889年（明治22年）には県内最古の洋風建築物となる教会堂が設立されている。中等教育機関は他にも、1895年（明治28年）に県立の岡山県高梁尋常中学校（現在の県立高梁高等学校）が設立された。

### 昭和

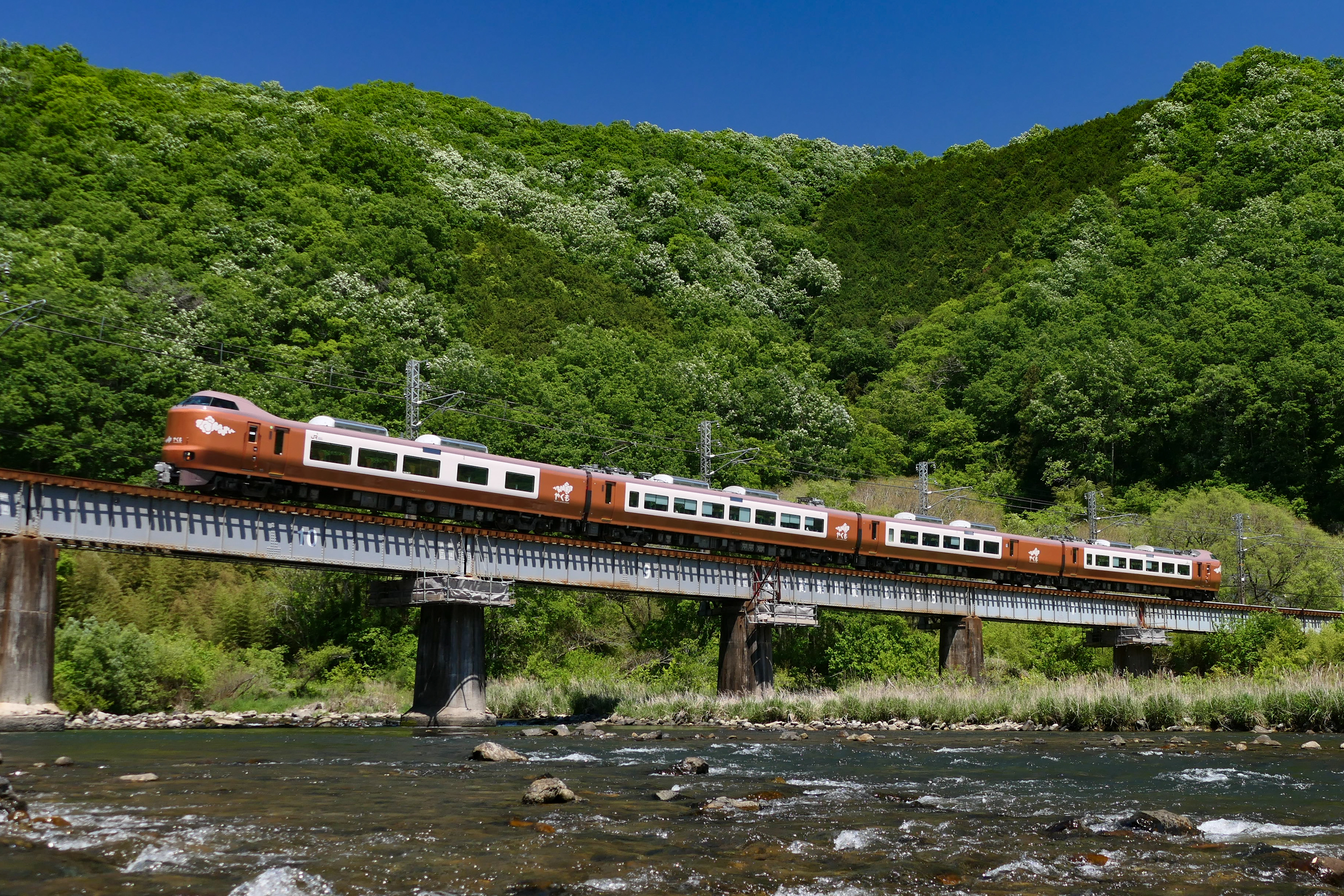
高梁市内の伯備線を走る特急やくもと高梁川

1926年（大正15年）国鉄伯備線美袋駅 - 木野山駅間が開通し、1927年（昭和2年）備中川面駅まで延伸、1928年（昭和3年）には足立駅まで延伸し全線開通した。これにより山陰と山陽が鉄道で結ばれると、人や物の交流が促進されるようになった。
城下町を象徴する松山城は明治以後荒れたままになっていたが、1939年（昭和14年）に旧高梁町が本格的な解体修理に取り組み、1940年（昭和15年）に天守と二重櫓が威容を取り戻した。
教育では、1904年（明治37年）に有漢ではじまった有漢教員養成所に代えて、1930年（昭和5年）に金岡助九郎が高梁に岡山県高梁商業学校（現在の方谷學舎高等学校）を設立した。
終戦後の1945年（昭和20年）の農地改革では多くの自作農家が生まれ、農家の生産意欲向上へつながった。
1947年（昭和22年）12月11日、昭和天皇のお召し列車が備中高梁駅に3分間停車。この間に駅前奉迎が行われた（昭和天皇の戦後巡幸）。奉迎には上房、川上両郡下の戦没者遺族、引揚者なども参加した。
1953年（昭和28年）に町村合併促進法が施行された。それまで地方自治法では市制を敷くためには人口5万人以上、中心市街地の戸数が全戸数の60%以上であることが原則であるが、明治維新後に成立したままの規模の小さい市町村を廃し行政規模の適正規模の適正化を図る3年間の時限立法であった。人口の少ない備北地方ではこの機会を除いては市制を施行する事が到底出来ないとして、高梁町を中心に合併の機運が盛り上がった。一部町村の脱落や不参加、地域内紛争などの紆余曲折があったものの、1954年（昭和29年）5月1日に高梁町・川面村・巨瀬村・津川村・宇治村・落合村・高倉村・玉川村・松原村の1町8村が合併し高梁市として発足し、翌1955年（昭和30年）には中井村も加入した。合併後は一体性の確立に腐心し、またデフレーションや行政機構の膨大化から初年度は1千万円以上の収入不足となる等苦しい財政事情の中での出発であったが、1961年（昭和36年）頃までは産業基盤の整備を中心に都市基盤の確立に力を注いだ。
生活では、市営住宅の建設も積極的に行われた。高梁の風土病と噂された肝炎が流行したため、上水道の敷設を行い1962年（昭和37年）に完成した。道路網は、1960年代から1970年代には、モータリゼーションによって農村地域でも自動車が普及した事と、土木技術の向上により、国道改良や市道・農道の整備拡幅、橋の架け替えが行われた。特に国道180号は、川端町から落合橋まで（4車線化）、幡見橋付近（バイパス化）、川面（バイパス化）などで渋滞が相次いだため改良された。また、1973年（昭和48年）に高梁大橋が完成。鉄道網では、1972年（昭和47年）に特急やくもが備中高梁駅に停車し、1973年には備中高梁駅以南の複線化が実現した。通信分野では、電話網の充実、有線放送電話の拡充強化などが実現した。
戦後の教育改革では1947年（昭和22年）学校教育法が施行され6-3-3-4制が導入された。1948年（昭和23年）旧制高梁中学校と、旧順正高等女学校であった高梁高等女学校がそれぞれ県立高梁第一高校と第二高校に改称すると、1949年（昭和24年）に統合し県立高梁高等学校が開校した。家政科校舎はしばらくは統合前と同じ伊賀町分校であったが、1967年（昭和42年）に本校へ統合となった。また同じ頃に、加計学園の協力で高梁学園（現在の順正学園）が創設され、同年伊賀町分校のあった場所に順正短期大学が開校し、その隣地には順正高等看護専門学校も開校した。なお、1948年に県立高梁第二高等学校は松山分校を新設し、1953年（昭和28年）に組合立となった後、1966年（昭和41年）昼間部のみ県へ再移管し県立高梁工業高校に改称した（現在は県立高梁城南高校）。夜間部は市立松山高校となっている。
1972年の昭和47年7月豪雨では各地区で浸水や家屋流失および損壊が続出し大きな被害が出た。市は災害対策や復旧事業に多額の費用を要したため財政難となったが、県の全面的な支援を受けて財政再建を行ったため、財政再建団体にならずに踏みとどまった。災害の教訓から着手した公共下水道事業は、1987年（昭和62年）に浄化センターが完成した事で一部使用開始した。
産業では、農業の振興が図られた。稲作、葉タバコの他、ナシ、モモなどの果樹や野菜について、自立専業農家の育成や農地造成による経営拡大の促進が行われた。葉タバコは昭和40年代以降減反政策により出荷量が大幅に減ったが、ブドウの一種であるピオーネへの転作が進んだ。ピオーネは1973年（昭和48年）に成羽町で試験導入されて以降、前述の葉タバコからの転作に加え、品種転換や稲作からの転作により拡大し、後に岡山県一の産地となるまでに至っている。また、昭和中期には畜産の振興も図られていた。肉用牛は、農耕用にも使用されていたため1964年（昭和39年）には約3,000頭飼養されていたが、1960年代後半以降自動耕運機の普及に伴い飼養頭数も急速に減少し、1980年（昭和55年）以後は1,000頭前後で推移した。乳用牛は、県から備中集約酪農地域の指定を受けて市によって奨励され、市有乳牛の貸付も行われたものの計画（3,000頭予定）には及ばず、1970年代から1,200 - 1,300頭で推移し、1992年（平成4年）をピークに急速に減少した。また、肉用牛も乳用牛も農家数は一貫して減少し、逆に農家1戸当たりの多頭化は強まった。
1960年代から1980年代にかけて多くの企業の誘致が進められた。また、1985年（昭和60年）には松原町神原地区にパインツリーゴルフクラブが開業した。当初は36ホールが計画されたが18ホールに縮小し、その残地を利用したきびの郷ワンダーランドが1980年（昭和55年）に開園した（1996年に閉園）。葉タバコの生産量減少に伴い、日本専売公社（1985年以降はJT）高梁工場は、1986年（昭和61年）から岡村製作所の指導によりオフィス家具の製造に転換を始めた。1988年（昭和63年）にJTと岡村製作所の共同で会社を設立し、1990年（平成2年）にはオフィス家具に全面転換した（現在の社名は山陽オカムラ）。
文化では、映画「男はつらいよ」の高梁ロケが1971年（昭和46年）と1983年（昭和58年）の2度行われ、高梁が全国に知られる事となった。また、1985年（昭和60年）、童謡を心のふるさとにし、童謡を通して高梁市を安らぎのある街にするべく、童謡のまちづくり計画を開始。同年には高梁総合文化会館も開館し、1986年（昭和61年）に第1回童謡まつりが開かれた。

### 平成・令和
「学園文化都市づくり」を市政振興の柱にしていた市は、高梁学園との強い信頼関係を生かした大学誘致により、1990年（平成2年）に4年制の吉備国際大学が開学。1995年（平成7年）には大学院も開学した。これにより多くの学生が生活するようになり、活気をもたらしているだけでなく、市へ経済効果や財政効果をもたらした。
吉備国際大学開学と同じ1990年の6月にゆめタウン高梁、11月にはポルカ天満屋ハピータウンと、2つの大型店が開業した。また、これに次ぐ量販店の出店により、小売商店の従業員数の増加をもたらした。
交通では、1989年（平成元年）に備中高梁駅の隣に高梁バスセンターが開業した。そして、1996年（平成8年）には愛宕ループ橋を含めた国道484号上谷バイパスが開通し、翌1997年（平成9年）には岡山自動車道が全線開通した。国道484号の整備によって、市中心部から賀陽インターチェンジや吉備高原都市へのアクセスも格段に向上した。2004年（平成16年）には備中高梁駅の東西連絡通路が開通し、駅前大通りの電線地中化工事も完成した。公共施設ではこの他にも、神原スポーツ公園、高梁市文化交流館、デイサービスセンターや訪問看護ステーション、クリーンセンターなども次々にオープンした。
平成の合併により2004年（平成16年）10月1日、高梁市と有漢町、成羽町、川上町、備中町の1市4町が対等合併し、改めて高梁市が発足した（合併の経緯は後述）。このころ、県立高校再編も行われた。2004年4月には県立高梁工業高校と県立成羽高校、県立川上農業高校の3校が統合し、県立高梁城南高等学校が開校した。また、県立高梁高校は2006年（平成18年）に吉備中央町の県立吉備北稜高校を統合した。
2010年代中盤には備中高梁駅周辺の再開発が行われた。2015年（平成27年）4月、従来の駅舎に代わり連絡通路上に建設していた橋上駅舎が完成し、それに前後して3月に寝台特急サンライズ出雲の停車駅となった。同年秋には東口広場や都市計画道路を整備。2016年（平成28年）には駅舎跡地周辺に西口広場を整備。2017年（平成29年）には高梁バスセンターを建て替え、高梁市図書館を含めた高梁市複合施設を建設した。また、2015年には老朽化していた高梁市役所の新庁舎が完成し5月に移転が行われた。
2018年の平成30年7月豪雨では、住家の浸水や損壊が500件以上発生し、市民生活や経済活動に甚大な被害をもたらした。
成羽町吹屋地区では、2020年（令和2年）関連するストーリーが『ジャパンレッド』発祥の地～弁柄と銅の町・備中吹屋～として日本遺産に認定された。日本で最も古い現役木造校舎であった吹屋小学校は2012年（平成24年）に閉校し、保存修理を経て2022年（令和4年）に観光展示施設として開館した。

### 年表
- 1871年（明治4年）
  - 8月29日 - 廃藩置県により高梁県・成羽県となる。
  - 11月15日 - 備中・備後の11県が統合して深津県（小田県）が設置される。
- 1872年（明治5年）1月 - 高梁郵便局開局。
- 1875年（明治8年）12月10日 - 小田県が岡山県に統合される。
- 1876年（明治9年）6月 - 第4警察出張所（現在の高梁警察署）を設置。
- 1878年（明治11年）12月9日 - 第八十六国立銀行（現在の中国銀行）設立[92]。
- 1881年（明治14年）12月10日 - 福西志計子が裁縫所を設立[58]。
- 1885年（明治18年）
  - 1月 - 福西志計子の縫製所が順正女学校として改組（前述の縫製所から起算した場合は、岡山県内初の女子中等教育施設とされる。現在の県立高梁高等学校家政科）。
  - 高梁家畜市場開場。
- 1889年（明治22年）
  - 6月1日 - 町村制施行。
  - 9月 - 高梁基督教会堂設立。
- 1893年（明治26年）10月14日 - 明治26年台風により各地で水害が発生する。
- 1895年（明治28年）8月 - 高梁尋常中学校（現在の県立高梁高等学校）設立。
- 1914年（大正3年）1月18日 - 方谷橋が開通[93]。
- 1918年（大正7年）
  - 6月 - 自動車備北組合開業。高梁 - 湛井間で乗合自動車の運行開始[55]。
  - 8月1日 - 自動車備北組合が中国自動車に組織変更（現在の備北バス）[55]。
- 1922年（大正11年）頃 - タクシー業者が発足[50]。
- 1926年（大正15年）6月20日 - 国営鉄道伯備南線の美袋駅 - 木野山駅間が開業し、備中高梁駅開業。
- 1927年（昭和2年）7月31日 - 伯備南線木野山駅 - 備中川面駅が延伸開業。
- 1928年（昭和3年）10月25日 - 備中川面駅以北が延伸開業し、伯備線（伯備南線から改称）が全通。
- 1930年（昭和5年）4月1日 - 岡山県高梁商業学校（現在の方谷學舎高等学校）開校。
- 1931年（昭和6年）11月2日 - 高梁信用組合（現在の備北信用金庫）開業[94]。
- 1934年（昭和9年）9月21日 - 室戸台風により各地で水害が発生する。
- 1936年（昭和11年）10月 - 落合橋が現在の国道313号に開通。
- 1947年（昭和22年）
  - 4月1日 - 学校教育法施行。旧高梁市域では8中学校、1分校が創立[56]。
  - 12月11日 - 昭和天皇のお召し列車が備中高梁駅に3分間停車（昭和天皇の戦後巡幸）。
- 1949年（昭和24年）8月 - 県立高梁第一高校（旧制高梁中学校）と第二高校（旧順正高等女学校）が統合し、県立高梁高等学校開校。
- 1953年（昭和28年）12月 - 順正寮跡に高梁町立図書館開館。
- 1954年（昭和29年）5月1日 - 上房郡・川上郡の1町8村が新設合併し、高梁市が発足。
- 1955年（昭和30年）4月14日 - 市章を制定。
- 1956年（昭和31年）2月 - 高梁商工会議所設立。
- 1958年（昭和33年）3月 - （旧）高梁市役所庁舎完成し移転[95]。
- 1962年（昭和37年）1月 - ごみ焼却場完成[96]。
- 1963年（昭和38年）8月 - 市営火葬場完成[97]。
- 1964年（昭和39年）4月 - 高梁局の電話が自動化[97]。
- 1967年（昭和42年）
  - 4月1日 - 順正短期大学（後の吉備国際大学短期大学部）開学。
  - 9月 - 順正高等看護専門学院（後の順正高等看護福祉専門学校）開校。
- 1970年（昭和45年）10月 - 向町に（旧）高梁市図書館が移転し開館。
- 1971年（昭和46年）3月31日 - 横町に（旧）高梁市消防庁舎完成[98]。
- 1972年（昭和47年）7月11日 - 昭和47年7月豪雨により各地で水害が発生する。
- 1973年（昭和48年）
  - 8月 - 県道宇治鉄砲町線高梁大橋が開通。
  - 9月18日 - 国鉄伯備線備中高梁駅以南が複線化[注 6]。
- 1974年（昭和49年）5月1日 - 市の木をアカマツに制定。
- 1976年（昭和51年）4月 - 高梁総合福祉センター完成[72]。
- 1980年（昭和55年）
  - 5月 - 高梁市民体育館完成[78]。
  - 7月23日 - きびの郷ワンダーランド開園。
- 1982年（昭和57年）7月1日 - 国鉄伯備線が電化。
- 1985年（昭和60年）7月12日 - 高梁総合文化会館開館。
- 1987年（昭和62年）10月 - 高梁浄化センター完成[99]。
- 1989年（平成元年）4月 - 高梁バスセンターが備中高梁駅前に開業。
- 1990年（平成2年）
  - 4月1日 - 吉備国際大学開学。
  - 6月14日 - ゆめタウン高梁開業。
  - 11月30日 - ポルカ天満屋ハピータウン開業。
- 1991年（平成3年）
  - 7月 - 神原スポーツ公園完成。
  - 12月 - 高梁家畜市場閉場。
- 1994年（平成6年）4月1日 - 市の花をサクラに制定。
- 1995年（平成7年）4月1日 - 吉備国際大学大学院開設。
- 1996年（平成8年）
  - 4月 - 吉備ケーブルテレビ開局。
  - 5月12日 - きびの郷ワンダーランド閉園。
  - 8月2日 - 国道484号上谷バイパス（愛宕ループ橋を含む）開通。
- 1997年（平成9年）
  - 3月15日 - 岡山自動車道岡山総社IC - 北房JCT間が開通。
  - 4月 - 楢井ダム運用開始[100]。
  - 4月16日 - 松山城本丸復元工事竣工。
  - 4月25日 - 高梁市文化交流館開館。
  - 8月 - 高梁国際ホテル開業。
- 2000年（平成12年）4月 - ごみの分別収集を開始。リサイクルプラザ稼働。
- 2004年（平成16年）
  - 3月2日 - 備中高梁駅東西自由通路供用開始。
  - 4月1日 - 県立高梁工業高等学校と県立川上農業高等学校、県立成羽高等学校が統合し、県立高梁城南高等学校開校。
  - 10月1日 - 高梁市と上房郡・川上郡の4町が新設合併し、改めて高梁市が発足[101][86]。
- 2005年（平成17年）
  - 2月28日 - 有漢地域センター開館[102]。
  - 3月24日 - 市章を旧高梁市と同一のものに制定[103]。
  - 9月7日 - 市の花をサクラに、市の木をアカマツに、市の鳥をヤマセミに制定[104]。
  - 9月23日 - 広域農道かぐら街道線全線開通[105]。
- 2012年（平成24年）9月3日 - 成羽病院本館棟が落成し外来診療開始[101]。
- 2015年（平成27年）
  - 4月1日 - 市内初の認定こども園が有漢町と川上町に開園[注 7]。
  - 4月11日 - 備中高梁駅橋上駅舎供用開始[87]。
  - 5月7日 - 高梁市役所新庁舎が落成し業務開始[89]。
- 2016年（平成28年）
  - 3月31日 - 吉備国際大学短期大学部閉学。
  - 4月11日 - 備中高梁駅西口広場供用開始。
- 2017年（平成29年）
  - 2月1日 - 高梁市複合施設が高梁バスセンター含め一部開業。
  - 2月4日 - 高梁市複合施設の高梁市図書館開館。
- 2018年（平成30年）7月6日 - 平成30年7月豪雨により各地で水害が発生する。
- 2020年（令和2年）
  - 6月19日 - 吹屋地区関係が『ジャパンレッド』発祥の地～弁柄と銅の町・備中吹屋～として日本遺産に認定される[7]。
  - 8月31日 - たいこまるプラザ（成羽複合施設）開館[106]。
  - 9月1日 - 連続猛暑日が24日間の日本新記録（当時）[28]。
- 2022年（令和4年）3月21日 - 旧吹屋小学校の保存修理が完了し一般公開開始[6]。
- 2023年（令和5年）3月31日 - 順正高等看護福祉専門学校閉校。
- 2024年（令和6年）8月10日 - マンガ絵ぶたまつり最終回[107]。
- 2025年（令和7年）
  - 3月18日 - 高梁市消防庁舎が移転し運用開始[108]。
  - 4月1日 - 市内初の義務教育学校である市立有漢学園開校[注 8]。
  - 7月31日 - 最高気温が40.4℃で県内最高記録更新[31]。

### 行政区域の変遷
- 1954年（昭和29年）5月1日 - 上房郡高梁町・川面村・巨瀬村・津川村・川上郡宇治村・落合村・高倉村・玉川村・松原村の1町8村が新設合併し、高梁市が発足[110]。
- 1955年（昭和30年）2月1日 - 上房郡中井村を編入する[110]。
- 1970年（昭和45年）5月1日 - 上房郡賀陽町佐与谷地区の一部（大字上竹・西の各一部）を編入。
- 2004年（平成16年）10月1日 - 上房郡有漢町・川上郡成羽町・川上町・備中町の1市4町が合併し、改めて高梁市が発足[86]。これにより、川上郡は消滅。

変遷表
| 高梁市市域の変遷表 | 高梁市市域の変遷表 | 高梁市市域の変遷表  | 高梁市市域の変遷表  | 高梁市市域の変遷表  | 高梁市市域の変遷表        | 高梁市市域の変遷表        | 高梁市市域の変遷表   |
| 1889年以前         | 1889年6月1日 -     | 1889年6月1日 -      | 1906年 -            | 1929年 - 1954年     | 1954年 - 2004年           | 1954年 - 2004年           | 2004年 - 現在        |
| ------------------ | ------------------ | ------------------- | ------------------- | ------------------- | ------------------------- | ------------------------- | -------------------- |
| 高梁               | 高梁町             | 高梁町              | 高梁町              | 1929年5月1日 高梁町 | 1954年5月1日 高梁市       | 1954年5月1日 高梁市       | 2004年10月1日 高梁市 |
| 松山村             | 松山村             | 松山村              | 松山村              | 1929年5月1日 高梁町 | 1954年5月1日 高梁市       | 1954年5月1日 高梁市       | 2004年10月1日 高梁市 |
| 今津村             | 津川村             | 津川村              | 津川村              | 津川村              | 1954年5月1日 高梁市       | 1954年5月1日 高梁市       | 2004年10月1日 高梁市 |
| 八川村             | 津川村             | 津川村              | 津川村              | 津川村              | 1954年5月1日 高梁市       | 1954年5月1日 高梁市       | 2004年10月1日 高梁市 |
| 川面村             | 川面村             | 川面村              | 川面村              | 川面村              | 1954年5月1日 高梁市       | 1954年5月1日 高梁市       | 2004年10月1日 高梁市 |
| 巨瀨村             | 巨瀬村             | 巨瀬村              | 巨瀬村              | 巨瀬村              | 1954年5月1日 高梁市       | 1954年5月1日 高梁市       | 2004年10月1日 高梁市 |
| 玉村               | 玉川村             | 玉川村              | 玉川村              | 玉川村              | 1954年5月1日 高梁市       | 1954年5月1日 高梁市       | 2004年10月1日 高梁市 |
| 下切村             | 玉川村             | 玉川村              | 玉川村              | 玉川村              | 1954年5月1日 高梁市       | 1954年5月1日 高梁市       | 2004年10月1日 高梁市 |
| 増原村             | 玉川村             | 玉川村              | 玉川村              | 玉川村              | 1954年5月1日 高梁市       | 1954年5月1日 高梁市       | 2004年10月1日 高梁市 |
| 宇治村             | 宇治村             | 宇治村              | 宇治村              | 宇治村              | 1954年5月1日 高梁市       | 1954年5月1日 高梁市       | 2004年10月1日 高梁市 |
| 穴田村             | 宇治村             | 宇治村              | 宇治村              | 宇治村              | 1954年5月1日 高梁市       | 1954年5月1日 高梁市       | 2004年10月1日 高梁市 |
| 中野村の一部       | 宇治村             | 宇治村              | 宇治村              | 宇治村              | 1954年5月1日 高梁市       | 1954年5月1日 高梁市       | 2004年10月1日 高梁市 |
| 飯部村の一部       | 宇治村             | 宇治村              | 宇治村              | 宇治村              | 1954年5月1日 高梁市       | 1954年5月1日 高梁市       | 2004年10月1日 高梁市 |
| 松岡村             | 松原村             | 松原村              | 松原村              | 松原村              | 1954年5月1日 高梁市       | 1954年5月1日 高梁市       | 2004年10月1日 高梁市 |
| 神原村             | 松原村             | 松原村              | 松原村              | 松原村              | 1954年5月1日 高梁市       | 1954年5月1日 高梁市       | 2004年10月1日 高梁市 |
| 春木村             | 松原村             | 松原村              | 松原村              | 松原村              | 1954年5月1日 高梁市       | 1954年5月1日 高梁市       | 2004年10月1日 高梁市 |
| 大津寄村           | 松原村             | 松原村              | 松原村              | 松原村              | 1954年5月1日 高梁市       | 1954年5月1日 高梁市       | 2004年10月1日 高梁市 |
| 田井村             | 高倉村             | 高倉村              | 高倉村              | 高倉村              | 1954年5月1日 高梁市       | 1954年5月1日 高梁市       | 2004年10月1日 高梁市 |
| 飯部村の一部       | 高倉村             | 高倉村              | 高倉村              | 高倉村              | 1954年5月1日 高梁市       | 1954年5月1日 高梁市       | 2004年10月1日 高梁市 |
| 近似村の一部       | 高倉村             | 高倉村              | 高倉村              | 高倉村              | 1954年5月1日 高梁市       | 1954年5月1日 高梁市       | 2004年10月1日 高梁市 |
| 近似村の一部       | 落合村             | 落合村              | 落合村              | 落合村              | 1954年5月1日 高梁市       | 1954年5月1日 高梁市       | 2004年10月1日 高梁市 |
| 阿部村             | 落合村             | 落合村              | 落合村              | 落合村              | 1954年5月1日 高梁市       | 1954年5月1日 高梁市       | 2004年10月1日 高梁市 |
| 原田村             | 落合村             | 落合村              | 落合村              | 落合村              | 1954年5月1日 高梁市       | 1954年5月1日 高梁市       | 2004年10月1日 高梁市 |
| 福地村             | 落合村             | 落合村              | 落合村              | 落合村              | 1954年5月1日 高梁市       | 1954年5月1日 高梁市       | 2004年10月1日 高梁市 |
| 西方村             | 中井村             | 中井村              | 中井村              | 中井村              | 1955年2月1日 高梁市に編入 | 1955年2月1日 高梁市に編入 | 2004年10月1日 高梁市 |
| 津々村             | 中井村             | 中井村              | 中井村              | 中井村              | 1955年2月1日 高梁市に編入 | 1955年2月1日 高梁市に編入 | 2004年10月1日 高梁市 |
| 有津井村の一部     | 上竹荘村の一部     | 上竹荘村の一部      | 上竹荘村の一部      | 上竹荘村の一部      | 賀陽町の一部              | 1970年5月1日 高梁市に編入 | 2004年10月1日 高梁市 |
| 西村の一部         | 大和村の一部       | 大和村の一部        | 大和村の一部        | 大和村の一部        | 賀陽町の一部              | 1970年5月1日 高梁市に編入 | 2004年10月1日 高梁市 |
| 有漢村             | 有漢村             | 有漢村              | 有漢村              | 有漢村              | 1956年4月1日 有漢町       | 1956年4月1日 有漢町       | 2004年10月1日 高梁市 |
| 上有漢村           | 上有漢村           | 上有漢村            | 上有漢村            | 上有漢村            | 1956年4月1日 有漢町       | 1956年4月1日 有漢町       | 2004年10月1日 高梁市 |
| 下原村             | 東成羽村           | 1901年4月1日 成羽町 | 1906年4月1日 成羽町 | 1906年4月1日 成羽町 | 1955年3月1日 成羽町       | 1955年3月1日 成羽町       | 2004年10月1日 高梁市 |
| 上日名村           | 東成羽村           | 1901年4月1日 成羽町 | 1906年4月1日 成羽町 | 1906年4月1日 成羽町 | 1955年3月1日 成羽町       | 1955年3月1日 成羽町       | 2004年10月1日 高梁市 |
| 下日名村           | 東成羽村           | 1901年4月1日 成羽町 | 1906年4月1日 成羽町 | 1906年4月1日 成羽町 | 1955年3月1日 成羽町       | 1955年3月1日 成羽町       | 2004年10月1日 高梁市 |
| 佐々木村の一部     | 東成羽村           | 1901年4月1日 成羽町 | 1906年4月1日 成羽町 | 1906年4月1日 成羽町 | 1955年3月1日 成羽町       | 1955年3月1日 成羽町       | 2004年10月1日 高梁市 |
| 臘数村の一部       | 東成羽村           | 1901年4月1日 成羽町 | 1906年4月1日 成羽町 | 1906年4月1日 成羽町 | 1955年3月1日 成羽町       | 1955年3月1日 成羽町       | 2004年10月1日 高梁市 |
| 成羽村             | 成羽村             | 成羽村              | 1906年4月1日 成羽町 | 1906年4月1日 成羽町 | 1955年3月1日 成羽町       | 1955年3月1日 成羽町       | 2004年10月1日 高梁市 |
| 羽山村             | 成羽村             | 成羽村              | 1906年4月1日 成羽町 | 1906年4月1日 成羽町 | 1955年3月1日 成羽町       | 1955年3月1日 成羽町       | 2004年10月1日 高梁市 |
| 布寄村             | 中村               | 中村                | 中村                | 中村                | 1955年3月1日 成羽町       | 1955年3月1日 成羽町       | 2004年10月1日 高梁市 |
| 長地村             | 中村               | 中村                | 中村                | 中村                | 1955年3月1日 成羽町       | 1955年3月1日 成羽町       | 2004年10月1日 高梁市 |
| 相坂村             | 中村               | 中村                | 中村                | 中村                | 1955年3月1日 成羽町       | 1955年3月1日 成羽町       | 2004年10月1日 高梁市 |
| 羽根村             | 中村               | 中村                | 中村                | 中村                | 1955年3月1日 成羽町       | 1955年3月1日 成羽町       | 2004年10月1日 高梁市 |
| 小泉村             | 中村               | 中村                | 中村                | 中村                | 1955年3月1日 成羽町       | 1955年3月1日 成羽町       | 2004年10月1日 高梁市 |
| 坂本村             | 吹屋村             | 1901年2月6日 吹屋町 | 1901年2月6日 吹屋町 | 1901年2月6日 吹屋町 | 1955年4月1日 成羽町に編入 | 1955年4月1日 成羽町に編入 | 2004年10月1日 高梁市 |
| 吹屋村             | 吹屋村             | 1901年2月6日 吹屋町 | 1901年2月6日 吹屋町 | 1901年2月6日 吹屋町 | 1955年4月1日 成羽町に編入 | 1955年4月1日 成羽町に編入 | 2004年10月1日 高梁市 |
| 中野村の一部       | 吹屋村             | 1901年2月6日 吹屋町 | 1901年2月6日 吹屋町 | 1901年2月6日 吹屋町 | 1955年4月1日 成羽町に編入 | 1955年4月1日 成羽町に編入 | 2004年10月1日 高梁市 |
| 地頭村             | 手荘村             | 手荘村              | 手荘村              | 1950年4月1日 手荘町 | 1954年4月1日 川上町       | 1954年4月1日 川上町       | 2004年10月1日 高梁市 |
| 七地村             | 手荘村             | 手荘村              | 手荘村              | 1950年4月1日 手荘町 | 1954年4月1日 川上町       | 1954年4月1日 川上町       | 2004年10月1日 高梁市 |
| 三沢村             | 手荘村             | 手荘村              | 手荘村              | 1950年4月1日 手荘町 | 1954年4月1日 川上町       | 1954年4月1日 川上町       | 2004年10月1日 高梁市 |
| 領家村             | 手荘村             | 手荘村              | 手荘村              | 1950年4月1日 手荘町 | 1954年4月1日 川上町       | 1954年4月1日 川上町       | 2004年10月1日 高梁市 |
| 臘数村の一部       | 手荘村             | 手荘村              | 手荘村              | 1950年4月1日 手荘町 | 1954年4月1日 川上町       | 1954年4月1日 川上町       | 2004年10月1日 高梁市 |
| 佐々木村の一部     | 手荘村             | 手荘村              | 手荘村              | 1950年4月1日 手荘町 | 1954年4月1日 川上町       | 1954年4月1日 川上町       | 2004年10月1日 高梁市 |
| 仁賀村             | 大賀村             | 大賀村              | 大賀村              | 大賀村              | 1954年4月1日 川上町       | 1954年4月1日 川上町       | 2004年10月1日 高梁市 |
| 上大竹村           | 大賀村             | 大賀村              | 大賀村              | 大賀村              | 1954年4月1日 川上町       | 1954年4月1日 川上町       | 2004年10月1日 高梁市 |
| 下大竹村           | 大賀村             | 大賀村              | 大賀村              | 大賀村              | 1954年4月1日 川上町       | 1954年4月1日 川上町       | 2004年10月1日 高梁市 |
| 高山村             | 高山村             | 高山村              | 高山村              | 高山村              | 1954年4月1日 川上町       | 1954年4月1日 川上町       | 2004年10月1日 高梁市 |
| 高山市村           | 高山村             | 高山村              | 高山村              | 高山村              | 1954年4月1日 川上町       | 1954年4月1日 川上町       | 2004年10月1日 高梁市 |
| 大原村             | 高山村             | 高山村              | 高山村              | 高山村              | 1954年4月1日 川上町       | 1954年4月1日 川上町       | 2004年10月1日 高梁市 |
| 布賀村             | 富家村             | 富家村              | 富家村              | 富家村              | 1956年9月30日 備中町      | 1956年9月30日 備中町      | 2004年10月1日 高梁市 |
| 布瀬村             | 富家村             | 富家村              | 富家村              | 富家村              | 1956年9月30日 備中町      | 1956年9月30日 備中町      | 2004年10月1日 高梁市 |
| 長屋村             | 富家村             | 富家村              | 富家村              | 富家村              | 1956年9月30日 備中町      | 1956年9月30日 備中町      | 2004年10月1日 高梁市 |
| 佐々木村の一部     | 富家村             | 富家村              | 富家村              | 富家村              | 1956年9月30日 備中町      | 1956年9月30日 備中町      | 2004年10月1日 高梁市 |
| 平川村             | 平川村             | 平川村              | 平川村              | 平川村              | 1956年9月30日 備中町      | 1956年9月30日 備中町      | 2004年10月1日 高梁市 |
| 東油野村           | 湯野村             | 湯野村              | 湯野村              | 湯野村              | 1956年9月30日 備中町      | 1956年9月30日 備中町      | 2004年10月1日 高梁市 |
| 西油野村           | 湯野村             | 湯野村              | 湯野村              | 湯野村              | 1956年9月30日 備中町      | 1956年9月30日 備中町      | 2004年10月1日 高梁市 |
| 西山村             | 湯野村             | 湯野村              | 湯野村              | 湯野村              | 1956年9月30日 備中町      | 1956年9月30日 備中町      | 2004年10月1日 高梁市 |

### 平成の合併
岡山県が2001年（平成13年）3月に示した岡山県市町村合併推進要綱の合併パターンを基に、9月28日、高梁市、上房郡有漢町、北房町、賀陽町、川上郡成羽町、川上町、備中町の1市6町で高梁地域合併問題研究会を設置した。この1市6町は当時の岡山県高梁地方振興局管内であり、また1市2郡である高梁市、上房郡、川上郡の頭文字を取って「高上川（こうじょうせん）」とも呼ばれ、繋がりをもっていた。
1市6町は数度の合併研究会議を経て、2002年（平成14年）6月28日には、任意合併協議会を設けた。
一方で賀陽町は、これに並行して吉備高原都市を共にする御津郡加茂川町との2町による合併研究会議などを進め、2002年7月29日には2町で法定合併協議会を設置した。賀陽町は11月5日に高梁地域任意合併協議会を脱会し、後に吉備中央町として新設合併した。また、北房町は住民投票の結果真庭地域との合併を望む票が多数であったため、2003年（平成15年）4月28日に高梁地域を脱会し、後に真庭市として新設合併した。
2003年5月16日、残る高梁市、有漢町、成羽町、川上町、備中町の1市4町で法定合併協議会「高梁地域合併協議会」を設置し具体的な協議を行う事となった。基本的協議事項のうち合併方式は新設合併とした。新市の名称は「高梁市」で、住民世帯対象の募集で最も応募数が多く（46.01%。2位は「備中高梁市」の8.25%）、委員の中でも多数意見を占めていた。新市事務所は合併前の高梁市役所に置くこととした。
2004年（平成16年）3月12日に調印式、3月19日に各市町議会で議決、3月31日に県へ合併申請を行い、10月1日に新市が発足した。

## 行政

### 市長
現職
- 石田芳生（2024年10月24日 - 、1期目）
- 任期満了日： 2028年10月23日

歴代市長
| 代           | 氏名         | 就任日         | 退任日         | 備考                           |
| 旧・高梁市長 | 旧・高梁市長 | 旧・高梁市長   | 旧・高梁市長   | 旧・高梁市長                   |
| ------------ | ------------ | -------------- | -------------- | ------------------------------ |
| 初-2         | 柏木貞一     | 1954年5月25日  | 1961年3月17日  | 元岡山県議。任期中死去         |
| 3-5          | 鈴木雄祥     | 1961年5月3日   | 1972年11月4日  | 元宇治村長、元助役。任期中死去 |
| 6-8          | 川上一夫     | 1972年12月15日 | 1984年12月14日 | 元玉川村長、元助役             |
| 9-11         | 樋口修       | 1984年12月15日 | 1996年12月14日 | 元助役                         |
| 12-13        | 立木大夫     | 1996年12月15日 | 2004年9月30日  | 元助役                         |
| 高梁市長     |              |                |                |                                |
| －           | 立木大夫     | 2004年10月1日  | 2004年10月24日 | 暫定市長職代行者               |
| 初           | 秋岡毅       | 2004年10月24日 | 2008年10月23日 | 元成羽町長                     |
| 2-5          | 近藤隆則     | 2008年10月24日 | 2024年10月23日 | 元高梁市職員                   |
| 6            | 石田芳生     | 2024年10月24日 | 現職           | 元高梁市議会議長               |

### 市の組織
2025年4月現在。
- 企画財政部
- 総務部
- 産業経済部
- 土木部
- 市民生活部
- 健康福祉部
- 消防本部
- 国民健康保険成羽病院
- 会計課
- 議会事務局
- 選挙管理委員会事務局
- 監査事務局
- 農業委員会事務局
- 教育委員会事務局

### 市役所
中心市街地に本庁舎を置き、合併前の旧4町に1か所ずつ地域局を置く。旧高梁市域の9か所に地域市民センターを、成羽地域局管内3か所に連絡所を配する。また、土木事業に関する業務のうち、市の西側に位置する旧川上郡（成羽町、川上町、備中町）の一部の業務は西部土木事務所が管轄する。
本庁舎
- 所在地：高梁市松原通2043番地
- アクセス：JR備中高梁駅から徒歩3分

地上5階、地下1階建て、延床面積6451平方メートル。1階出入口付近には市民ホール、2階には保健センターを配置し、閉庁後も立ち入り可能なエリアを設けている。
現在の庁舎は、旧本庁舎の老朽化に伴い旧駐車場と旧通路一帯に建設されたものである。2013年12月着工、2015年5月1日で旧庁舎の業務を終了し、5月7日から新庁舎での業務を開始した。

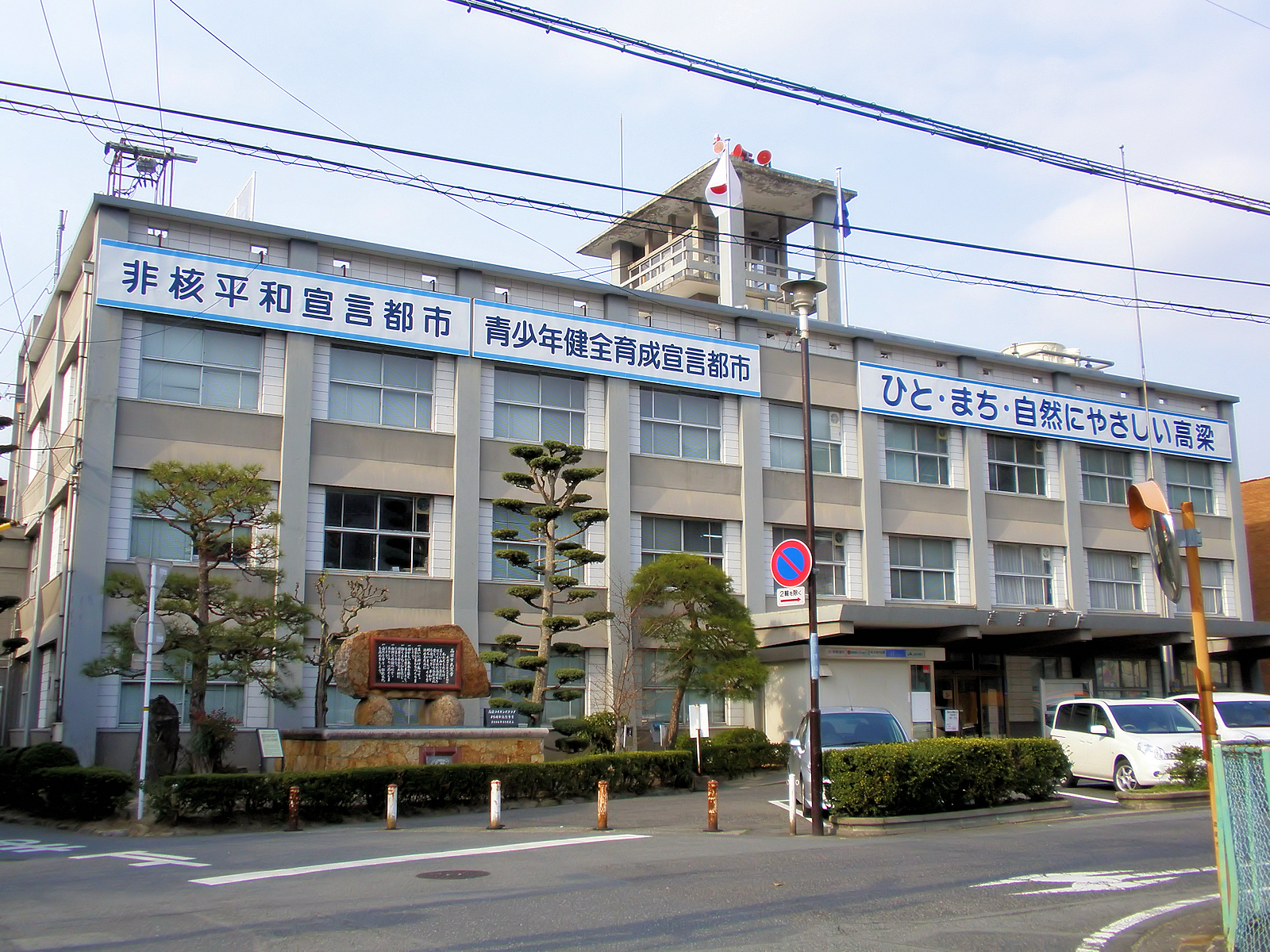
解体前の旧高梁市役所本庁舎（2010年3月、現在は駐車場）

庁舎移転に伴い、それまで大半の部局や議場があった旧本庁舎、監理課及び定住対策課（現在の協働定住課）があった旧分庁舎、産業経済部（現在の産業経済部および土木部）の大半と教育委員会事務局があった岡山県備中県民局高梁地域事務所敷地内の旧第二庁舎、上下水道課があった高梁浄化センターと、4箇所に点在していた部局は新庁舎に集約されている。敷地内道路はやや北側に移設された。
旧本庁舎は解体・撤去され、跡地は隣接する元市民会館跡地と共に駐車場として使用されている。旧分庁舎は解体され公用車駐車場及び倉庫が建設された。
観光課
- 所在地：高梁市旭町1335番地7（高梁観光交流センター「ATTa!」内）
- アクセス：JR備中高梁駅から徒歩1分

2021年6月1日、本庁舎から移転し、高梁市観光協会と同居している。元は空き店舗で、栄町商店街の入口付近に位置する。
西部土木事務所

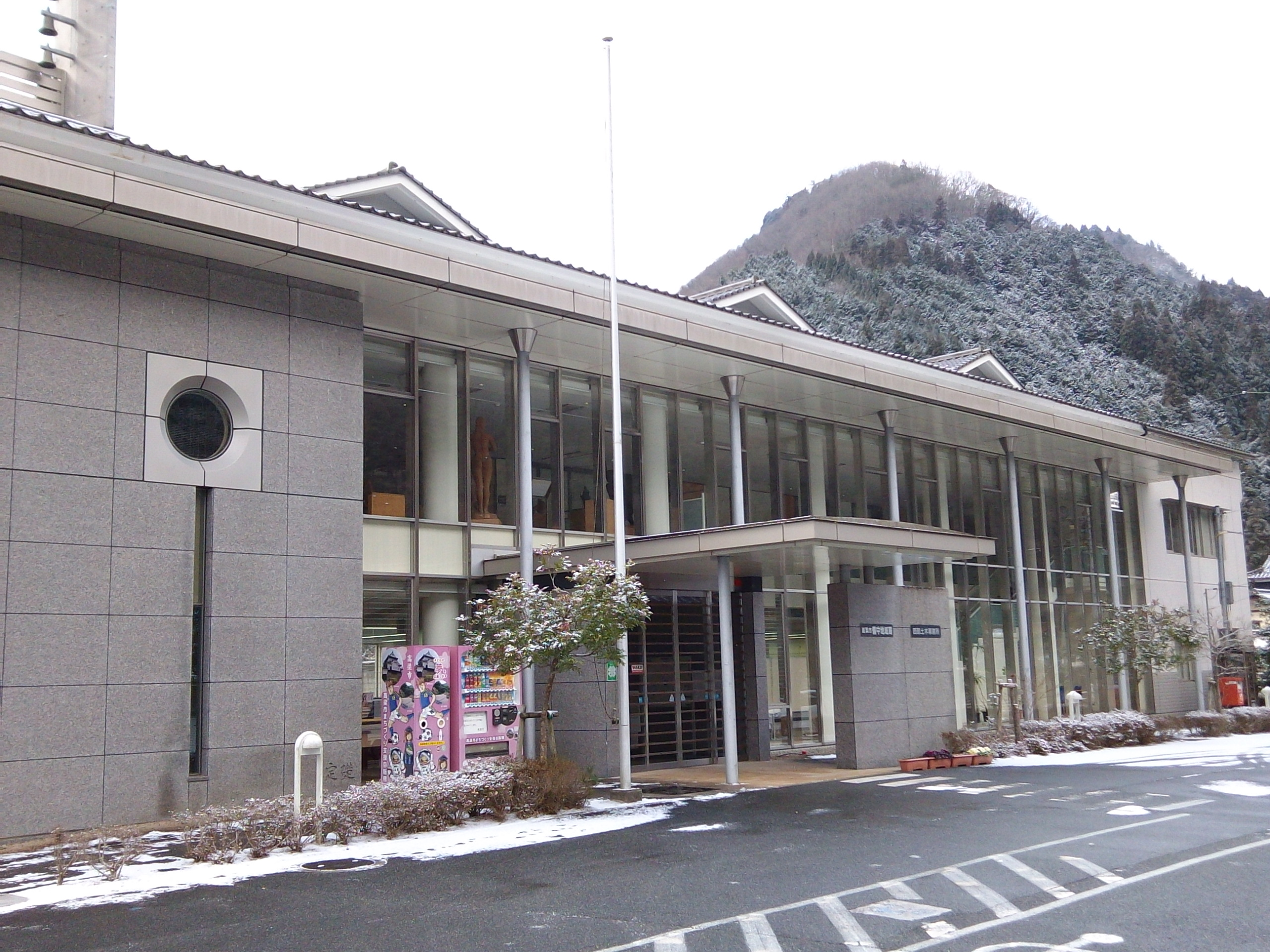
高梁市備中地域局・高梁市西部土木事務所

- 所在地：高梁市備中町布賀29番地2（高梁市備中地域局庁舎内）
- アクセス：備北バス 高梁バスセンターから坂本または平川行き約35分「備中地域局前」停留所から徒歩1分
- 管轄区域：成羽町、川上町、備中町（土木関係業務の一部）

2013年4月1日、新設した。
地域局
| 名称       | 所在地                   | 管轄区域 | 備考                         |
| ---------- | ------------------------ | -------- | ---------------------------- |
| 有漢地域局 | 高梁市有漢町有漢3387番地 | 有漢町   | 高梁市有漢地域センター内     |
| 成羽地域局 | 高梁市成羽町下原606番地  | 成羽町   | たいこまるプラザ内           |
| 川上地域局 | 高梁市川上町地頭1822番地 | 川上町   | 高梁市川上総合学習センター内 |
| 備中地域局 | 高梁市備中町布賀29番地2  | 備中町   | 旧備中町役場                 |

合併当初は各地域局とも旧町役場を使用していた。しかし、合併前の2003年9月に新築した備中地域局を除く3局舎はいずれも老朽化が進んでいたため、2005年2月28日に有漢地域局が新庁舎へ、2020年8月31日に成羽地域局が新庁舎へ移転新築し、2022年3月22日に川上地域局が既存施設内へ移転した。
高梁地域市民センター
| 名称                 | 所在地                    | 管轄区域                     | 備考                         |
| -------------------- | ------------------------- | ---------------------------- | ---------------------------- |
| 津川地域市民センター | 高梁市津川町今津1801番地1 | 津川町                       | 高梁市津川総合会館内         |
| 川面地域市民センター | 高梁市川面町2212番地1     | 川面町                       | 川面地域福祉センター内       |
| 巨瀬地域市民センター | 高梁市巨瀬町4864番地1     | 巨瀬町                       | 巨瀬地域福祉センター内       |
| 中井地域市民センター | 高梁市中井町西方3158番地  | 中井町                       | 方谷の里ふれあいセンター内   |
| 玉川地域市民センター | 高梁市玉川町玉1550番地    | 玉川町                       | 高梁市玉川総合会館内         |
| 宇治地域市民センター | 高梁市宇治町宇治1690番地  | 宇治町                       | 高梁市宇治総合会館内         |
| 松原地域市民センター | 高梁市松原町春木669番地1  | 松原町                       | 松原町コミュニティハウス内   |
| 高倉地域市民センター | 高梁市高倉町田井4532番地2 | 高倉町のうち田井、飯部       | 高梁市高倉生活改善センター内 |
| 落合地域市民センター | 高梁市落合町阿部2303番地2 | 落合町のうち阿部、福地、原田 | 高梁市落合研修会館1階        |

成羽地域連絡所
| 名称       | 所在地                    | 管轄区域                                                 | 備考                       |
| ---------- | ------------------------- | -------------------------------------------------------- | -------------------------- |
| 中連絡所   | 高梁市成羽町長地1247番地1 | 成羽町布寄（田原、阿部山を除く）、相坂、小泉、長地、羽根 | 中コミュニティセンター内   |
| 吹屋連絡所 | 高梁市成羽町吹屋838番地2  | 成羽町吹屋、中野                                         |                            |
| 坂本連絡所 | 高梁市成羽町坂本1061番地  | 成羽町坂本                                               | 坂本コミュニティセンター内 |

なお、備中町の平川郵便局、湯野郵便局、西山郵便局でも住民票の写しなど一部の事務を取り扱う。

### 総合計画
現行
- 高梁市総合計画2021-2030 健幸都市たかはし～“つながり”から創る心豊かなまちづくり～（2021年度-2030年度）

過去
- 高梁市総合計画2011-2020 ひと・まち・自然にやさしい高梁（2011年度-2020年度）
- 高梁市総合計画 交流・創造都市たかはし（2006年度-2010年度）

### 財政
2023年度普通会計の決算額は、歳入約273億円で、主な内訳は市税約38億円（13.9%）、地方交付税約107億円（39.0%）、国庫支出金約33億円（12.1%）、県支出金約12億円（4.5%）、市債約34億円（12.5%）。歳出約261億円。財政力指数（3年平均）は0.30、経常収支比率は96.0%、実質公債費比率は11.3%、将来負担比率は48.1%。特別会計（10会計。普通会計に含まれるものを除く）は、歳入約97億円、歳出約95億円。公営企業会計（3会計）は、総収益約39億円、総費用約41億円、純損失約2.8億円。

### 環境

#### ごみ処理
ごみ排出量は11,058t（2020年度）で多少の増減は見られるもののやや減少傾向であるが、1人1日当たりでは1,028gとこの5年間で最も多く、全国平均（901g）よりも多い。
家庭ごみ収集は無料（2022年1月現在）。収集したごみは、高梁地域事務組合クリーンセンターで処理を行う。

#### 下水・し尿処理
下水道整備率は44.2%（2024年）、集落排水普及率は0.2%、合併処理浄化槽整備率は38.1%で、合計した汚水処理人口普及率は82.5%。
し尿収集は有料。収集された浄化槽汚泥及びくみ取りし尿は高梁地域事務組合クリーンセンターで嫌気性消化処理及び希釈し、下水道に放流後、高梁浄化センターの終末処理場で処理を行う。1987年10月の高梁浄化センター完成に伴い、下水道事業を開始した。

### 都市宣言
- 非核平和都市宣言（2006年12月21日）
- 青少年健全育成都市宣言（2006年12月21日）
- ゼロカーボンシティ宣言（2022年6月15日）
- ベビーファースト運動活動宣言（2022年9月26日[137]）
- こどもまんなか応援サポーター宣言（2023年7月20日[138]）

### 市民憲章
2005年9月7日制定。高梁市慣行制定審議会の答申によって決定した。なお、合併前の旧高梁市のもの（1955年4月14日制定）と同一。縦読みで「たかはしし」と読める。

### 市章

高梁市市章

高梁市市章は2005年3月24日に高梁市議会の議決により制定。「限りなき紺碧の大空に躍進する高梁の頭文字（文化）Tに観光松山城を偲び産業資源（松葉で示す）は広く海外（生産）に伸びて（四方尖端）いる高梁市を表徴す。」と定めている。旧高梁市の市章（1955年4月14日制定）と同じ。

### 市の花・木・鳥
高梁市の花はさくら、木はあかまつ、鳥はやませみである。2005年9月7日に高梁市慣行制定審議会の答申によって決定した。
- さくら - 市内随所に桜の名所がある。美しく豊かな自然を育てる市民の心の象徴として、愛着と誇りある郷土づくりをめざし指定。合併前は旧高梁市（1994年4月1日）、旧有漢町（1986年4月1日）が採用していた[142]。
- あかまつ - この地方を代表する樹木のひとつで、長寿を象徴する。合併前は旧備中町を除く全市町が採用していた（旧高梁市1974年5月1日、旧有漢町1986年4月1日、旧成羽町1975年9月9日、旧川上町1984年9月27日[142]）。
- やませみ - 県内では高梁川本流、支流に多く生息する、高梁川水系のシンボル。合併前に採用した市町はなく新たに採用[142]。

### 県の出先機関
- 岡山県備中県民局高梁地域事務所
  - 岡山県備北保健所
  - 備北広域農業普及指導センター
  - 楢井ダム管理事務所

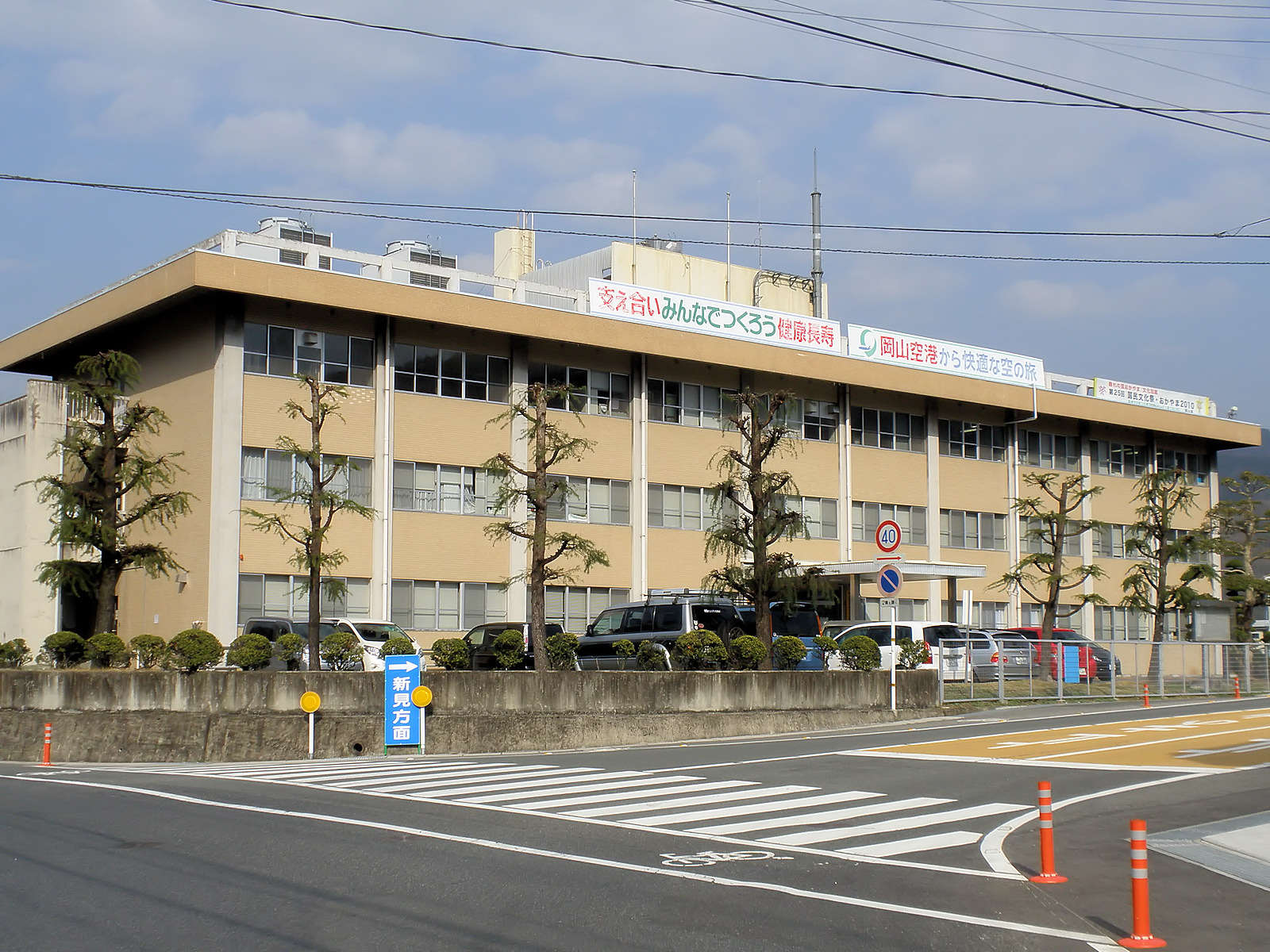
岡山県備中県民局高梁地域事務所

  - 高梁地域総務課、農林水産事業部（高梁地域）、建設部（高梁地域）
- 岡山県高梁家畜保健衛生所

### 国の出先機関
官庁
- 厚生労働省
  - 高梁公共職業安定所
- 財務省
  - 広島国税局高梁税務署
- 法務省
  - 岡山地方法務局高梁支局
- 防衛省
  - 自衛隊岡山地方協力本部高梁地域事務所
- 農林水産省
  - 岡山森林管理署高梁森林事務所

裁判所
- 高梁簡易裁判所

特殊法人
- 日本年金機構高梁年金事務所

### 警察
- 高梁警察署 : 高梁市全域を所管[143]。

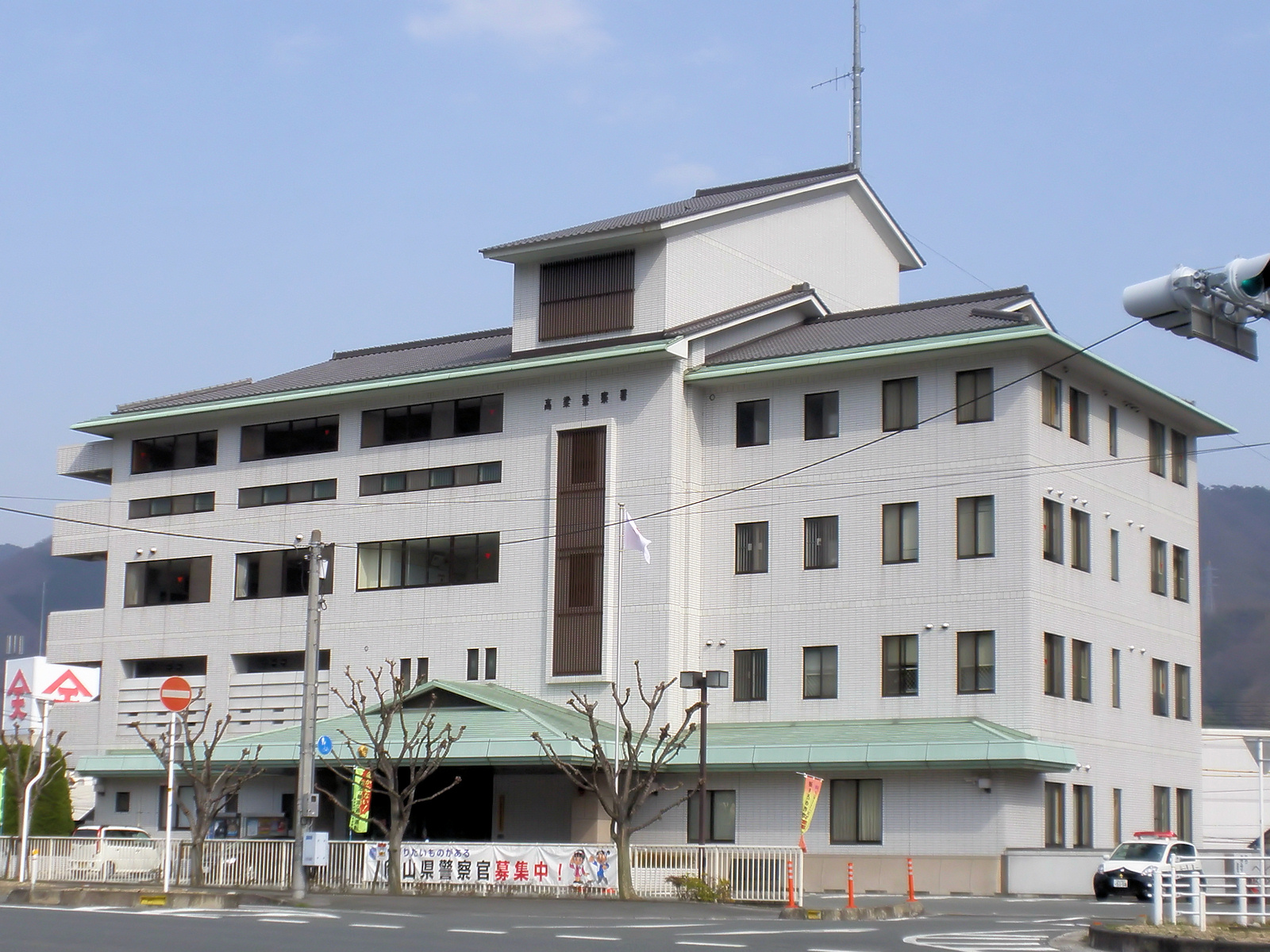
高梁警察署

  - 高梁駅前交番、成羽交番、津川駐在所、川面駐在所、宇治駐在所、巨瀬駐在所、有漢駐在所、中井駐在所、地頭駐在所、仁賀駐在所、布賀駐在所、田原駐在所、坂本駐在所、平川駐在所[144]

### 消防
本部・消防署
- 高梁市消防本部 : 高梁市全域を所管。
  - 高梁市消防署
    - 西分駐所

消防団
高梁市消防団は、実員約1,300名。主な活動は、高梁市消防出初式（1月）、春の火災予防運動パレード・広報活動（3月）、高梁市消防操法大会（3月）、大規模水害訓練（6月）、夏季招集訓練（9月）、秋の火災予防運動パレード・広報活動（11月）、大規模災害対応訓練（11月～12月）、年末夜警（12月）など。
分団は以下の通り（全14分団。2023年4月現在）。この他に女性消防団も組織している。
| - 高梁分団 - 津川分団 - 川面分団 - 巨瀬分団 - 中井分団 | - 玉川分団 - 宇治吹屋分団 - 落合松原分団 - 高倉分団 - 有漢分団 | - 成羽自動車分団 - 成羽分団 - 川上分団 - 備中分団 |

### 広域行政
- 高梁地域事務組合（高梁市、吉備中央町）：ごみ・し尿処理

## 議会

### 高梁市議会
- 定数：16人
- 任期：2024年10月24日 - 2028年10月23日
- 定例会：3月、6月、9月、12月
- 議長：伊藤泰樹[147]

| 所属党派または会派 | 議員数 |
| ------------------ | ------ |
| 日本共産党         | 1      |
| 公明党             | 1      |
| 無所属             | 14     |
| 合計               | 16     |

2024年10月現在。
| 定数改正施行日 | 対象初回選挙投票日 | 定数 | 候補者数 |
| -------------- | ------------------ | ---- | -------- |
| 2004年10月24日 | 2004年10月24日     | 26人 | 32人     |
| 2008年10月24日 | 2008年9月28日      | 22人 | 29人     |
| 2012年10月24日 | 2012年9月30日      | 20人 | 22人     |
| 2016年10月24日 | 2016年9月25日      | 18人 | 20人     |
| 2024年10月24日 | 2024年9月29日      | 16人 | 18人     |

## 姉妹都市・提携都市・協定学校

### 海外

#### 姉妹都市
- トロイ市（アメリカ合衆国オハイオ州） ：1990年（平成2年）姉妹都市提携。
日本との交流を希望していたトロイ市長に、トロイに近いデイトンにあり順正学園の学術交流協定校であるライト州立大学副学長が高梁市を紹介したことが縁で、ライト州立大学と吉備国際大学の仲介により姉妹都市提携を行った[149]。

#### 高等学校との教育交流協定
- リセ・アンペール（フランス共和国リヨン）：2018年（平成30年）教育交流協定締結。

なおこれとは別に、県立高梁高等学校がオーストラリア・アデレードのノーウッド国際高校と1991年（平成3年）から姉妹校協定を結んでいる。

### 日本国内

#### 友好都市
- 筑西市（茨城県）：1979年（昭和54年）旧高梁市が旧下館市と友好都市提携締結。合併後の筑西市とは2007年(平成19年)に締結。
下館藩主であった水谷勝隆が1639年に移封により成羽藩主となり、1642年に初代備中松山藩主となった事が縁。
- 奈井江町（北海道）：1983年（昭和58年）旧成羽町が友好都市締結。
住友電気工業グループ（高梁市は住友電工焼結合金、奈井江町は北海道住電精密）が縁。
- 山鹿市（熊本県）：1999年（平成11年）旧有漢町が旧鹿本町と友好都市締結。合併後の山鹿市とは2007年(平成19年)に締結。
- 四万十町（高知県）：1999年（平成11年）旧有漢町が旧大正町と友好都市締結。合併後の四万十町とは2007年(平成19年)に締結。
どちらの市町とも石の風車（高梁市はうかん常山公園、山鹿市は一本松公園、四万十町は轟公園）が縁。

#### その他
- 小京都：備中の小京都「高梁｣として全国京都会議に加盟している。
- 日本三大山城サミット：高取町（奈良県）、岩村町（岐阜県、現恵那市）。

## 施設

### 主な病院
- 高梁中央病院  : 災害拠点病院
- 大杉病院

高梁中央病院

- 高梁市国民健康保険成羽病院 : へき地医療拠点病院[150]

市内の病院および診療所は、上記に精神科単科を加えた4病院、21診療所（2023年）である。救急医療の扱いについては上記3病院が二次救急医療機関である。
産科については、2013年に市内に分娩を取り扱う医療機関がなくなったことから、分娩は市外の産科施設と連携を図りながら行える体制の確保が進んでいる。市の「ママサポート119」により、緊急時における産科施設へのアクセスの確保を進める。妊婦健診は地元で受けることができる。高梁市の妊婦は、総社市内と倉敷市内の医療機関で合わせて80%が出産している（2022年）。
子どもの医療費は、0歳から満18歳の3月31日までの子どもを対象に県内医療機関において医療費の窓口負担額が無料。

### 環境衛生施設

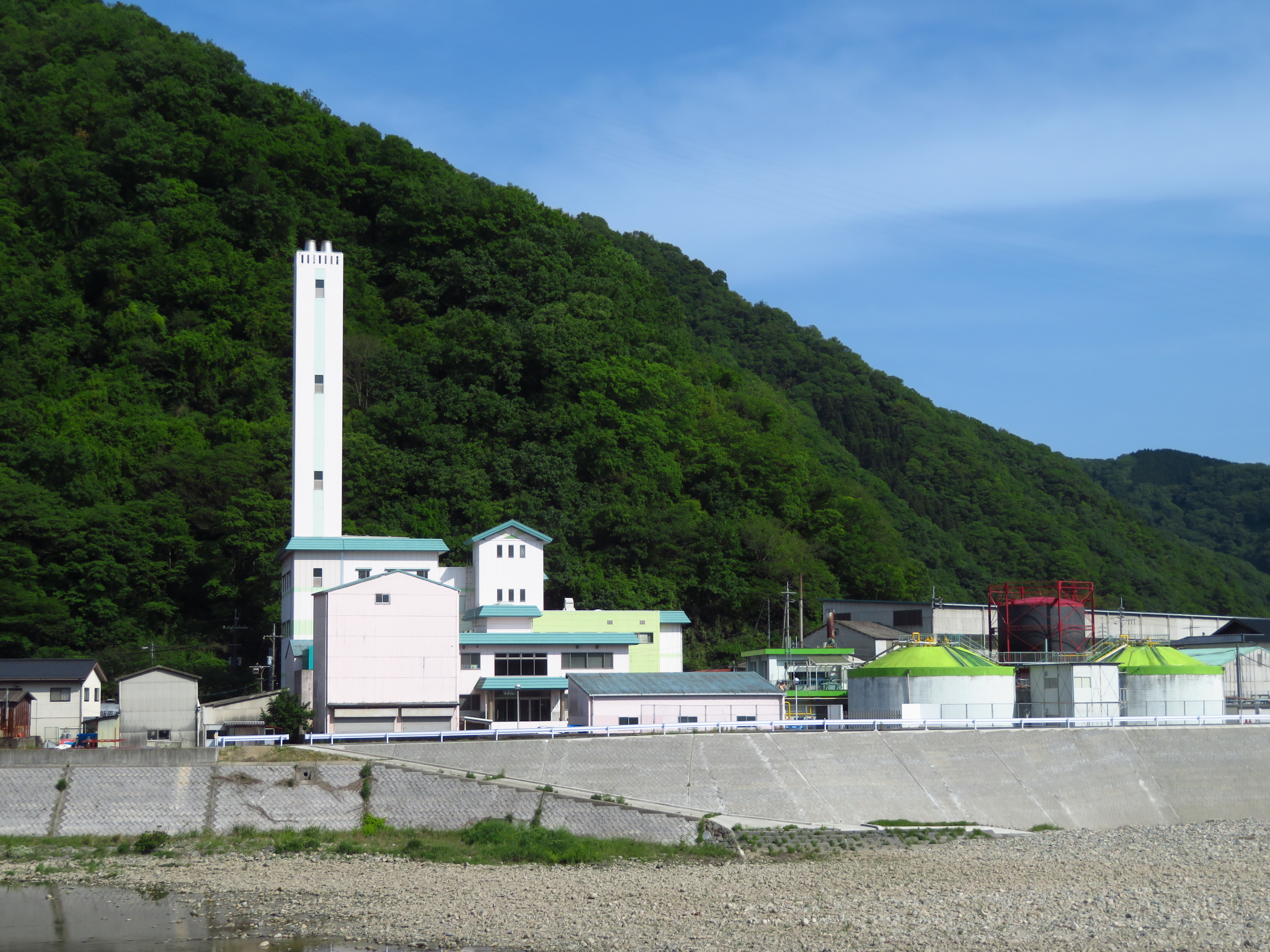
高梁地域事務組合クリーンセンター

- 高梁地域事務組合クリーンセンター（焼却・粗大ごみ・し尿処理施設）
  - リサイクルプラザ（資源ごみ処理施設）
  - 一般廃棄物最終処分場
- 高梁浄化センター（下水処理施設）
- 高梁市斎場

### 図書館

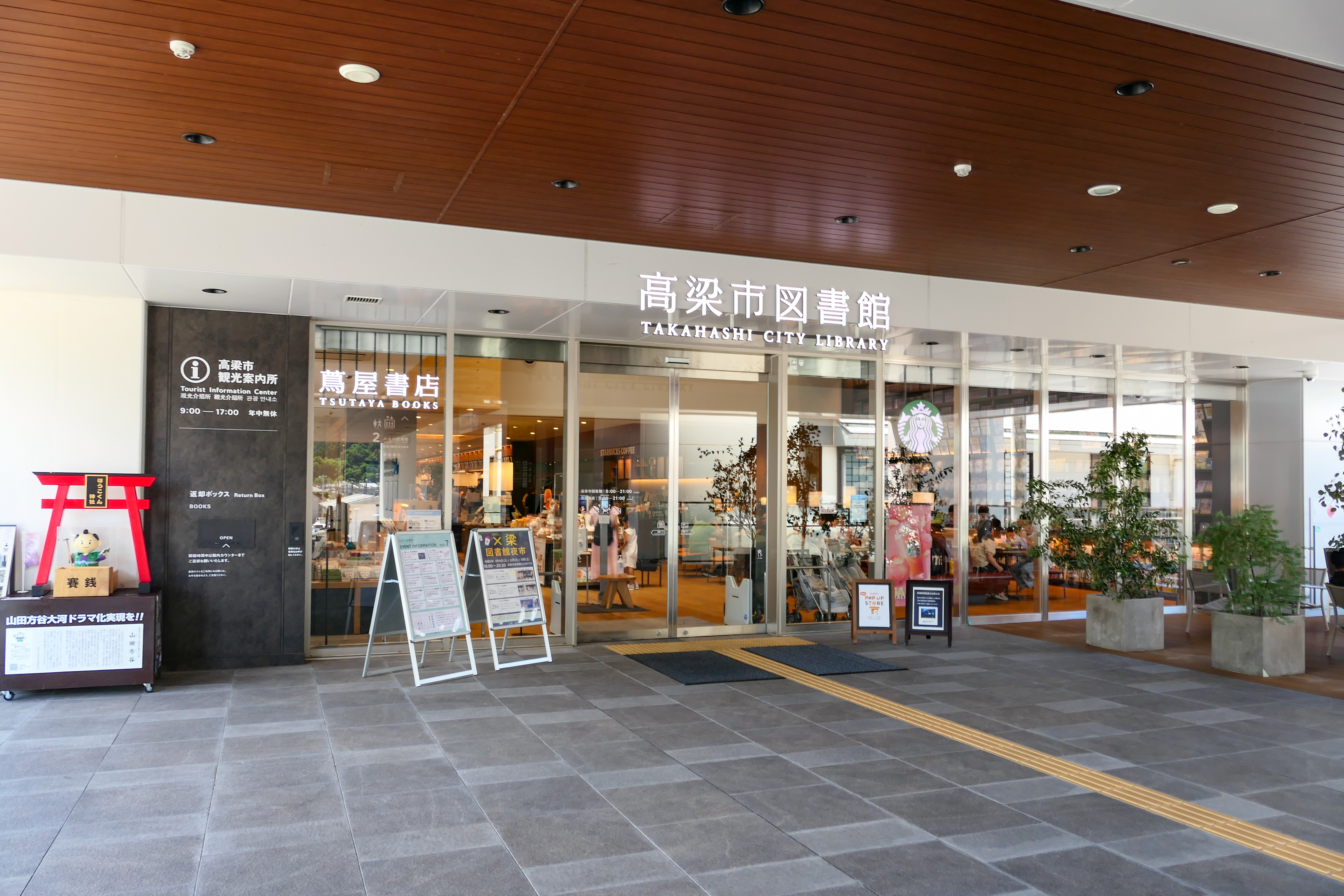
高梁市図書館（高梁市複合施設）

市立の図書館として以下の1館4室がある。
- 高梁市図書館（高梁市複合施設内）
2017年、備中高梁駅隣に開館した。2階部分は駅と接続している。指定管理者としてカルチュア・コンビニエンス・クラブが管理運営し、蔦屋書店やスターバックスが併設[154]。また、移動図書館を行っている。
- 有漢図書室（高梁市有漢生涯学習センター内）
- 成羽図書室（たいこまるプラザ内）
- 川上図書室（高梁市川上総合学習センター内）
- 備中図書室（高梁市備中地域局内）

### 文化施設
美術館・資料館は#美術館・資料館を参照

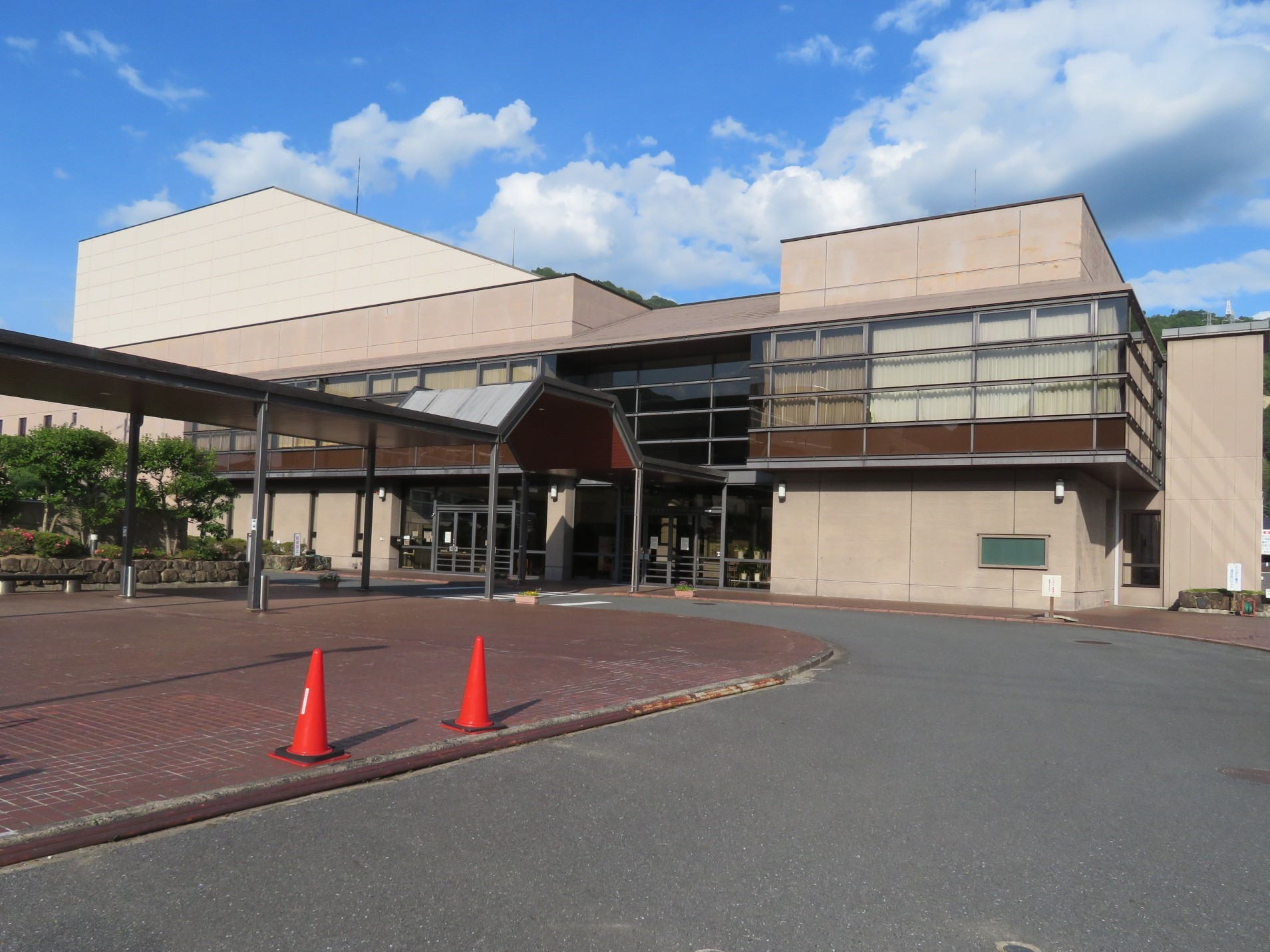
高梁総合文化会館

高梁市内の文化施設のうち、高梁総合文化会館は千席規模の大ホールを備える。隣にある高梁市文化交流館の中ホールは250席収容であり、使用目的や規模で使い分けられる。これら2施設は市の中心部にあり、備中高梁駅から徒歩でのアクセスが容易である。
また、有漢町の高梁市有漢生涯学習センター、成羽町のたいこまるプラザ（成羽複合施設）、川上町の高梁市川上総合学習センターの3施設も多目的ホールを備えているが、いずれも市中心部から離れているため、備中高梁駅からは路線バスまたは車の利用が必須となる。
- 高梁総合文化会館（大ホールは1,008席収容。1985年開館）
- 高梁市文化交流館（中ホールは250席収容。1997年開館）
- 高梁市有漢生涯学習センター（多目的ホールは308席収容[156]。2005年開館）
- たいこまるプラザ（伊藤記念ホールは移動式156席。スタッキングチェアを併用し250人収容[157]。2020年開館[106]）
- 高梁市川上総合学習センター（多目的ホールは519席収容（移動式432席、固定式87席）[158]。1992年開館）

### スポーツ施設
公立（公設民営も含む）

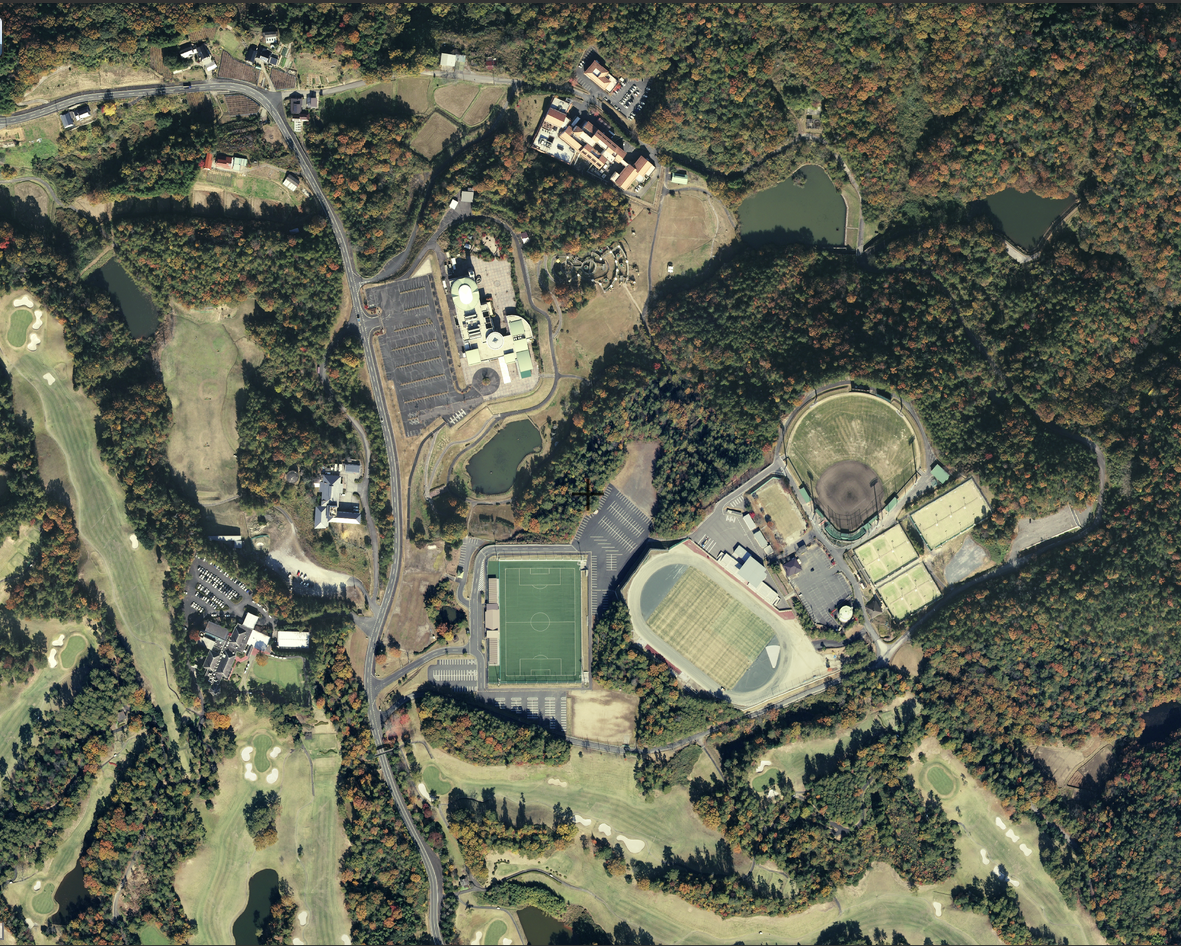
高梁市神原スポーツ公園

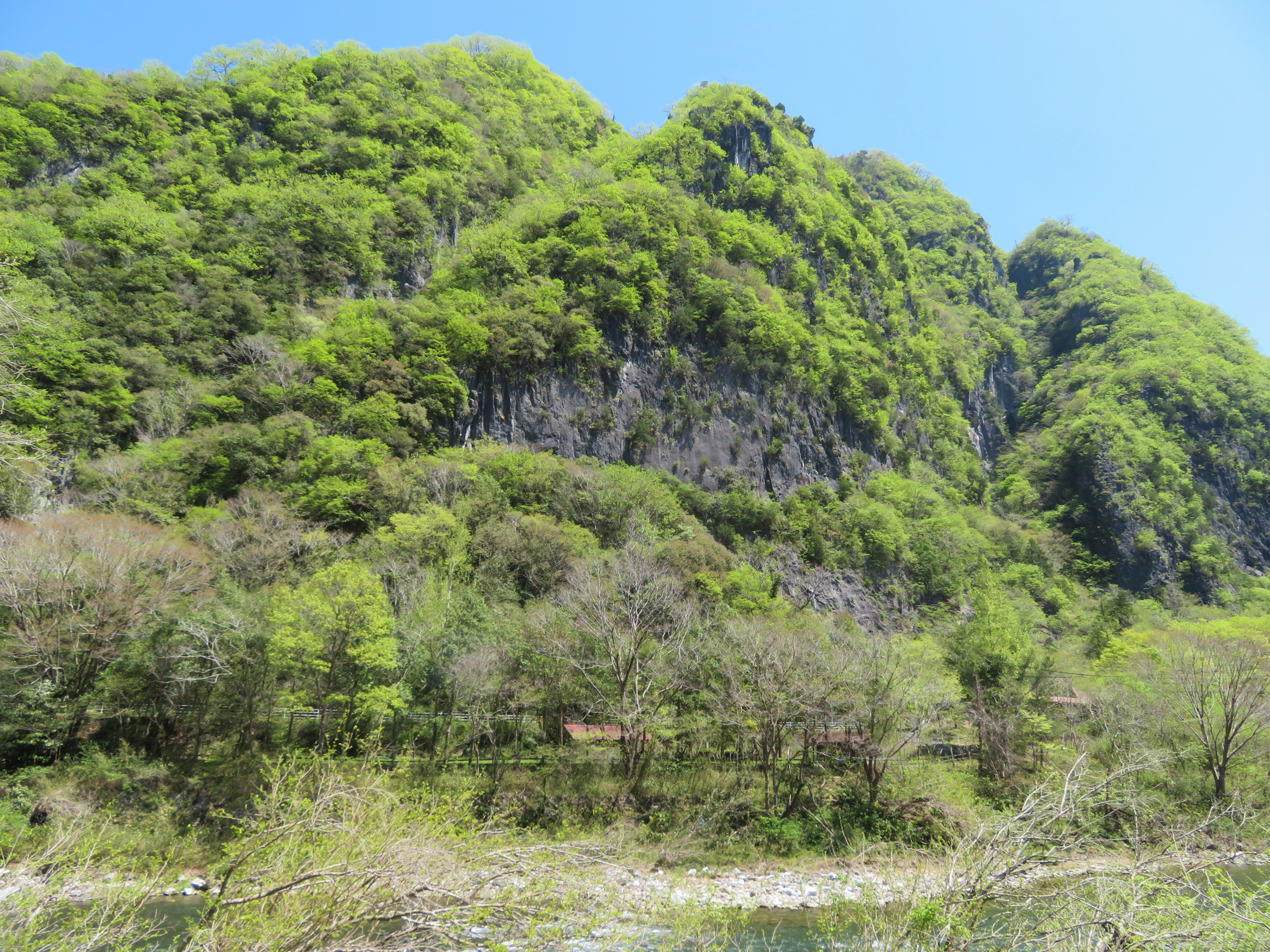
用瀬嶽フリークライミング広場

- 高梁運動公園（野球場、テニスコート、弓道場）
- 高梁市高梁市民体育館
- ききょう緑地（陸上競技場兼野球場、高梁市民プール）
- 高梁市神原スポーツ公園
  - 野球場（愛称は「平松政次球場」）
  - 多目的グラウンド（天然芝。愛称は「シャルムスタジアム」）
  - 多目的広場（人工芝）
  - テニスコート
- ハイランド公園（遊具公園）
- 高梁市有漢スポーツパーク（多目的グラウンド、補助グラウンド、グラウンドゴルフ場）
- 高梁市有漢地域センター（有漢総合グラウンド、有漢体育館）
- 高梁市成羽体育館
- なりわ運動公園（野球場、多目的グラウンド）
- 高梁市成羽武道館
- 高梁市川上総合運動公園（多目的グラウンド、テニスコート、グラウンドゴルフ場、川上体育館）
- 原滝山トライアル場（トライアルコース）
- 備中やすらぎの里（多目的広場など）
- 用瀬嶽フリークライミング広場

私立
- パインツリーゴルフクラブ

### 郵便局
| - 高梁郵便局 - 高梁鍛冶屋町郵便局 - 高梁木野山郵便局 - 津川簡易郵便局 - 川面郵便局 - 巨瀬郵便局 - 高梁玉川郵便局 | - 宇治郵便局 - 高梁松原郵便局 - 備中高倉簡易郵便局 - 備中落合簡易郵便局 - 福地簡易郵便局 - 中井郵便局 | - 有漢郵便局 - 上有漢郵便局 - 成羽郵便局 - 中郵便局 - 吹屋郵便局 - 日名簡易郵便局 - 坂本簡易郵便局 | - 吉備川上郵便局 - 大賀簡易郵便局 - 高山簡易郵便局 - 備中郵便局 - 湯野郵便局 - 平川郵便局 - 西山郵便局 |

## 教育
高梁は古くから教育に熱心な土地柄で、江戸時代に藩校の有終館から多数の人材を輩出した。明治時代には岡山県で初の女子中等教育施設とされる順正女学校や、旧制高梁中学校（どちらも現在の県立高梁高等学校）による教育的土壌がある。これが礎となり高梁市は学園文化都市づくりを掲げ、学園と地域との連携および、その活動を支援する環境づくりに取り組んでいる。
高等教育機関として私立大学1校を擁する。ただし、名目上は私立学校であるが高梁市の出資によって設立された学校法人順正学園の下にある学校で、実質上は第三セクター運営(半市立)の学校。そのためかつて(旧市二代目以降)の高梁市長は順正学園の理事職も兼務していた。なお、高梁市には大学連携室という部署が設置されている。
中等教育機関として県立高校2校、市立高校（定時制）2校、私立高校1校、市立中学校5校を擁する。初等教育機関として市立小学校11校を擁する。また、小中一貫の義務教育学校1校を擁する（2025年4月現在）。

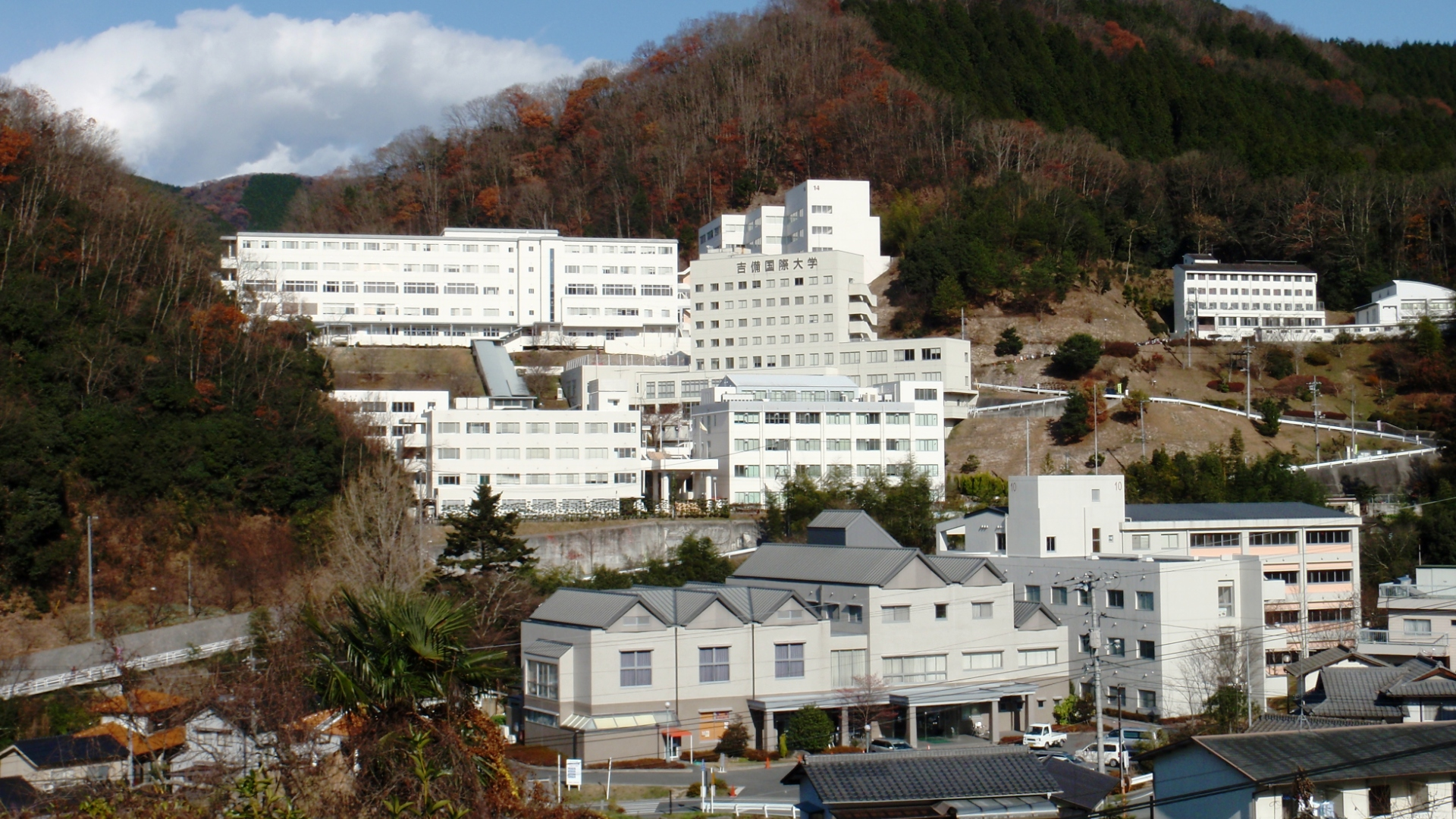
吉備国際大学高梁キャンパス

岡山県立高梁城南高等学校、高梁市立松山高等学校

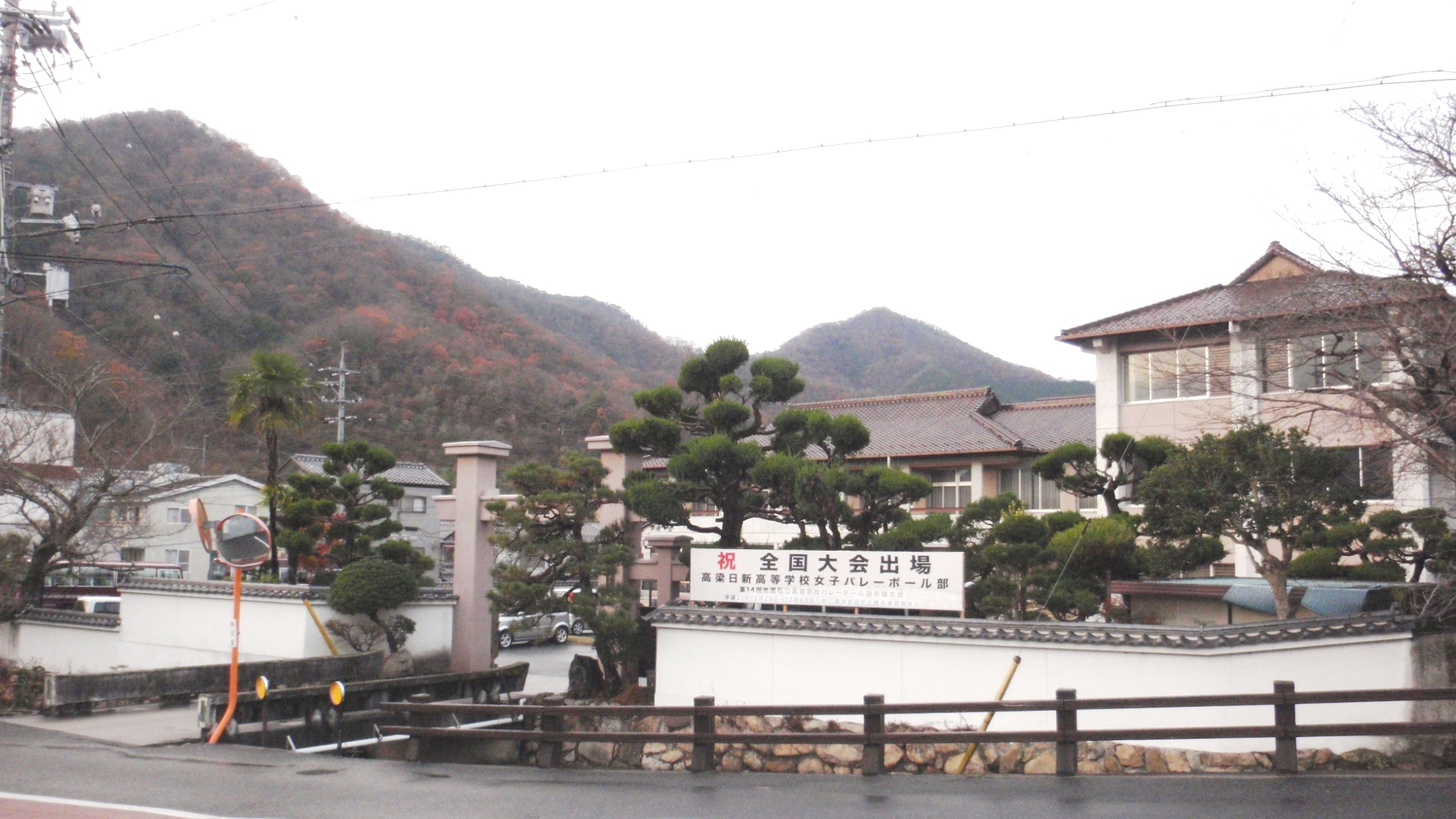
方谷學舎高等学校

### 大学
- 吉備国際大学

### 高等学校
- 岡山県立高梁高等学校
- 岡山県立高梁城南高等学校
- 岡山県高梁市立宇治高等学校
- 岡山県高梁市立松山高等学校
- 方谷學舎高等学校

### 義務教育学校
- 高梁市立有漢学園

### 中学校
- 高梁市立高梁中学校
- 高梁市立高梁東中学校
- 高梁市立高梁北中学校
- 高梁市立成羽中学校
- 高梁市立川上中学校

### 小学校
- 高梁市立高梁小学校
- 高梁市立玉川小学校
- 高梁市立津川小学校
- 高梁市立中井小学校
- 高梁市立落合小学校
- 高梁市立川面小学校
- 高梁市立巨瀬小学校
- 高梁市立福地小学校
- 高梁市立成羽小学校
- 高梁市立川上小学校
- 高梁市立富家小学校

### 認定こども園
- 高梁市立高梁こども園
- 高梁市立有漢こども園
- 高梁市立成羽こども園
- 高梁市立川上こども園
- おちあいこども園

### 幼稚園
- 高梁市立川面幼稚園
- 高梁市立福地幼稚園

### 学校教育以外の施設

#### 保育園
- 高梁市立備中保育園
- 高梁中央保育園

#### 指定自動車教習所
- 高梁自動車学校

## 経済
高梁市内総生産（名目）は約1,484億円（2022年度）で、県内27市町村中10位。内訳は、第一次産業が約55億円（3.7%）、第二次産業が約705億円（47.5%）、第三次産業が約714億円（48.1%）、関税等その他が約10億円（0.7%）である。
高梁市内に就業する人のうち、市内在住者は74%、市外から通勤する人は26%（2020年）。また、高梁市内在住者のうち、市内へ就業する人は84%、市外へ就業する人は16%。
高梁市民所得は約619億円（2022年度）。内訳は、雇用者報酬が約480億円、財産所得が約42億円、企業所得が約96億円である。
高梁市民のうち、15歳以上就業者数は13,890人（2020年）で、産業別では第一次産業が1,460人（10.5%）、第二次産業が4,032人（29.0%）、第三次産業が7,797人（56.1%）、分類不能601人（4.3%）。大産業別にみると、農業従事者の割合は全国割合の平均に比べ高い。農業従事者は10.5%（全国平均の約3.3倍）、製造業従事者は22.0%（同約1.4倍）、卸売業・小売業従事者は11.8%（同約0.8倍）、医療・福祉従事者は14.1%（同約1.1倍）。

### 農業

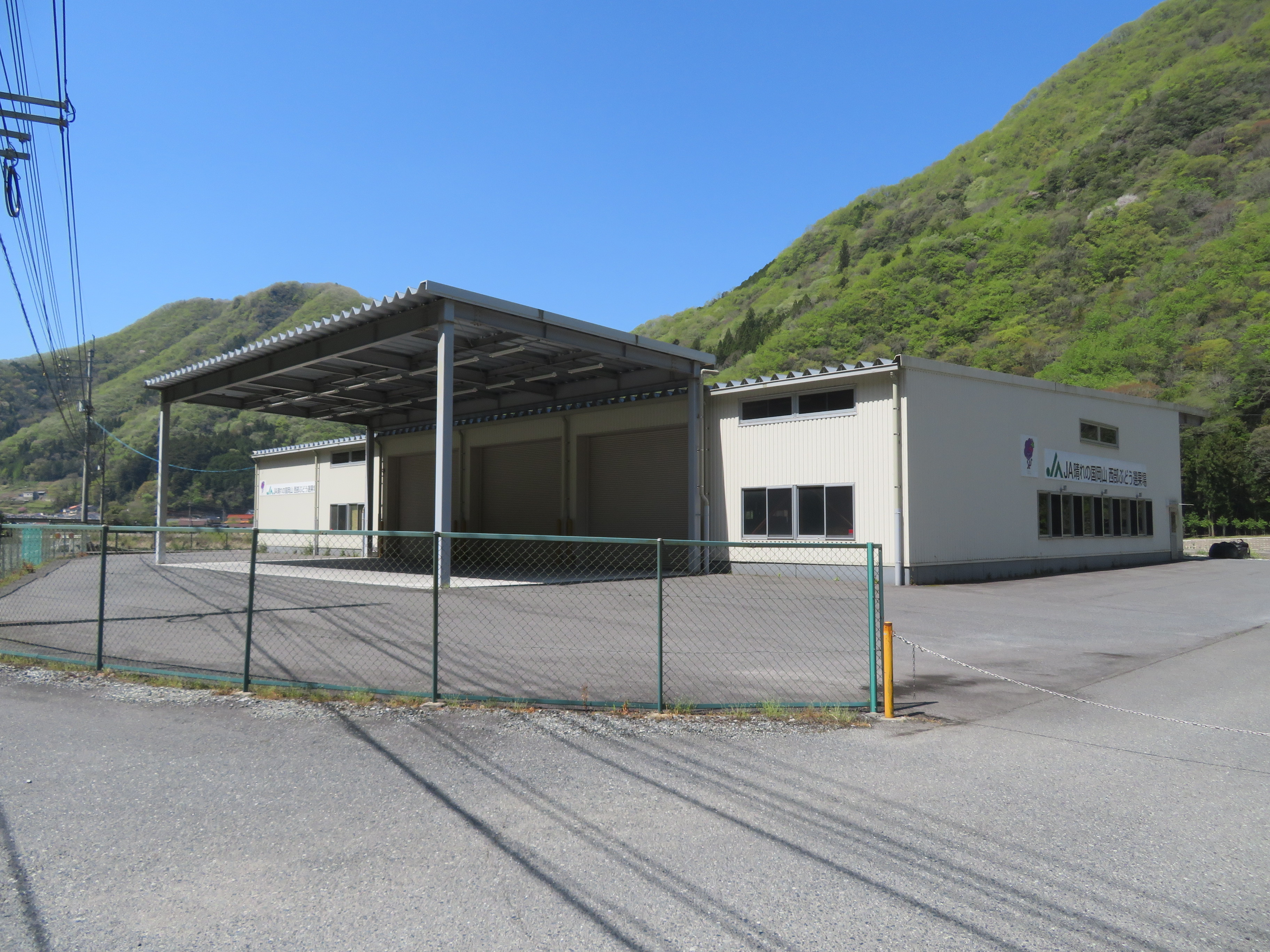
JA晴れの国岡山西部ぶどう選果場

前述の通り、人口に占める農業を主とする人の割合は全国平均の約3倍と高い。農地は多くが標高400m前後の高原地帯に位置しており、冷涼な気候を生かした果樹や野菜の栽培が盛んに行われている。
農作物の中でもブドウのニューピオーネとトマトは岡山県下最大の産地であり、販売額も順調に伸びている。
花卉園芸では、シャクヤクは中四国最大の産地であり、40件余りの農家が約2ヘクタールで栽培している。ツノナス（フォックスフェイス）は中国地方唯一の産地である。
高梁はもともと県下有数の葉タバコの産地であったが、収益性の高いピオーネやトマトへの転作や後継者難から、葉タバコの出荷量は減少した。ツノナスも同様に葉タバコからの転作により栽培が始められたものである。
また、高梁は古くからの茶どころでもある。昼夜の寒暖差が大きいことに加え、霧が紫外線を弱め苦みを抑える効果があり良質な茶葉が育つ。幕末には山田方谷が産業振興のため奨励した。
市西部の川上町と備中町西油野・東油野・平川などの地区は、その地形からもともと取水が困難な地域であったが、昭和50年代から60年代に大規模な畑地灌漑施設が整備されたため、多様な園芸作物が栽培可能となっている。2003年（平成15年）には備中町西山地区に灌漑施設付きの営農団地（榮農王国山光園）が整備された。
地域（高梁市と吉備中央町旧賀陽町域）の黒毛和牛は古くから備中牛と呼ばれ、現在はJA晴れの国岡山がブランド化を進めている。かつては長い期間、高梁市中心部で牛や馬の売買が行われていた。江戸時代から街路上で取引が行われていたが、明治時代に規制されたため、1885年（明治18年）南町に高梁家畜市場が設置された。市場はその後取引頭数で岡山県内最大、関西四大市場の1つに数えられる模範市場となった。しかし、飼育農家の減少などで牛の入場頭数は年々減り続け、1991年（平成3年）久世町（真庭市）の総合家畜市場への統合をもって高梁家畜市場は廃止された。
養鶏では、市外の法人による大規模養鶏場が市内に点在しており、備中町西山地区、成羽町小泉地区、玉川町下切地区などで飼育される。
総農家数は2,559戸（2020年）、うち販売農家数は1,310戸。農業産出額（推計）は121.9億円（2023年）で、分類別で最も多いのは鶏51.5億円であり、次いで果実30.8億円、野菜10.1億円、米8.4億円、乳用牛6.5億円、肉用牛4.6億円と続く。
主な農産品
- ブドウ（ニューピオーネ、シャインマスカット、瀬戸ジャイアンツ等）
- トマト : 夏秋トマトは野菜指定産地（農林水産省が野菜生産出荷安定法に基づき指定する産地[179]）。
- モモ
- シャクヤク
- ツノナス（フォックスフェイス）
- 茶（緑茶、紅茶）
- 牛肉（備中牛）

農林漁業団体
- 晴れの国岡山農業協同組合（びほく統括本部）
- 岡山県農業共済組合（備北支所、備中家畜診療所備北出張所）
- びほく森林組合
- 高梁川漁業協同組合
- 成羽川漁業協同組合

### 工業

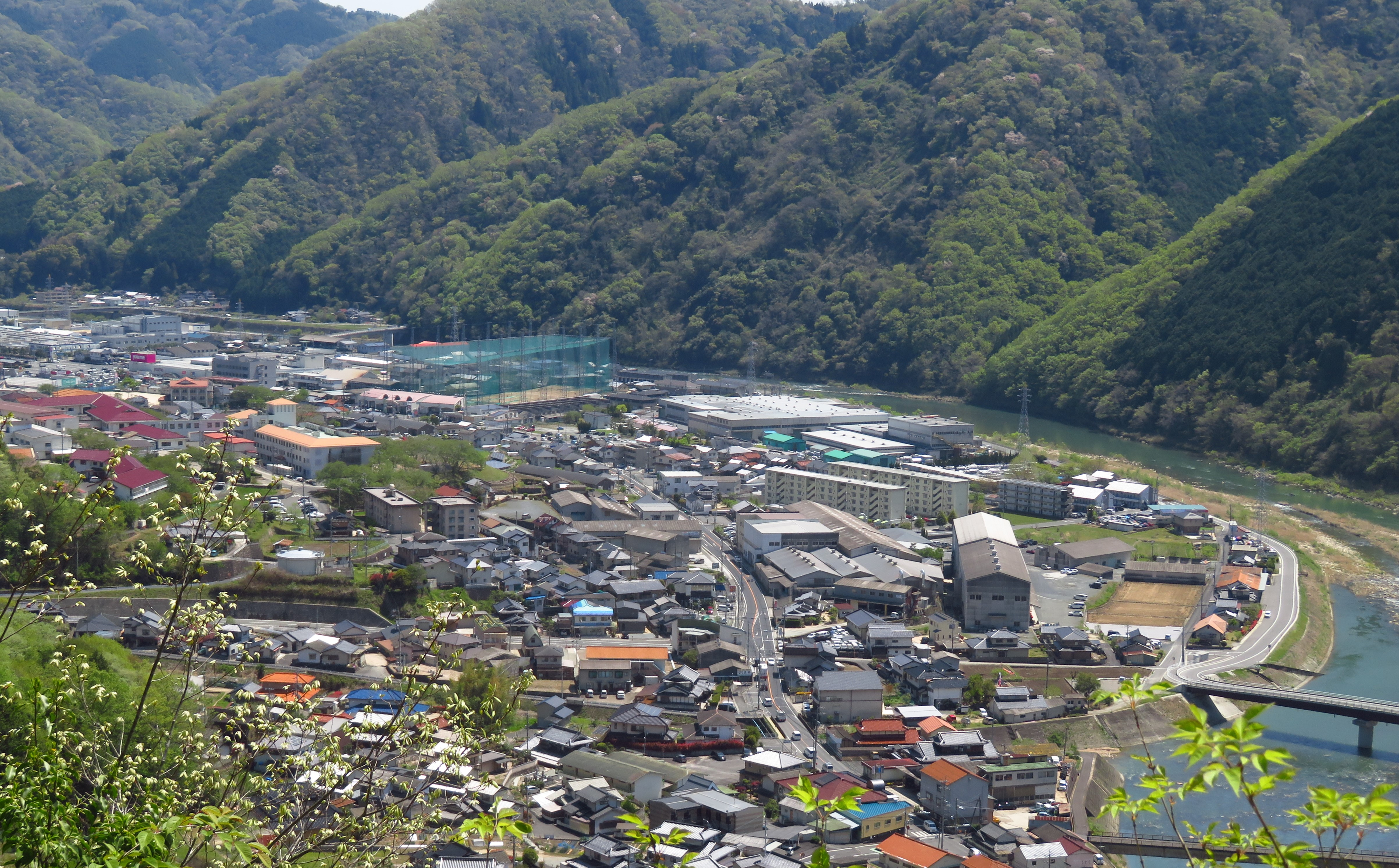
工場が集まる落合町阿部地区（2022年4月）

製造業の事業所数は57（2020年、以下同じ）、従業者数は3,899人。製造品出荷額等額は約1,412億円（2019年、以下同じ）。製造品出荷額等を業種別にみると、輸送用機械器具が約741億円で最も高く、次いで金属製品が約333億円、非鉄金属（アルミニウム製品など）が約90億円、家具・装備品が約37億円、鉄鋼業が約36億円と続く。家具・装備品は、全国平均より従業者割合が高い。
1960年代から90年代初頭にかけて工場などが立地した。多くの工場は高梁市内のみに工場を有し、特殊な製品を製造している事が多く、原料の搬入や製品の搬出は専ら道路交通に依存している。
商工団体
- 高梁商工会議所（旧高梁市域）
- 備北商工会（有漢町、成羽町、川上町、備中町）

### 商業

ゆめタウン高梁（2009年8月）

ポルカ天満屋ハピータウン（2012年7月）

商業では、代表する大規模小売店舗として、1990年に開業したゆめタウン高梁とポルカ天満屋ハピータウンがあり、市民のよく利用する買い物先調査（2019年）でもこの2店舗が特に多い。ゆめタウン高梁は落合町阿部地区に、ポルカ天満屋ハピータウンは中心市街地南部に位置する。
ホームセンターチェーン店はジュンテンドー、DCM、ホームプラザナフコが、主な大型ドラッグストアチェーン店はザグザグ2店舗、ディスカウントドラッグコスモス2店舗が、家電量販店はエディオン、ヤマダデンキテックランドが、カー用品チェーン店はイエローハットが、衣料品チェーン店はしまむらが、家具チェーン店ではニトリがあり、いずれの店舗もゆめタウン高梁かポルカ天満屋ハピータウンのどちらかの敷地内または周辺（直線500m以内）に位置する。外食チェーン店も同様に数多く出店し集積が進んだ。
また、スーパーマーケットは上記の大型2店舗の他にも、成羽町にあるサンディ成羽ショッピングパークや川上町にあるハッピーライフいけだなども市民に多く利用される。
備中高梁駅から100m西側のアーケード商店街である栄町商店街は、かつて備北地区一番の商店街として栄えた。駅開業前の1925年（大正14年）に住民が1日で道路を完成させたことから「1日道路」と呼ばれていたが、町が大きくなるにつれ多くの商店や映画館、パチンコ店が軒を並べた。1956年（昭和31年）頃には4館あった映画館が1973年（昭和48年）に姿を消した後、栄町通りをはじめとする市街地の商店街は、マイカーの普及や郊外型ショッピングセンターの出店などで客足が遠のいた。
卸売業と小売業を合わせた事業所数は351（2021年、以下同じ）で、このうち卸売業は53事業所、小売業は298事業所。従業者数は1,884人で、うち卸売業は289人、小売業は1,595人。年間商品販売額は約372億円で、卸売業が約145億円、小売業が約227億円。

### 宅配事業拠点
- 福山通運（高梁営業所）
- ヤマト運輸（高梁津川センター、高梁成羽センター）
- 佐川急便（高梁営業所）

### 金融機関
- 中国銀行（高梁支店[注 16]）
- トマト銀行（高梁支店、成羽支店） : 高梁市指定金融機関
- 備北信用金庫（本店[注 17]、成羽支店、落合支店）
- 中国労働金庫（備中支店）
- 晴れの国岡山農業協同組合（高梁支店、木野山支店、高梁落合支店、有漢支店、成羽支店、川上支店）

### 本社または拠点を置く企業
製造
- イーグル工業岡山事業場（本社は東京）
- 岡山イーグル
- 住友電工焼結合金
- 日軽形材

製造（食品）
- 白菊酒造
- 芳烈酒造

小売
- 共栄商事

金融
- 備北信用金庫

運輸
- 備北バス

情報・通信
- 吉備ケーブルテレビ

## 交通

### 鉄道

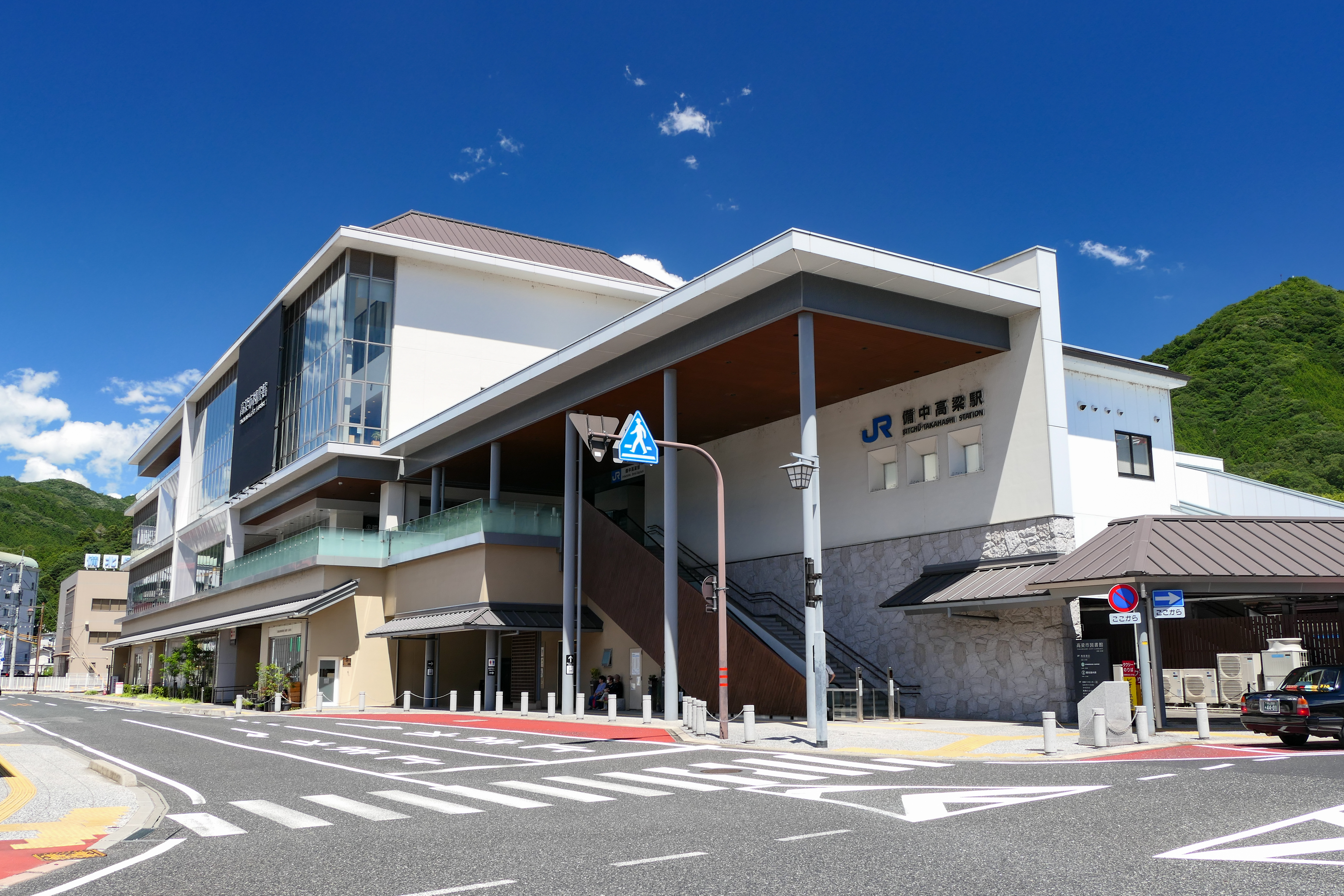
備中高梁駅

中心となる備中高梁駅には、特急「やくも」や寝台特急「サンライズ出雲」が停車している。
市内には5つの駅があるが、1日平均乗車人数の約93%を備中高梁駅が占める（2020年度）。
西日本旅客鉄道（JR西日本）
- 伯備線
  - 備中広瀬駅 - 備中高梁駅 - 木野山駅 - 備中川面駅　- 方谷駅

### バス

#### 路線バス

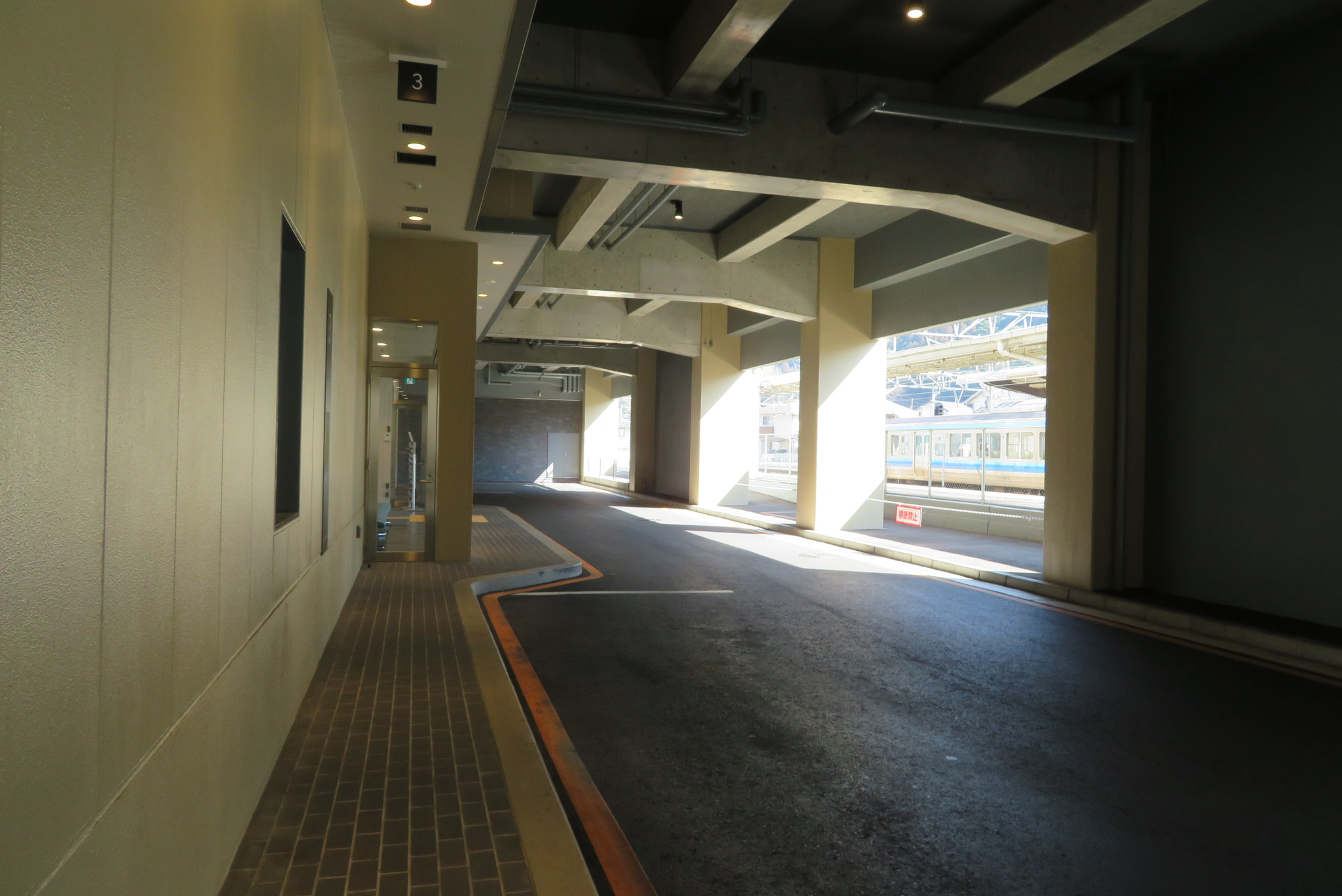
高梁バスセンターのりば

高梁市内の路線バスは、主に備北バスが運行している。備中高梁駅に隣接する高梁市複合施設1階の高梁バスセンターを中心に市内各地や吉備中央町（旧賀陽町）、真庭市（旧北房町）へ向けて路線網を形成している。川上町から成羽町・落合町阿部を経由し、岡山市中心部（天満屋バスステーション）へ1日3-4往復運行する。成羽町坂本を経由し新見市中心部への路線もある。路線の再編を行っているが、利用者数は減少傾向にある。
- 備北バス : 主なターミナルは本社（川上バスセンター）、高梁バスセンター。
  - 高梁バスセンター - 陣山
  - 高梁バスセンター - 成羽 - 川上バスセンター - 地頭・平川・坂本（ - 新見駅）
  - 高梁バスセンター - 丸岩・呰部・有漢IC（ - 金倉）
  - 高梁バスセンター - きびプラザ（ - 吉川）
  - 高梁バスセンター - 穴田・吹屋
  - 高梁バスセンター - 山際
  - 高梁バスセンター - 大和（ - 東村）
  - 川面駅 - 丸岩
  - 高梁市内循環
  - イズミゆめタウンシャトルバス
  - 地頭 - 岡山天満屋

井原市の北振バスが川上町の西端または西南端の一部区間を運行している。
- 北振バス
  - 井原バスセンター - 弥高山入口
  - 井原バスセンター - 佐屋

過去には、2016年11月まで備北バスが高梁 - 井原線を運行していたが利用低迷により廃止した。

#### コミュニティバス
コミュニティバスとして、高梁市は高梁市生活福祉バスを運行している。運行を備北バスに委託している。
- 高梁市生活福祉バス

#### 高速バス
高速バスは、岡山自動車道有漢IC本線停留所を経由する岡山 - 勝山線を中鉄北部バスが運行しているのみである。なお、有漢IC停留所は市内路線バス停留所に隣接している。
- 岡山 - 勝山線（中鉄北部バス）
  - 天満屋 - 有漢IC - 中国勝山駅

高梁市内が始点および終点となる路線、市内の一般道路を経由する路線は現在はない。過去には、1997年-1999年に備北バスが大阪梅田 - 中国川上線を運行していた。

### タクシー

#### 一般タクシー
- 備北タクシー
- ピオーネ交通
- 成羽タクシー

#### 乗合タクシー
住民生活用
交通空白地域における高齢者等の移動負担軽減および、生活福祉バス利用低迷地域においてそれに代わる交通手段として、高梁市とタクシー事業者が事業主体となり乗合タクシーを運行している。
- 備中ふれあいタクシー
- 川上ふれあいタクシー
- 玉川ふれあいタクシー
- 松原ふれあいタクシー

観光用
備中高梁駅前を発着する2路線が運行される。利用する場合は前日までに高梁市観光案内所（高梁市複合施設2階）へ予約する。
- 備中松山城観光乗合タクシー
- 雲海展望台観光乗合タクシー（10月-3月のみ運行）

### 道路
高梁市内の国道、県道、市道の合計延長は約1,869kmで、県内市町村で4位（2020年）。

#### 高速道路
- 岡山自動車道 : 高梁SA - (3) 有漢IC

岡山自動車道は市域の東部を通過しており、中心市街地へは吉備中央町の賀陽ICが近い。

#### 一般国道

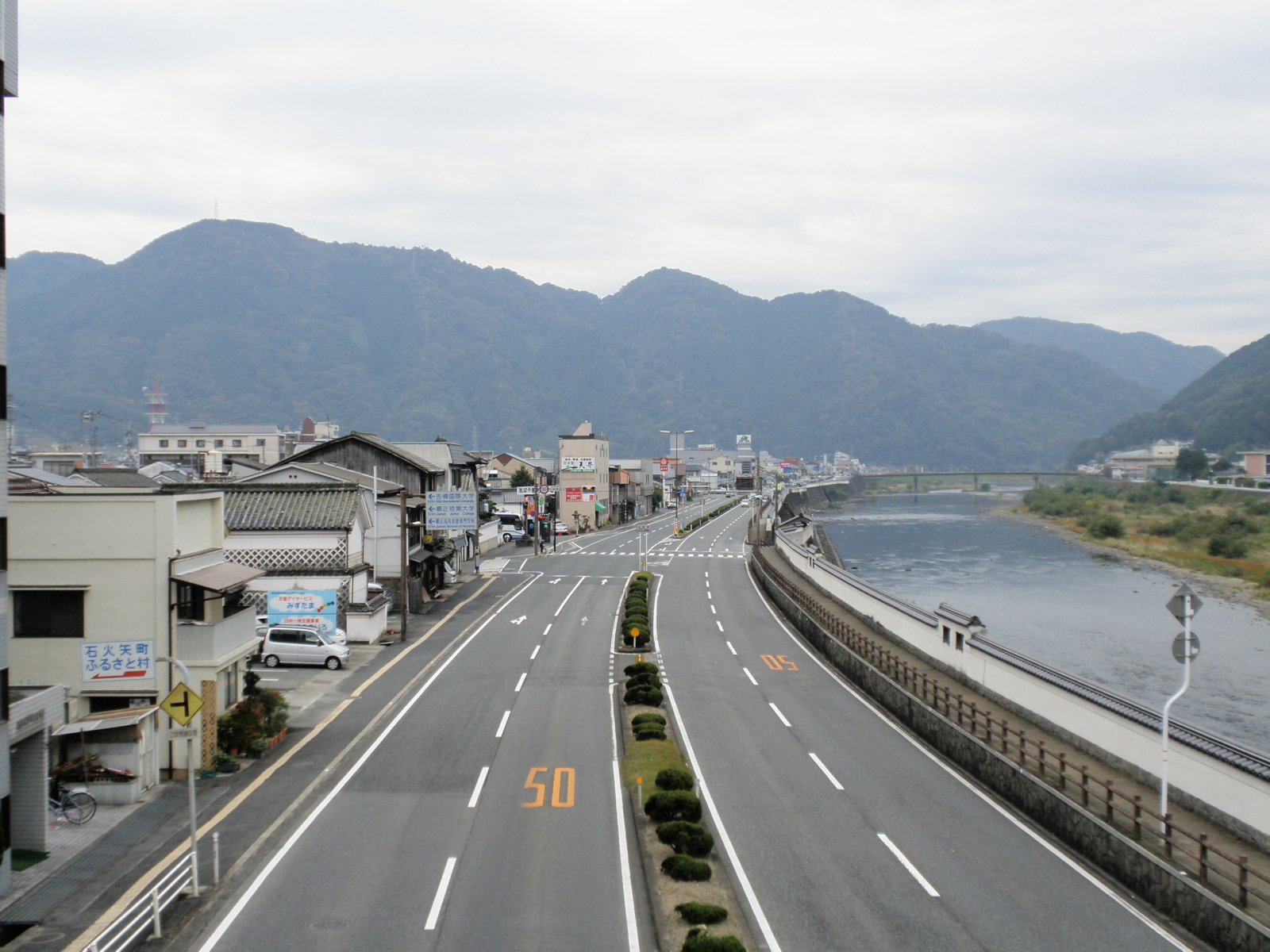
高梁川沿いの国道180号・国道313号重用区間（2009年10月）。

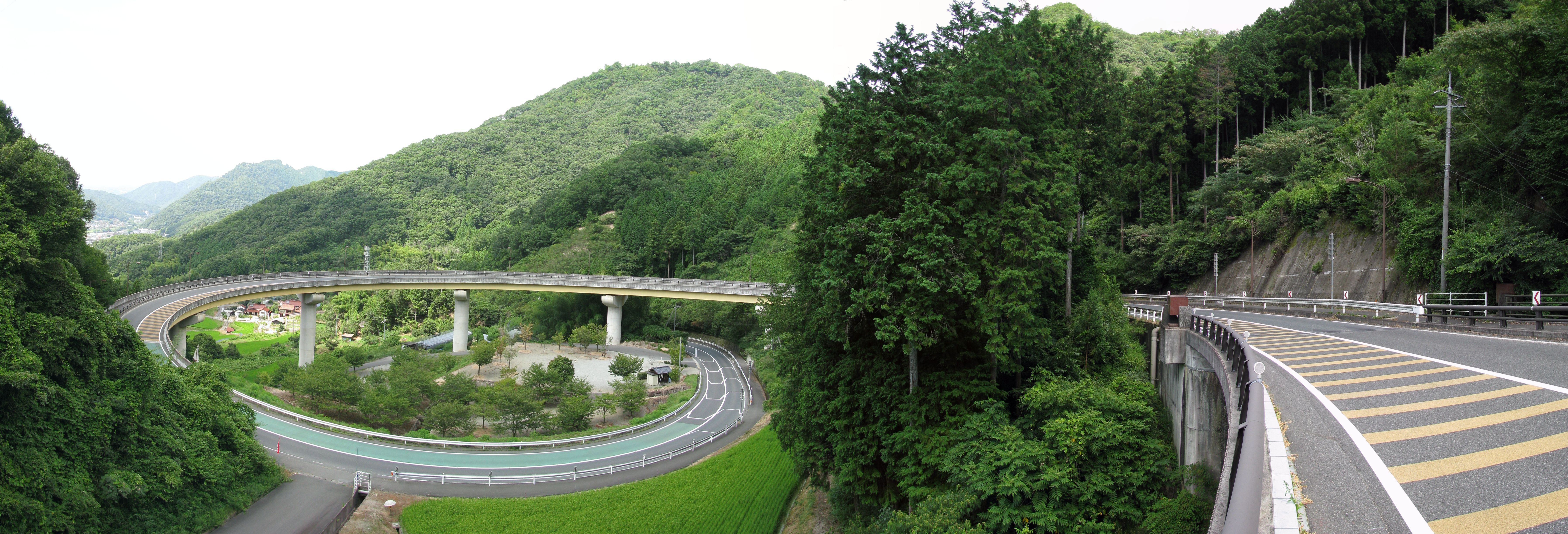
国道484号の愛宕ループ橋（2010年8月）。

主な幹線道路は市の東側を高梁川沿いに南北に貫く国道180号と、市の南西から北東へ6本の高梁川水系に沿って貫く国道313号である。これら2路線の重用区間が市中心部を通過する。また国道484号は市中心部から東へ伸び賀陽ICへのアクセス機能を持つ。
統計上最も交通量の多い箇所は、国道180号と国道313号との重用区間（観測地点は落合橋東交差点付近）で、1日約2万1千台（2021年）である。
- 国道180号
- 国道313号（ロマンチック街道313）
- 国道484号

#### 主要地方道
- 岡山県道31号高梁御津線
- 岡山県道33号新見川上線 - 国道313号から市の西部を成羽川および坂本川に沿って北上し新見市へ続く路線であり、第2次緊急輸送道路に指定。
- 岡山県道35号倉敷成羽線
- 岡山県道49号高梁旭線
- 岡山県道77号美星高山市線
- 岡山県道78号長屋賀陽線
- 岡山県道85号高梁坂本線

#### 一般県道
- 岡山県道106号布賀油木線
- 岡山県道107号奈良備中線
- 岡山県道156号賀陽有漢線
- 岡山県道169号西方巨瀬線

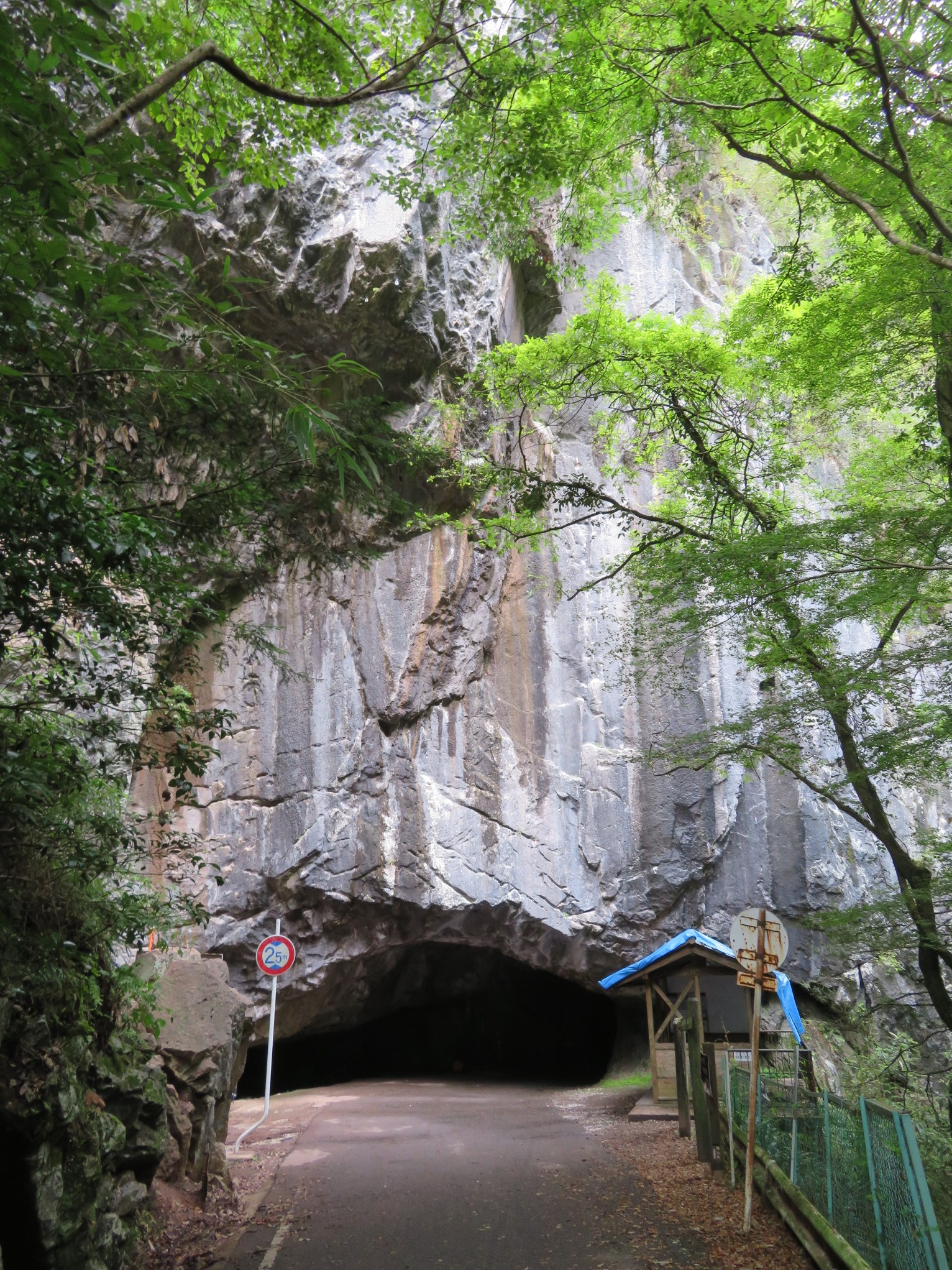
羽山渓を通る県道300号宇治下原線の羽山第二隧道（2021年9月）

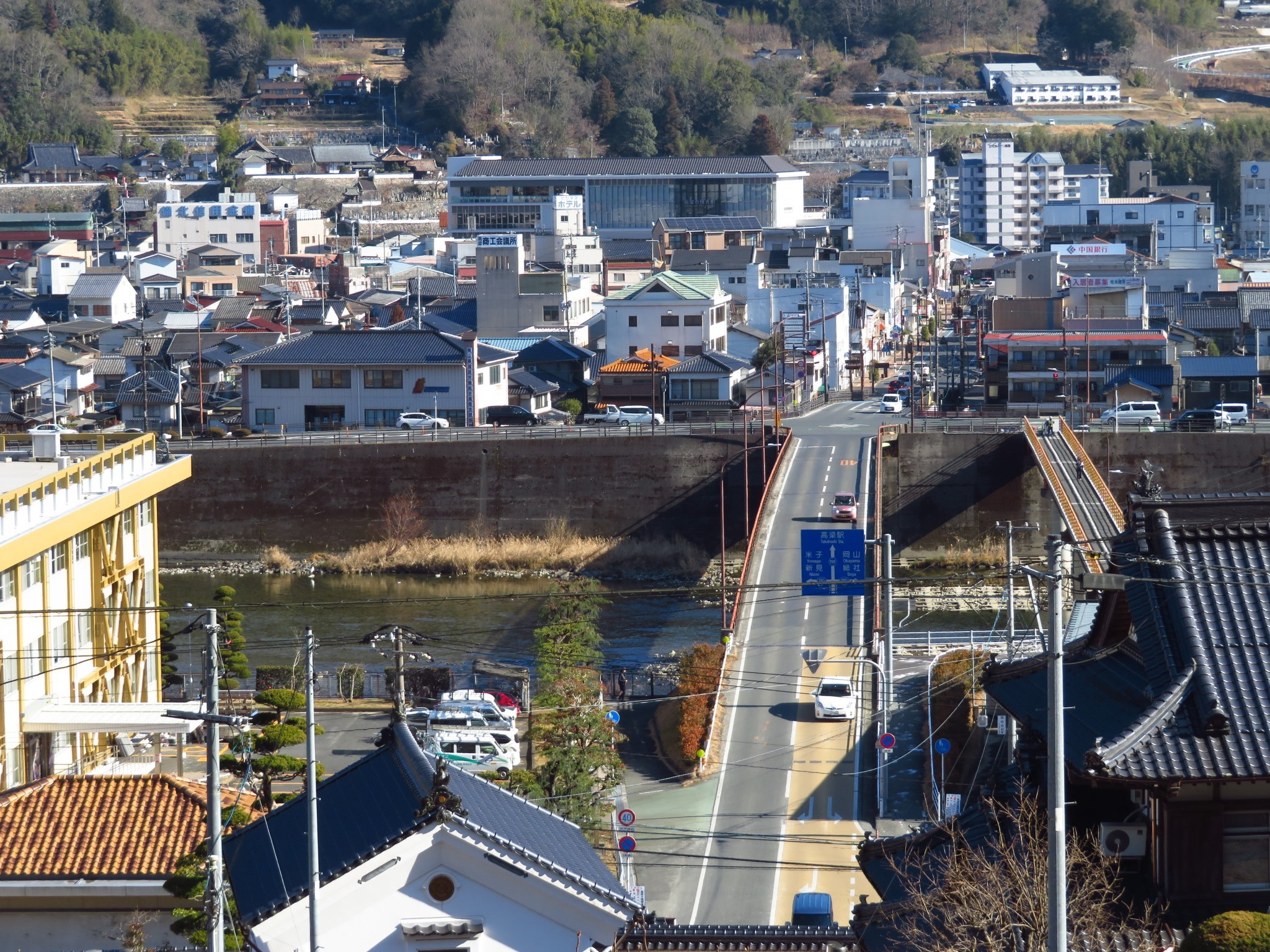
県道302号宇治鉄砲町線の高梁大橋（2022年1月）

- 岡山県道196号高梁停車場線 - 駅前大通りと呼ばれる。
- 岡山県道197号方谷停車場線
- 岡山県道293号宇戸谷高梁線
- 岡山県道294号下鴫川上線
- 岡山県道297号高山芳井線
- 岡山県道298号上大竹種線
- 岡山県道299号布賀地頭線
- 岡山県道300号宇治下原線
- 岡山県道301号落合高倉線
- 岡山県道302号宇治鉄砲町線
- 岡山県道309号巨瀬高倉線
- 岡山県道310号西方北房線
- 岡山県道312号宮地有漢線
- 岡山県道313号大野部備中線
- 岡山県道320号若代方谷停車場線
- 岡山県道332号栗原有漢線
- 岡山県道435号宇治長屋線
- 岡山県道436号布寄下原線
- 岡山県道437号下郷惣田線
- 岡山県道438号西山布寄線
- 岡山県道440号上有漢北房線
- 岡山県道473号上大竹高山線

#### 市道

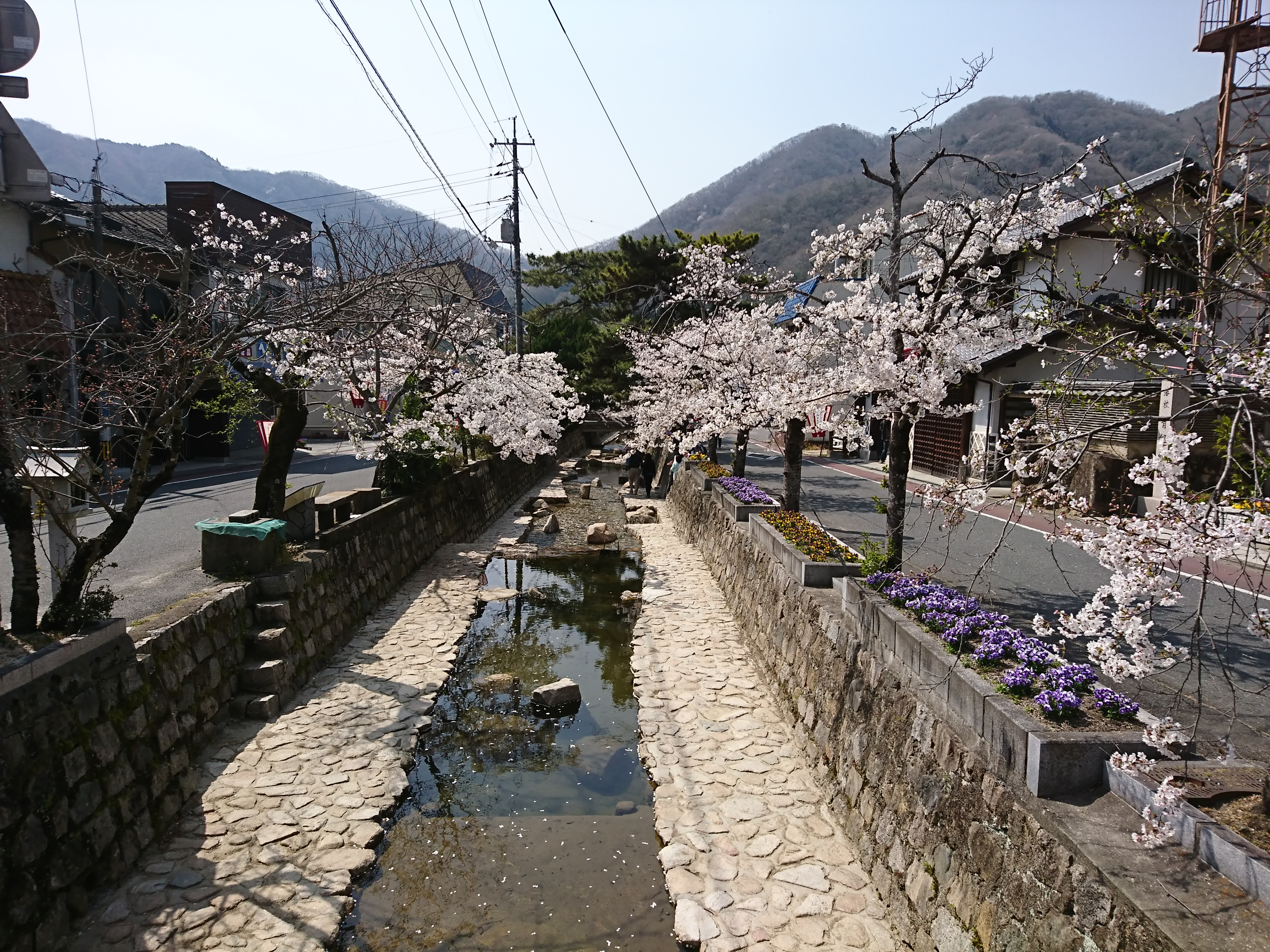
高梁市道下町薬師院線（左）と本町楢井線（右、2019年4月）。

高梁市道本町楢井線・高梁市道下町薬師院線（紺屋川筋）
市街地を東西に流れる紺屋川の両側に位置する延長600メートルの区間は、美観性と機動性を基準に「紺屋川を挟む道」として、1987年（昭和62年）8月10日の道の日に旧建設省と「道の日」実行委員会により制定された「日本の道100選」のひとつに選定されている。道沿いは、紺屋川筋とよばれる城下町の名残をとどめているところから、高梁市の美観地区に指定されている。ヤナギ・サクラが植栽され、紺屋川の川床を石張りにするなど道路景観の向上が図られた並木道で、岡山県の重要文化財に指定され、岡山県最古のキリスト教会である高梁基督教会堂をはじめとする沿道の名所・史跡への散策路にもなっている。
主な街路
- 花水木通り（2000年[192]）
- 城見通り（1995年[193]）
- 栄町通り（1925年[176]）

#### その他の道路
- 農道仁賀上大竹線[194]（備中西部広域農道）: 川上町仁賀 - 川上町上大竹
- 農道かぐら街道（備中中部広域農道）: 成羽町中野 - 高倉町田井（全線高梁市内）
- 農道奥吉備街道（吉備高原北部2期広域農道）: 有漢町上有漢 - 有漢町上有漢

### 航空
最寄りの空港は岡山桃太郎空港（岡山市）。高梁市内からは電車で倉敷駅または岡山駅に行き岡山空港リムジンバスに乗り換える。

## 通信

### 電話
固定電話
市内は高梁MAに属し、市外局番は0866(20～29,40～59) となっている。
- 0866(20～29,40～59) エリア - 高梁市・真庭市（北房地区）・吉備中央町（賀陽地区全域と加茂川地区の一部）
  - NTT西日本 21-23、25-26、28-29、42、45、48、52、54-57
    - 高梁市内の収容局 : 高梁、巨瀬、高倉、中井、宇治吹屋、成羽、備中、川上、有漢[198]

  - NTTコミュニケーションズ 27
  - KDDI 51
  - ソフトバンク 58
  - その他は空き番号

移動体通信
携帯電話の販売代理店は以下の通り。
- ドコモショップ : 高梁店（ゆめタウン高梁）
- ソフトバンク : ゆめタウン高梁
- auショップ : ゆめタウン高梁

### 郵便

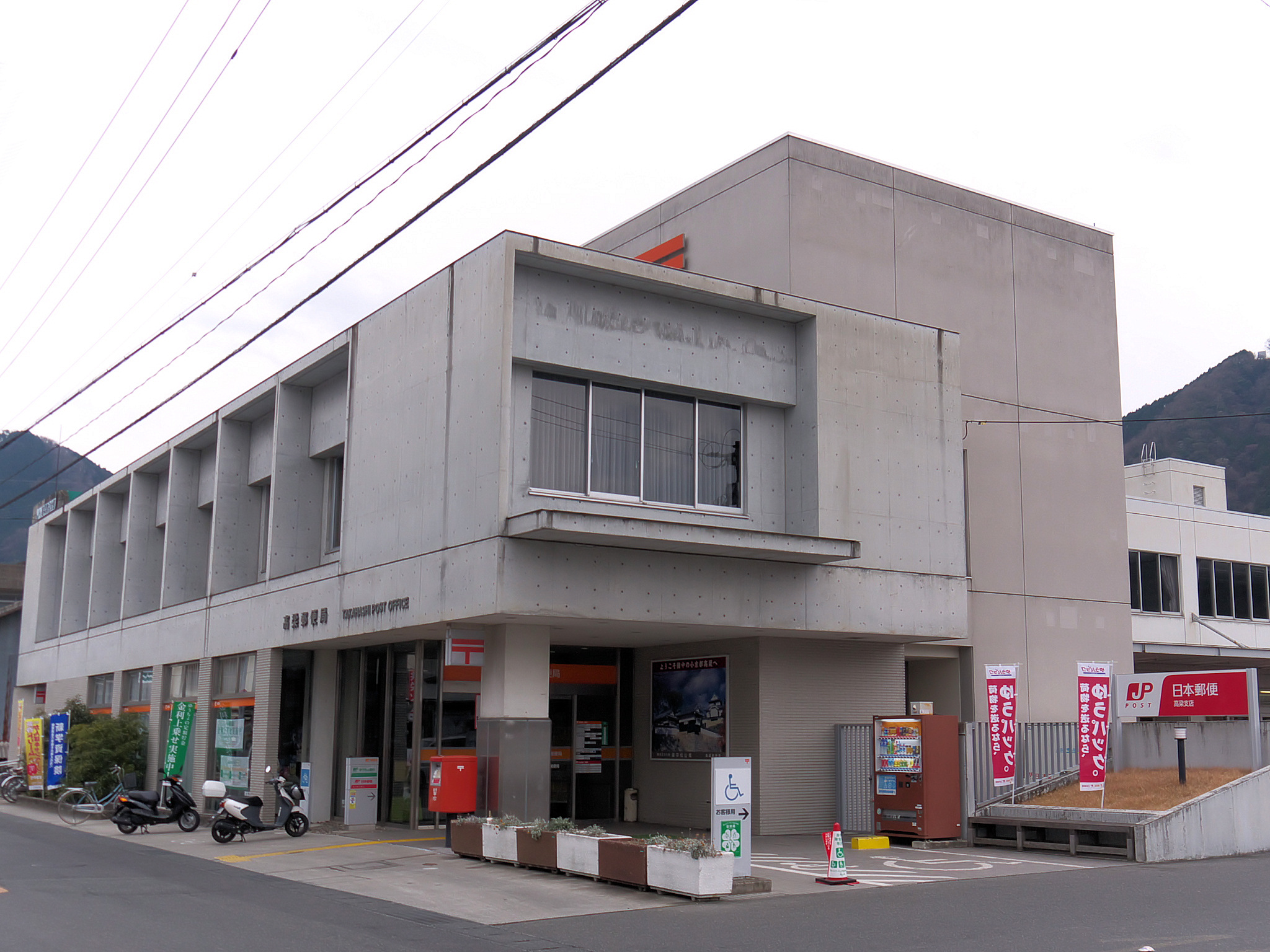
高梁郵便局

郵便番号（郵便区番号）と集配局の対応は以下の通り。
- 高梁郵便局 : 716-00xx、716-85xx、716-86xx、716-87xx、716-01xx、716-13xx、719-21xx[注 21]
- 吉備川上郵便局 : 716-02xx
- 備中郵便局 : 716-03xx、719-22xx、719-23xx[注 22]
- 北房郵便局（真庭市） : 716-14xx、719-24xx[注 23]

### メディア

#### 新聞
- 山陽新聞高梁支局

#### 放送
ケーブルテレビ
- 吉備ケーブルテレビ

吉備ケーブルテレビは1996年に事業開始し、市町合併後には2006年から有漢で、2010年から成羽・川上・備中でもサービス開始。民間事業者であるが、高梁市行政放送など行政制作番組も放送する。河川監視カメラの映像も視聴可能。
かつては、公営の高梁市成羽有線テレビジョンも存在していた。旧成羽町が開設し合併後は高梁市が引き継ぎ運営していたが、高梁市情報化計画の過程で民間事業者である吉備ケーブルテレビに業務を一本化することとなったため廃止された。
地上波テレビ放送

高梁中継局がある愛宕山（左手前）と鶏足山（右奥）

市の中心部では高梁UHF局と高梁松山局が同じ場所にあるため、UHFアンテナ1本で全チャンネルを視聴することができるが、アナログ放送ではTSCテレビせとうちのみ中継局を設置していなかった。デジタル放送ではTSCも置局しているため、ケーブルテレビに加入しなくても全チャンネルが視聴できるようになった。
高梁中継局が受信できる高梁市中心部では各世帯でアンテナを立てて直接受信で視聴している世帯が多いが、それ以外の山間地域では、設置されている中継局がNHKのみか、民放が置局していても在岡2局(RSK・OHK) しか置局していない場所が多いため、アンテナを立てずケーブルテレビに加入したり共同受信アンテナなどを経由して視聴している世帯が多い。
| 局名                 | 局名                 | NHK岡山 | NHK岡山 | RSK   | OHK   | RNC   | KSB   | TSC   | 出力  | 偏波面 | 送信 場所 |
| 局名                 | 局名                 | 総合    | 教育    | RSK   | OHK   | RNC   | KSB   | TSC   | 出力  | 偏波面 | 送信 場所 |
| デジタルリモコン番号 | デジタルリモコン番号 | 1 ch    | 2 ch    | 6 ch  | 8 ch  | 4 ch  | 5 ch  | 7 ch  | 出力  | 偏波面 | 送信 場所 |
| -------------------- | -------------------- | ------- | ------- | ----- | ----- | ----- | ----- | ----- | ----- | ------ | --------- |
| 高梁                 | デジタル             | 33 ch   | 31 ch   | 19 ch | 16 ch | 15 ch | 17 ch | 14 ch | 1W    | 水平   | 愛宕山    |
| 高梁                 | 高梁松山             | 39 ch   | 45 ch   | 37 ch | -     | -     | -     | -     | 3 W   | 水平   | 愛宕山    |
| 高梁                 | UHF                  | -       | -       | -     | 22 ch | 28 ch | 26 ch | -     | 10 W  | 水平   | 愛宕山    |
| 高梁                 | VHF                  | 2 ch    | 12 ch   | 7 ch  | -     | -     | -     | -     | 10 W  | 水平   | 鶏足山    |
| 有漢                 | デジタル             | 22 ch   | 13 ch   | 19 ch | 16 ch | 34 ch | 17 ch | 14 ch | 0.3 W | 水平   | 権現山    |
| 有漢                 | アナログ             | 49 ch   | 51 ch   | 41 ch | 47 ch | 43 ch | -     | -     | 3 W   | 水平   | 権現山    |
| 成羽                 | デジタル             | 22 ch   | 13 ch   | 43 ch | 47 ch | -     | -     | -     | 0.1 W | 水平   | -         |
| 成羽                 | アナログ             | 56 ch   | 54 ch   | 58 ch | 62 ch | -     | -     | -     | 1 W   | 水平   | -         |
| 高梁中井             | アナログ             | 50 ch   | 52 ch   | -     | -     | -     | -     | -     | 1W    | 水平   | -         |
| 備中川上             | アナログ             | 55 ch   | 53 ch   | 57 ch | 59 ch | -     | -     | -     | 1 W   | 水平   | 宮ノ山    |
| 高梁木野山           | デジタル             | 40 ch   | 13 ch   | 19 ch | 47 ch | -     | -     | -     | 0.3 W | 水平   | 木野山    |
| 高梁木野山           | アナログ             | 48 ch   | 52 ch   | 46 ch | 44 ch | -     | -     | -     | 3 W   | 水平   | 木野山    |
| 高梁巨瀬             | デジタル             | 24 ch   | 28 ch   | 36 ch | 38 ch | -     | -     | -     | 0.3 W | 水平   | -         |
| 高梁巨瀬             | アナログ             | 58 ch   | 56 ch   | 60 ch | 62 ch | -     | -     | -     | 3 W   | 水平   | -         |

FMラジオ放送
- NHK岡山FM : 87.9 MHz（高梁局 出力 10 W）、82.5 MHz（有漢局 出力3W）
- FM岡山 : 81.3 MHz（高梁局 出力 10 W）

AMラジオ放送
NHKは中継局がないため岡山市にある本局を直接受信するが、夜間は混信妨害がある。山陽放送高梁ラジオ局はAMステレオ放送を実施していたが、2011年3月21日よりモノラル放送に戻った。
- NHK岡山第1放送 : 603 kHz（岡山局 出力 5 kW）
- NHK岡山第2放送 : 1386 kHz（岡山局 出力 5 kW）
- RSKラジオ：1494 kHz （高梁局 出力 1 kW）

## 生活基盤

### 電気

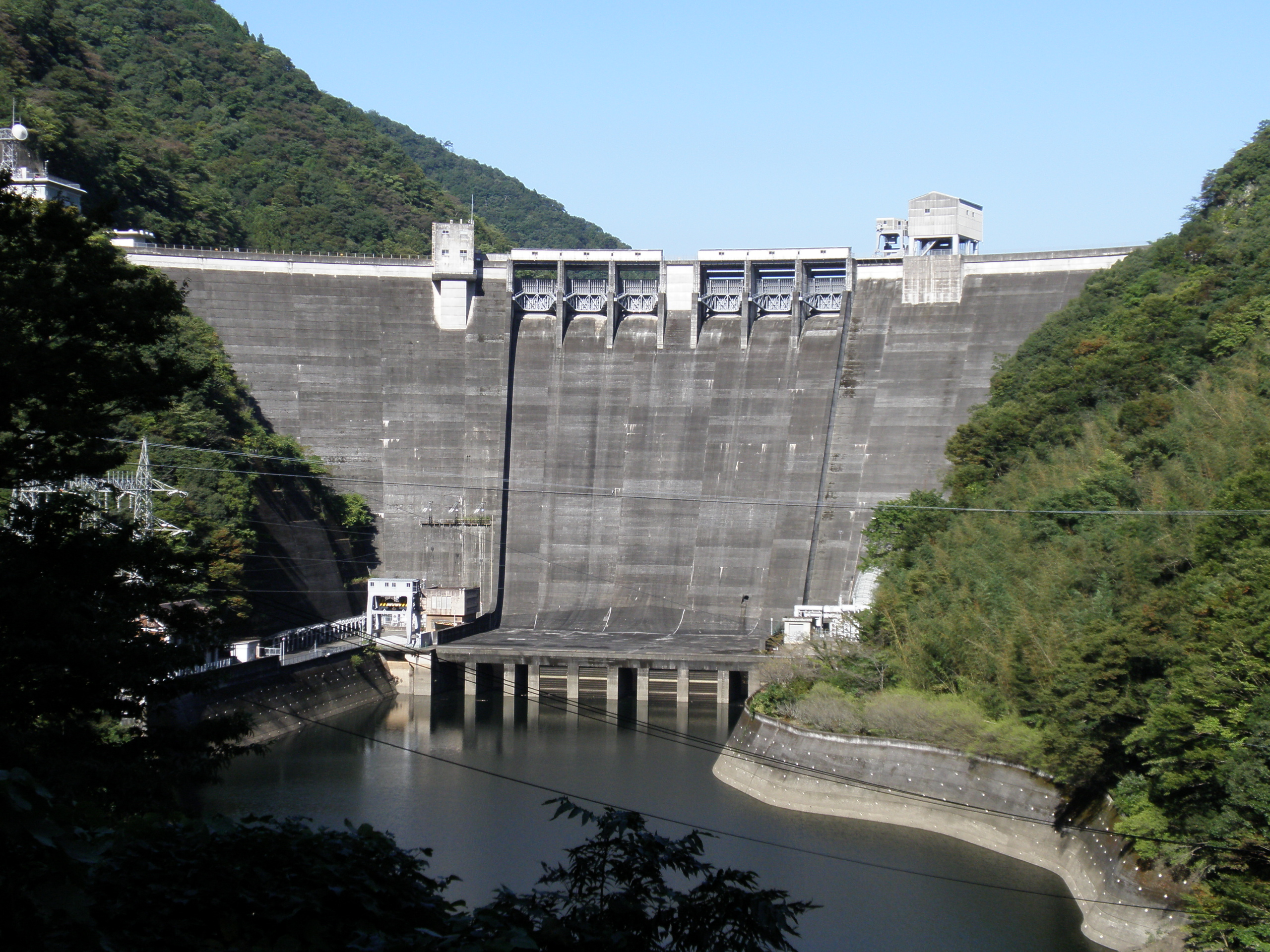
新成羽川ダム

#### 発電
才賀藤吉が1911年（明治44年）11月に事業許可を受け、1912年（明治45年）1月北備電気を設立。発電所（瓦斯力、出力60 Kw）を松山村に建設。1912年（明治45年）6月に事業開始し供給区域は上房郡高梁町、松山村、川上郡成羽町。1915年（大正4年）3月には成羽町羽山に水力発電所（60 kw）を建設し、合併前年には供給区域が上房郡10か町村、川上郡5か町村、吉備郡3か村まで拡大した。1923年（大正12年）6月に備中電気に合併する。
中国電力は備中町の成羽川中流部に新成羽川ダム、田原ダム、黒鳥ダムの3つの発電施設付きダムを建設し1968年（昭和43年）に完成した。
主な発電所
すべて中国電力。
- 新成羽川発電所 - 水力発電所、30万3千kW。
- 田原発電所 - 水力発電所、2万2千kW。

#### 営業所など
営業所
- 中国電力高梁セールスセンター

配電
- 中国電力ネットワーク高梁ネットワークセンター

変電所
- 中国電力ネットワーク新岡山変電所

### 水道
水道事業は高梁市が運営する。
水道普及率は95.4%（2024年）で、年間配水量は約370万㎥。

### ガス
市内には液化石油ガス事業者はあるが、都市ガス事業者はない。

## 観光
高梁市は備中松山城や日本遺産吹屋という2大観光地を持つ。観光客数は、天空の城ブームとなった2016年度に52万人を迎え入れている。

### 文化財
詳細は「高梁市内の文化財」参照。
| 項目                       | 名称                             | 地域           |
| -------------------------- | -------------------------------- | -------------- |
| 重要文化財（国指定）       | 松山城                           | 高梁           |
| 重要文化財（国指定）       | 臍帯寺石幢及び石塔婆             | 有漢           |
| 重要文化財（国指定）       | 旧片山家住宅 附家相図            | 成羽           |
| 重要文化財（国指定）       | 絹本著色釈迦三尊像               | 高梁（頼久寺） |
| 史跡（国指定）             | 備中松山城跡                     | 高梁           |
| 史跡（国指定）             | 笠神の文字岩                     | 備中           |
| 名勝（国指定）             | 頼久寺庭園                       | 高梁           |
| 名勝（国指定）             | 磐窟谷                           | 備中・川上     |
| 天然記念物（国指定）       | 臥牛山のサル生息地               | 高梁           |
| 天然記念物（国指定）       | 大賀の押被（大賀デッケン）       | 川上           |
| 無形民俗文化財（国指定）   | 備中神楽                         | 全域           |
| 重要伝統的建造物群保存地区 | 高梁市吹屋伝統的建造物群保存地区 | 成羽           |
| 登録有形文化財             | 西江家住宅主屋ほか               | 成羽           |
| 登録有形文化財             | JR伯備線方谷駅駅舎               | 高梁           |

### 遺産
- 日本遺産
  - 「ジャパンレッド」発祥の地～弁柄と銅（あかがね）の町・備中吹屋～[7]
高梁市吹屋伝統的建造物群保存地区、旧片山家住宅、吹屋郷土館、旧広兼家住宅、西江家住宅主屋ほか、ベンガラ館、吉岡鉱山跡、笹畝坑道、山神社跡、山神社、黄金山城跡、延命寺、銅栄寺、鉱夫長屋跡、旧吹屋小学校校舎、旧吹屋往来、トロッコ道跡、井川発電所跡、備中神楽、腰折地蔵尊、石州瓦製作道具、片山家文書
- 近代化産業遺産
  - 地域と様々な関わりを持ちながら我が国の銅生産を支えた瀬戸内の銅山の歩みを物語る近代化産業遺産群
吉岡銅山関連遺産（笹畝坑道、吉岡銅山遺跡、ベンガラ館）

### 百選
- 日本の道100選 : 高梁市道本町楢井線・高梁市道下町薬師院線（紺屋川筋）

### 名所・旧跡・観光スポット
高梁
- 松山城（国の重要文化財、現存天守で唯一の山城で最も高い場所に位置する）
  - 臥牛山
- 城下町高梁（中心市街地のうち主に江戸時代に整備された地区、および周辺の寺院[211]）
  - 頼久寺（臨済宗永源寺派の寺院で、愛宕山を借景とした日本庭園がある）
  - 石火矢町ふるさと村（武家屋敷街。旧埴原家と旧折井家は一般公開）
  - 紺屋川筋（松山城の旧外堀で両岸の市道は日本の道100選。桜の名所）
  - 高梁基督教会堂（現存する岡山県内最古のキリスト教会で県の史跡）
  - 高梁市観光物産館紺屋川
  - 松山往来（本町通り、下町通り、南町通り）
  - 高梁市商家資料館「池上邸」
  - 順正記念館
  - 松連寺
  - 薬師院
  - 巨福寺
- 高梁市複合施設（高梁市図書館、蔦屋書店、スターバックスコーヒー、高梁市観光案内所、高梁バスセンターほか複数店舗）
- 備中高梁稲荷神社
- 愛宕ループ橋展望台
- 松山城雲海展望台
- 高梁美しい森（キャンプ場）
- 山中鹿介の墓
- 高梁自然公園（キャンプ場）
- 高梁グリーンパーク
- 松原霧の海展望の丘（雲海の名所）
- 元仲田邸くらやしき
- 祇園寺
- 方谷園
- 方谷駅駅舎（登録有形文化財）

有漢町
- うかん常山公園
- 有漢農村公園
- 臍帯寺石幢及び石塔婆（国の重要文化財）
- 大平山展望台（雲海の名所）

成羽町
- 吹屋ふるさと村（重要伝統的建造物群保存地区）
  - 吹屋地区
    - 吹屋の町並み
    - 吹屋ふるさと村郷土館
    - 旧片山家住宅（国の重要文化財）
    - 吹屋資料館
    - 旧吹屋小学校
    - 吹屋ふれあいの森（キャンプ場）

  - 中野地区
    - ベンガラ館
    - ベンガラ陶芸館
    - 笹畝坑道
    - 広兼邸

  - 坂本地区
    - 西江邸（登録有形文化財）
    - 吉岡銅山施設

  - 下谷地区
    - 田村家住宅（福岡屋）
    - 延命寺
- 鶴首城
- 羽山第二隧道
- 夫婦岩
- 淨福寺

川上町
- 弥高山公園（キャンプ場。ツツジ、アジサイ、紅葉の名所で、山頂は雲海の名所）
- 沢柳の滝
- 全国川上水と緑のふるさとプラザ

備中町
- 磐窟渓
- 西山高原キャンプ場
公設民営の西山高原レジャー施設には、2015年（平成27年）5月3日、日本RV協会が認定する岡山県初のRVパークを開設[212]。
- 備中天神桜
- 鈴木の滝

ギャラリー

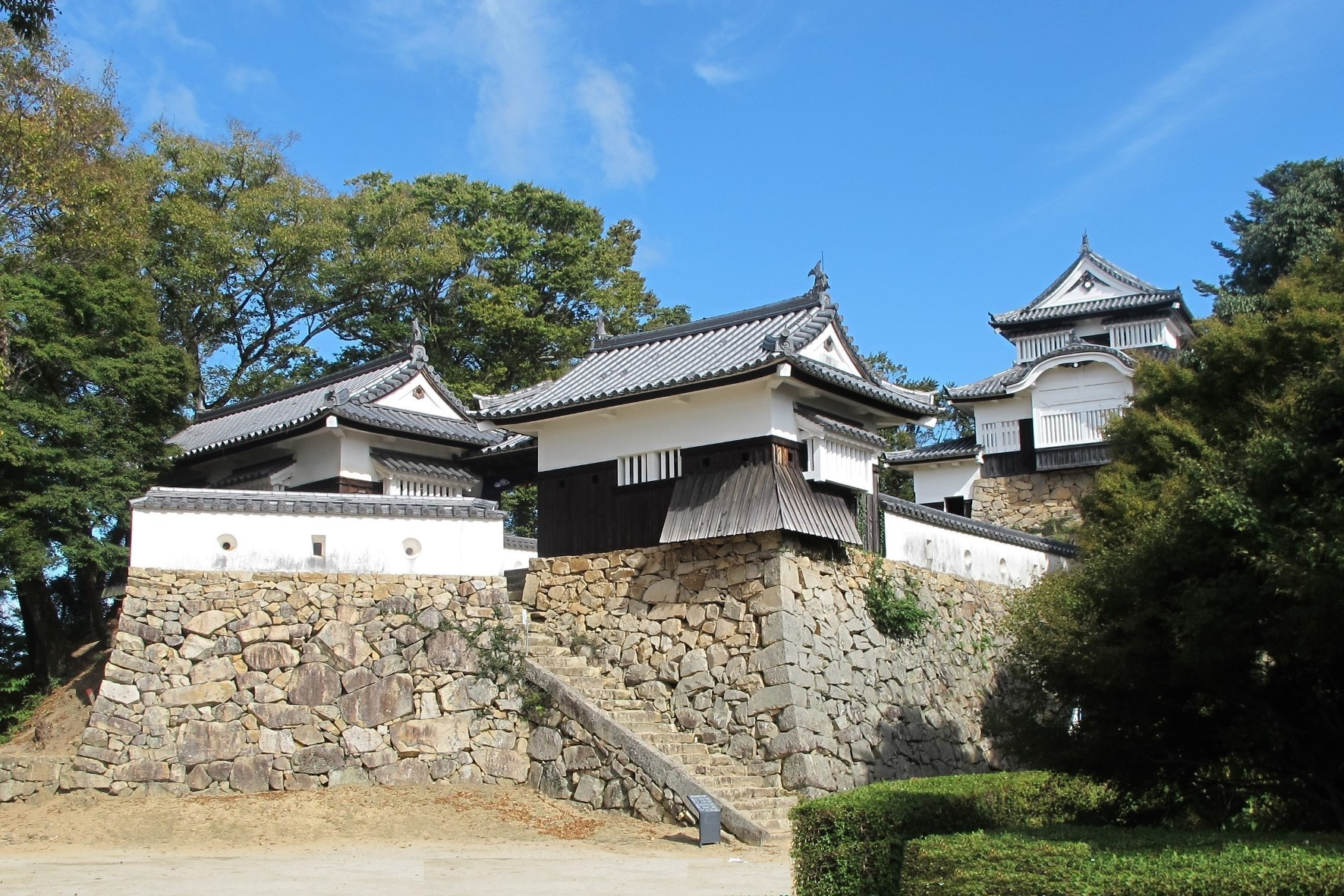
備中松山城本丸
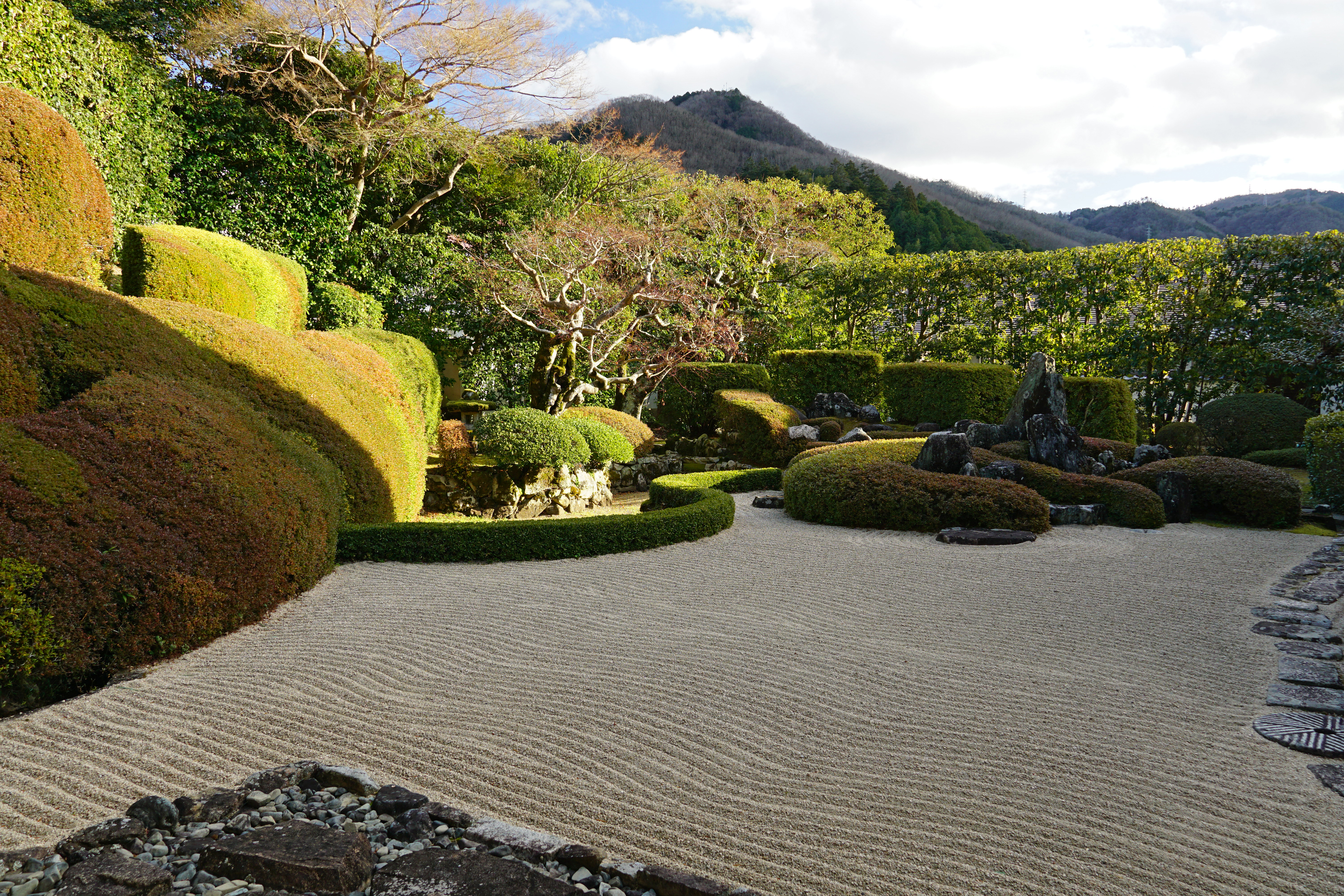
頼久寺庭園
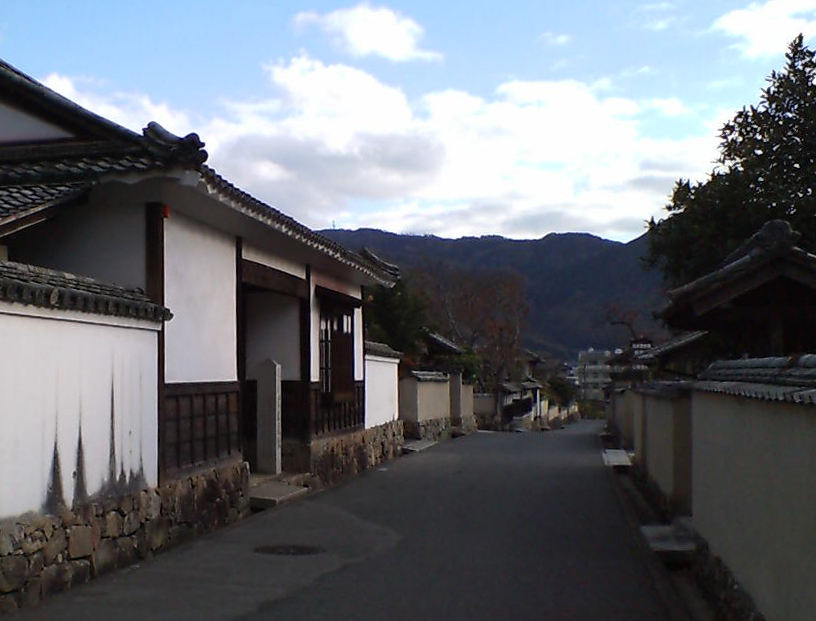
石火矢町ふるさと村
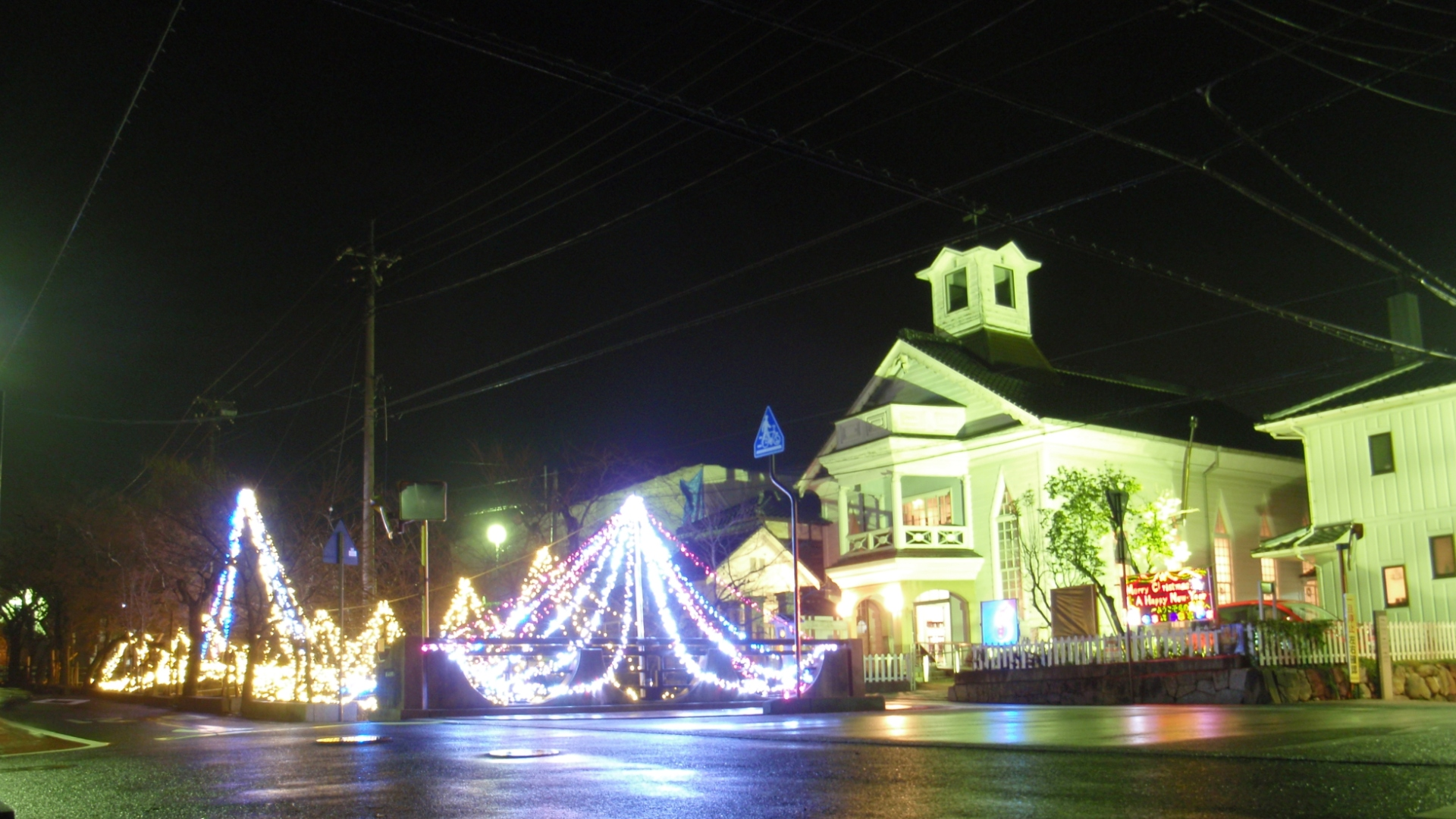
高梁基督教会堂と紺屋川筋のイルミネーション
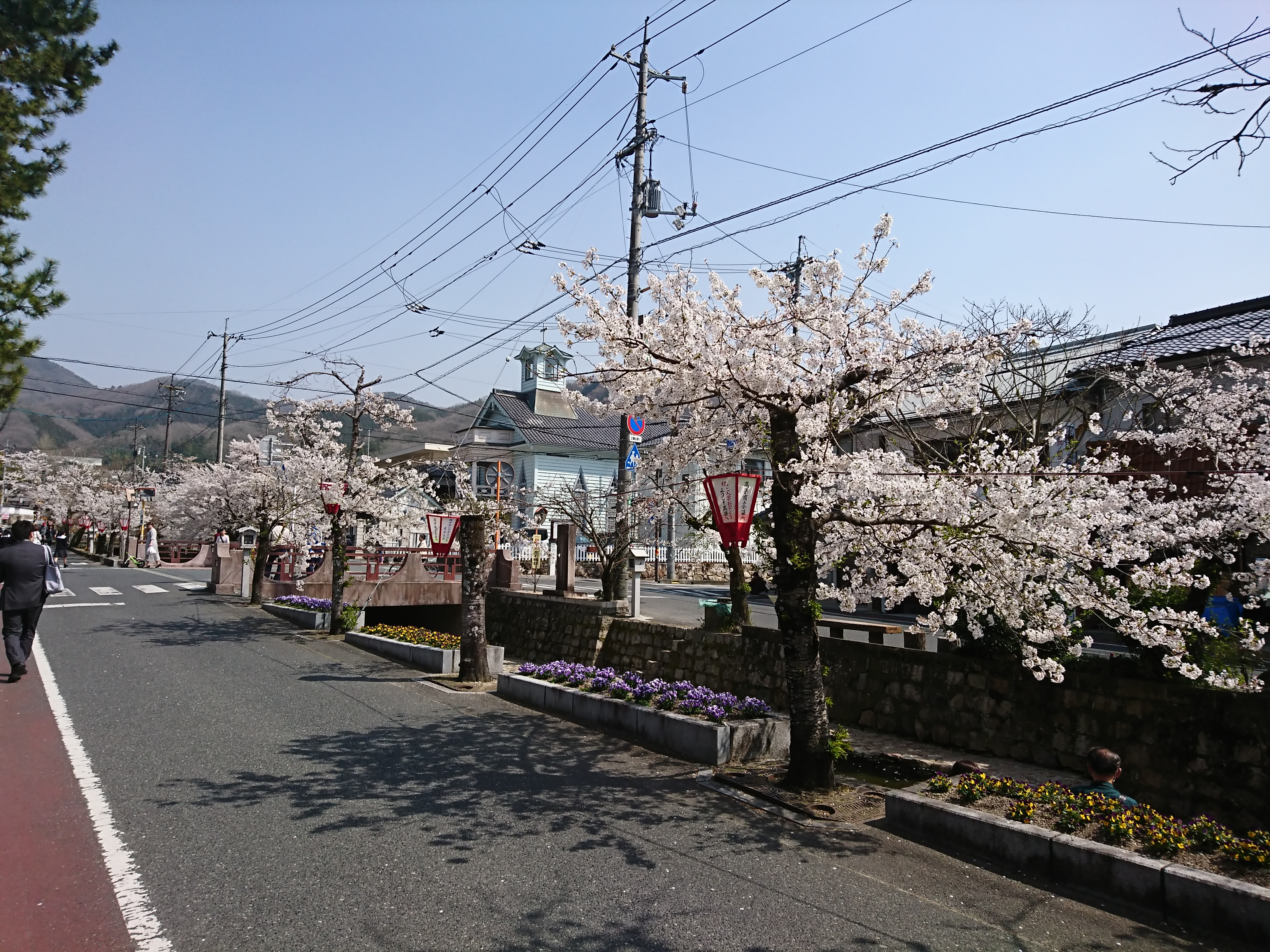
紺屋川筋の桜
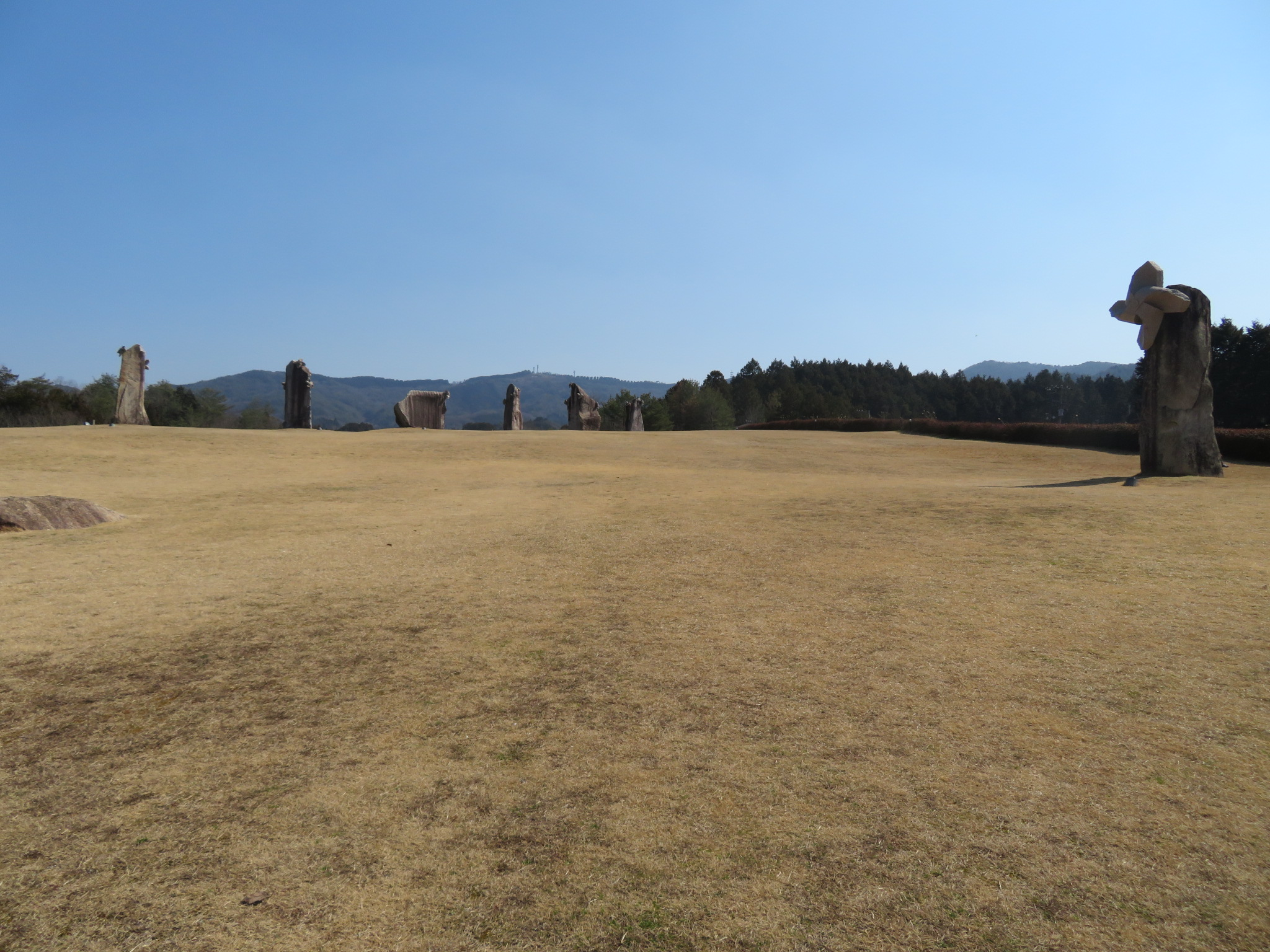
うかん常山公園（石の風ぐるま）
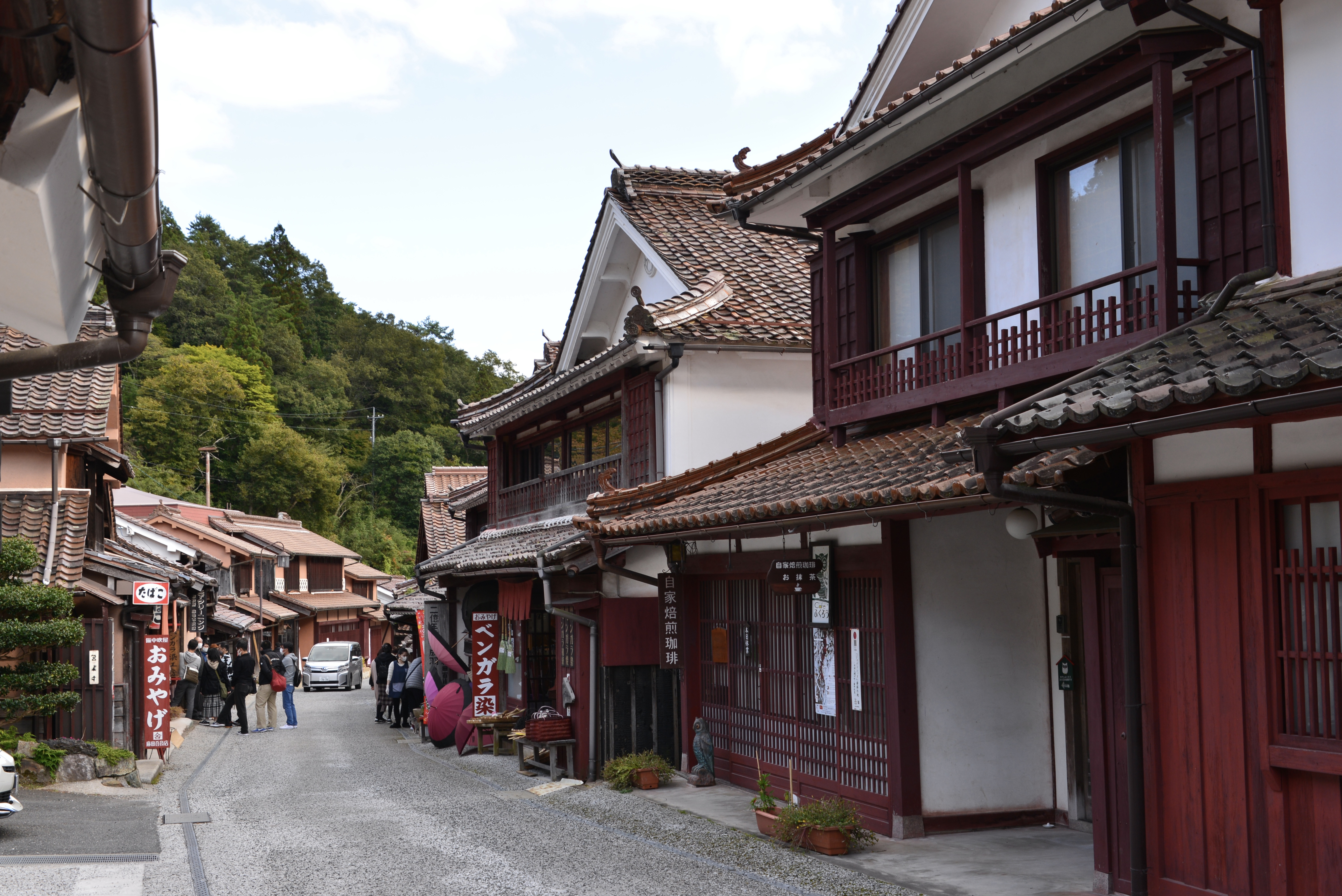
吹屋の町並み
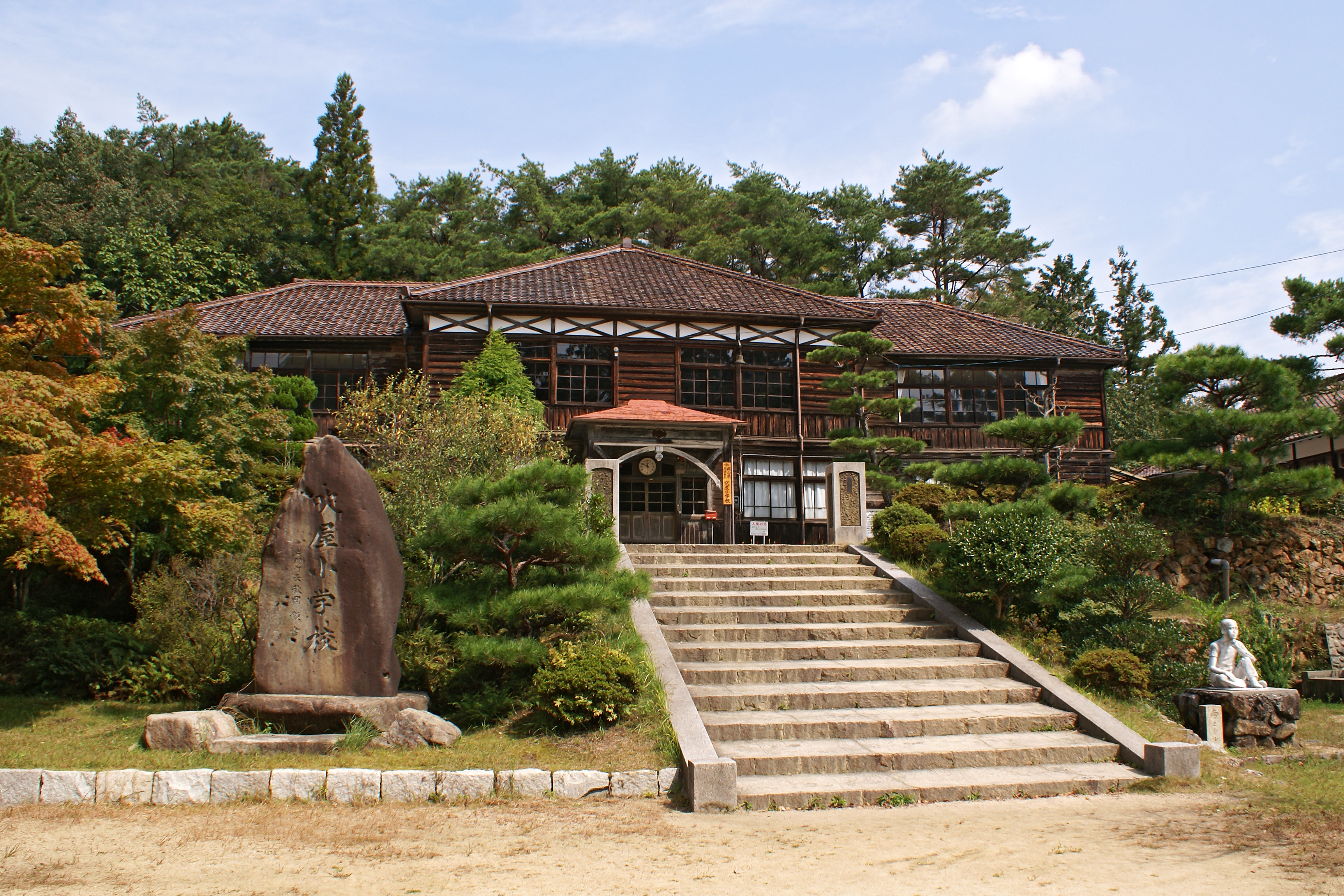
旧吹屋小学校
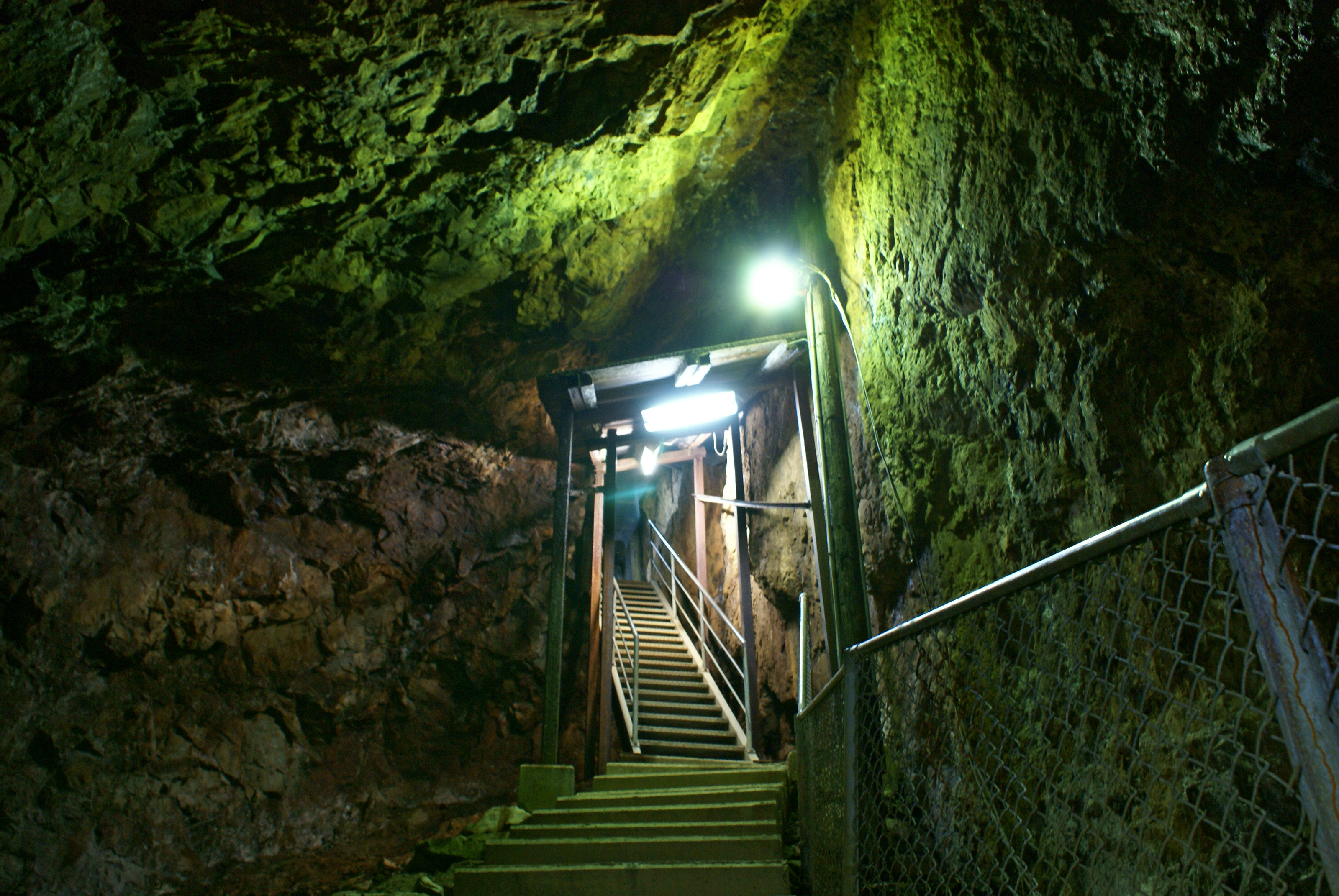
笹畝坑道
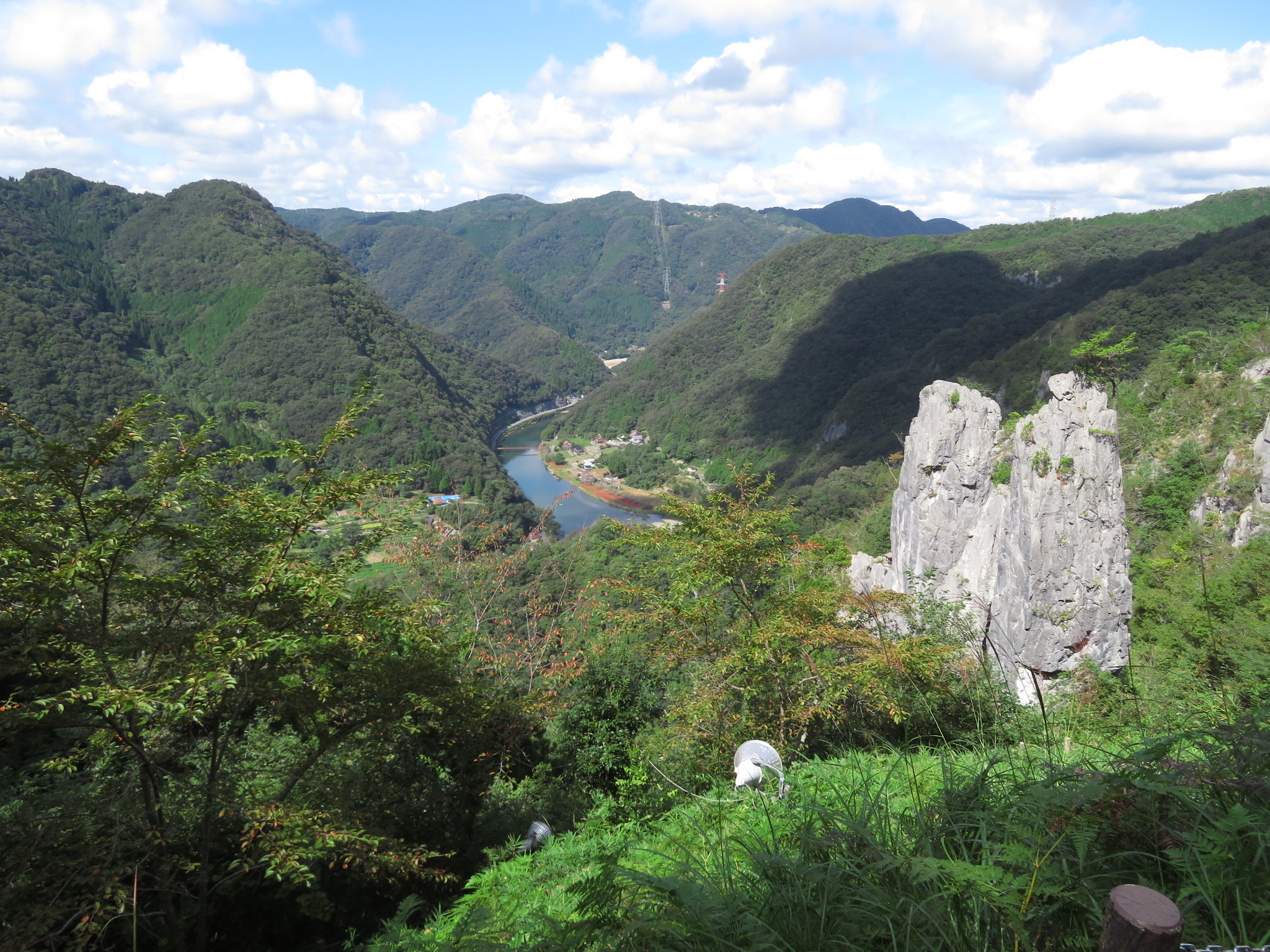
夫婦岩から眺める成羽川
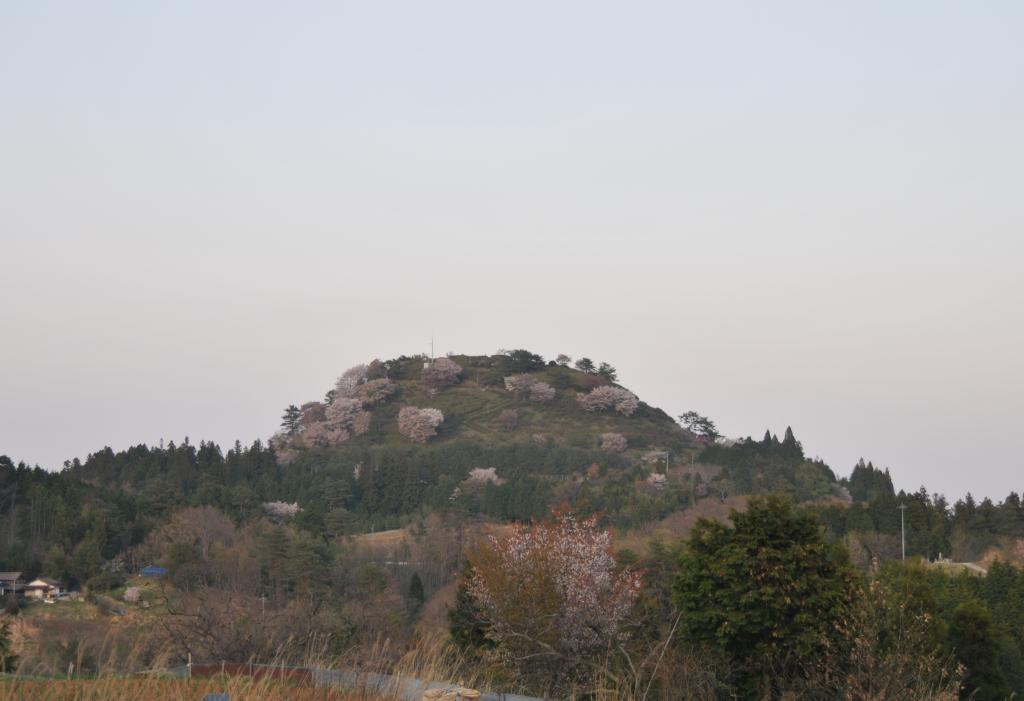
弥高山

### 美術館・資料館

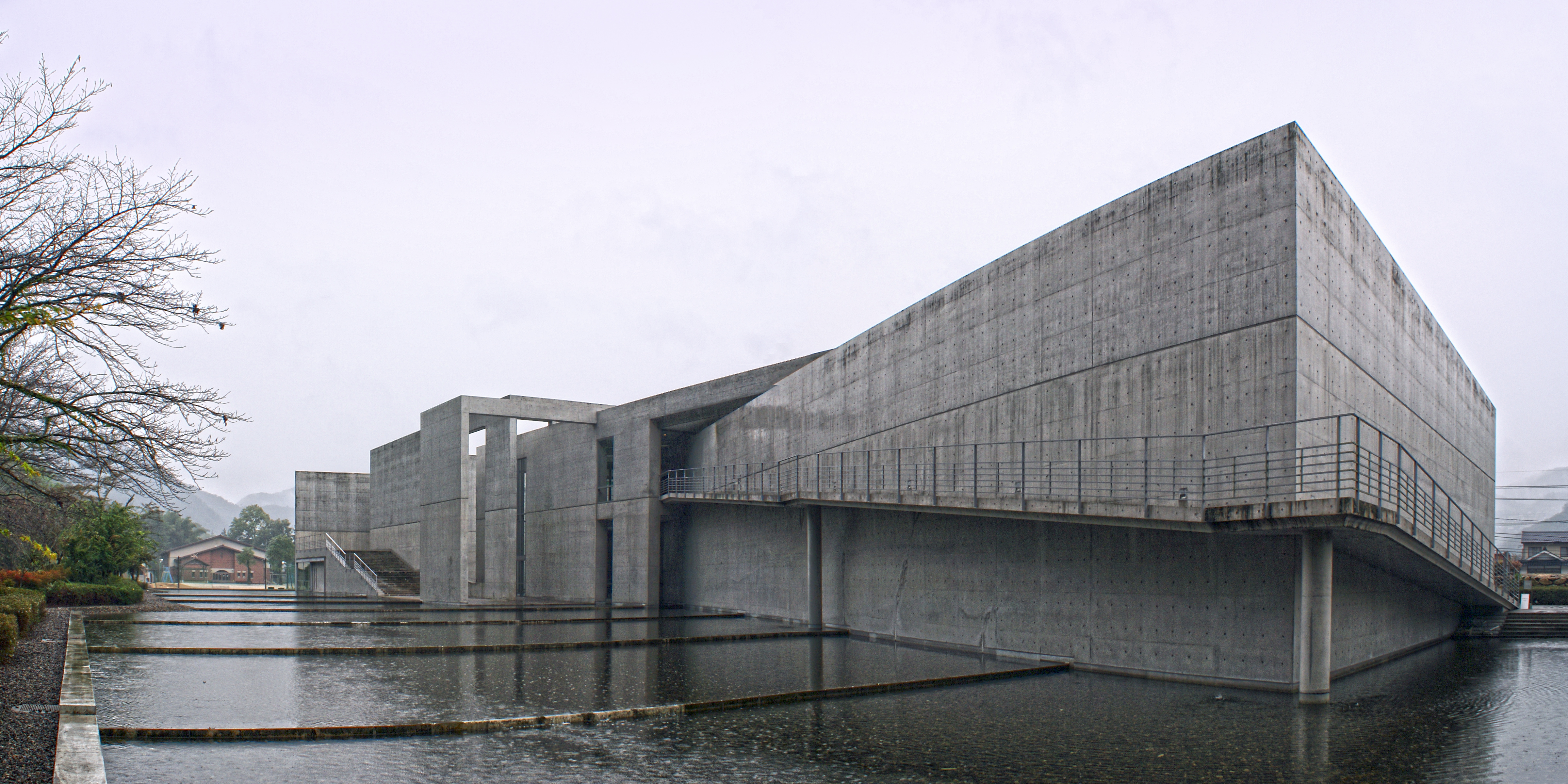
高梁市成羽美術館

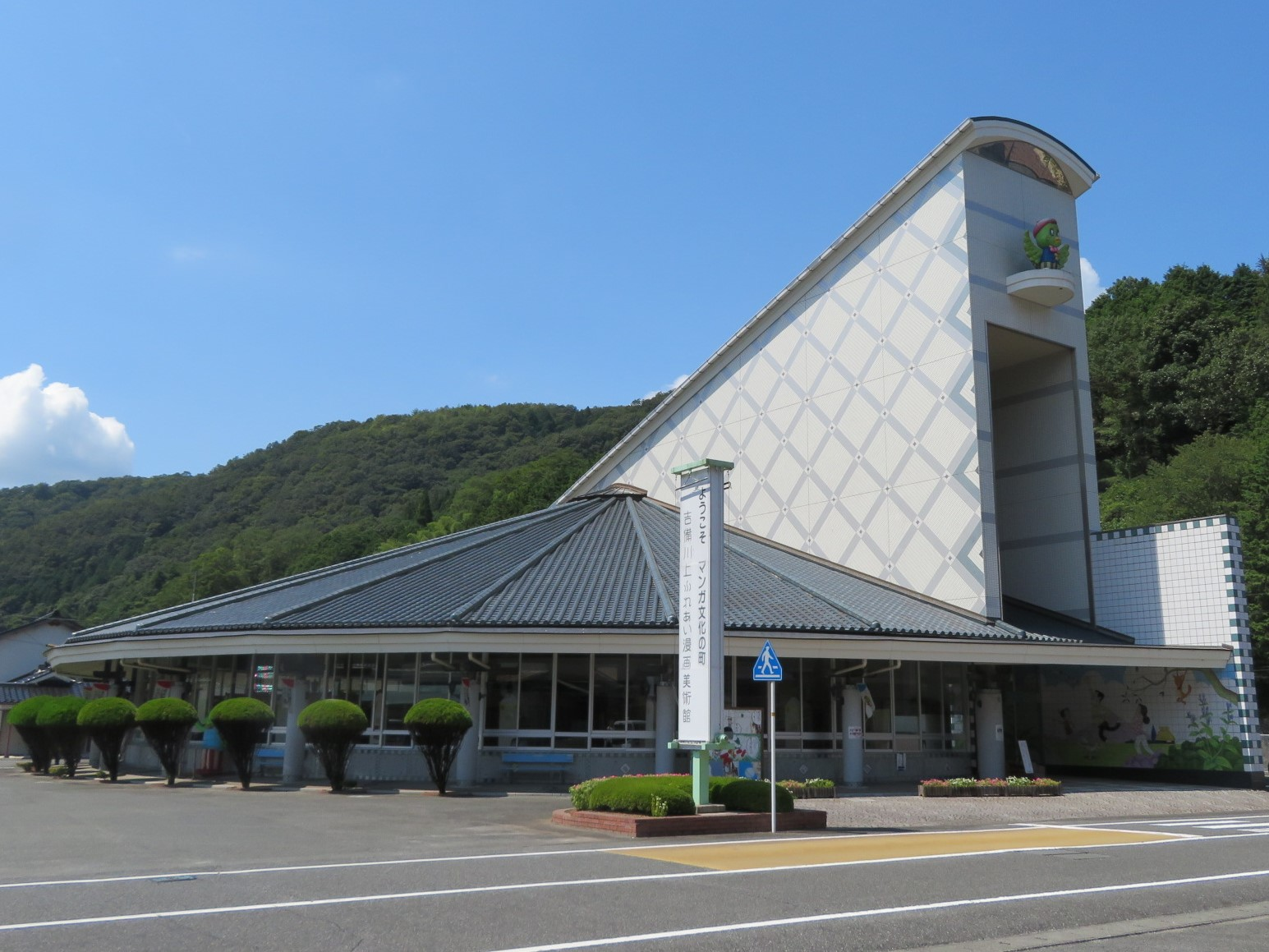
吉備川上ふれあい漫画美術館

- 高梁市成羽美術館
- 吉備川上ふれあい漫画美術館
- 高梁市歴史美術館（高梁市文化交流館内）
- 高梁市郷土資料館
- 山田方谷記念館
- 方谷の里ふれあいセンター
- 景年記念館
- 備中郷土館
- 川上郷土資料館

### 祭事・催事

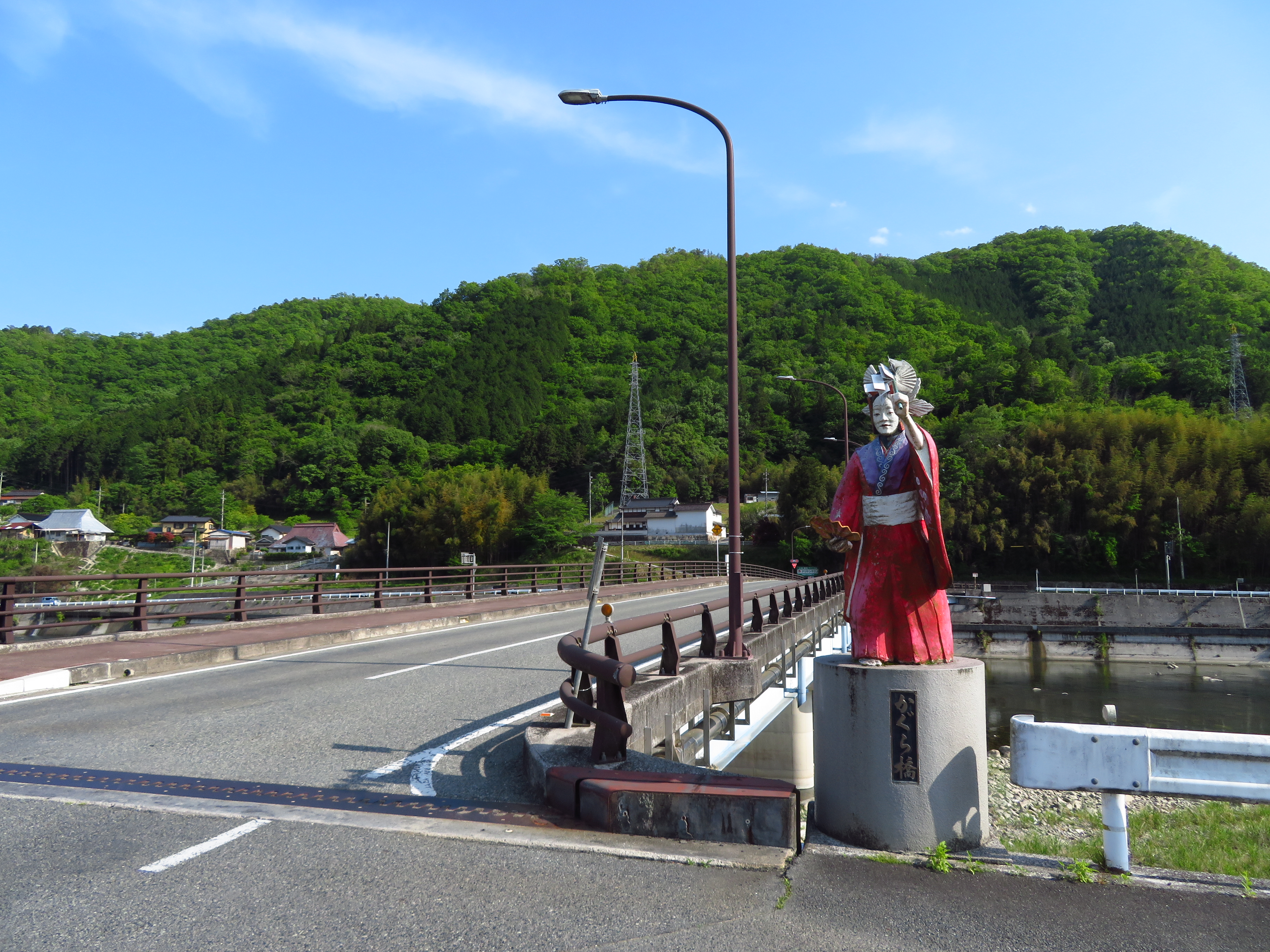
備中神楽のオブジェ（写真はクシナダヒメ。対岸にはスサノオ）があるかぐら橋（県道300号宇治下原線）

太字は伝統芸能。
- 備中神楽
国指定重要無形民俗文化財。高梁市出身の西林国橋が江戸時代に完成させた神楽である。市内では国橋まつり大神楽（4月）のほか多くのイベントで披露され、また多くの神社で奉納されている[213]。
- 渡り拍子
備中町平川地区の平川鋤崎八幡神社の大祭（11月）[214]など、市内西部の農村地域で広く行われる民俗芸能である。「カラ」と呼ばれる組（トビコと呼ばれる少年4人と胴丸の太鼓1つ）で構成され、複数のカラが一団となって、お社や家のカド（庭）などで豊作と無病息災を祈って踊り、各地区を巡る。地域により頭に被る笠には花笠と尾長鶏の鳥毛で作った赤熊の2種類がある[215]。
- 備中たかはし松山踊り（8月14日 - 8月16日）
岡山県下最大規模の盆踊り行事で、備中高梁駅前大通りを会場に行われる。松山踊りは1648年から続く庶民の「地踊り」、武士による演劇風の「仕組踊り」、昭和初期に周辺地域から伝わった「ヤトサ」の3種がある[8]。このうち「地踊り」と「ヤトサ」の2種が期間中誰でも参加可能（踊り競演会の時間を除く）であり、優雅な地踊りと、軽快なリズムのヤトサという相反するイメージの踊りを交互に踊り続ける[216]。なお、松山踊りはこのイベント以外にも、市内外の夏祭りなどでも踊られる。
- 備中たかはし町家通りの雛祭り（4月）
商人町であった本町地区の商家資料館・池上邸を始め一帯の商店や民家の玄関や軒先に、江戸期から現代までのひな飾りを展示する[217]。
- 春らんまん！弥高つつじ祭（4月）
川上町の弥高山公園で開催。公園内では約10万本のツツジが植栽され、満開日と重なれば咲き誇る中で行われる[218]。
- 吹屋ベンガラ灯り（9月）
- 成羽愛宕大花火（11月）
江戸時代の奉納花火を起源とする、成羽町下原地区の成羽川河川敷で行われる花火大会[219]。
- 高梁音楽祭

### スポーツチーム
- 吉備国際大学Charme岡山高梁（日本女子サッカーリーグ（なでしこリーグ））
吉備国際大学女子サッカー部によるクラブチーム。主会場は高梁市神原スポーツ公園多目的グラウンド（シャルムスタジアム）。

### 名物・銘菓・工芸品
銘菓
- ゆべし
高梁産柚子を使用した江戸時代末期創業の餅菓子。薄い平板状のもの、薄い棒状・紐状のものを結んである形のもの、サイコロ状のものなどがある。
- 備中神楽面最中
備中神楽に登場する神々のお面をかたどった上品な甘さの最中。伊勢神宮外宮奉納菓子。
- 金平饅頭
きんべいまんじゅうと読む。備中神楽面最中と同一店舗の銘菓。白餡をカステラ風の生地で包み焼成した焼き饅頭。

名物
- 日本酒（大典白菊、櫻芳烈、蘭亭曲水）
- 高梁紅茶
高梁産の茶葉である「やぶきた」を使用した地紅茶。渋みが少なく甘さがある。
- 備中高梁インディアントマト焼そば
ご当地B級グルメ。カレー味の焼きそばに高梁特産のトマトを加えたもの。店によってはトマトソースなどのアレンジもある。
- アユ料理
高梁川はアユなど川魚の宝庫であり、上流のカルスト地形から流れる清流に含まれるカルシウムがアユの味を良くすると言われる。一番の食べ方は塩焼きであるが、様々な調理法のアユが市内料理店や宿泊施設で楽しめる。
- ブリ雑煮

工芸品
- 備中神楽面
- ひな人形
昭和50年代は約20万体を生産していた。少子化のため人形の生産数こそ減ったものの時代に合わせて生産を続けており、生地を使用した様々な製品も生産している。
- ベンガラ染め
吹屋特産のベンガラを使用した染め物。

## 出身・関連著名人

### 出身人物

#### 城または藩の要職
- 三村家親（戦国大名、松山城主）
- 三村元親（戦国大名、松山城主）
- 三村親成（戦国武将、備後福山藩家老）
- 山田方谷（陽明学者、備中松山藩家老）

#### 軍事
- 木口小平（大日本帝国陸軍歩兵、ラッパ手）
- 杉政人（大日本帝国海軍中将）
- 中島権吉（大日本帝国海軍少将、海軍大学校教頭）
- 光延東洋（大日本帝国海軍少将）

#### 政治・行政
- 渡辺磊三（政治家、衆議院議員）
- 佐藤兵八（政治家・実業家、衆議院議員、高梁銀行頭取）
- 東良三郎（政治家、弁護士、衆議院議員）
- 森下亀太郎（政治家、弁護士、衆議院議員）
- 則井万寿雄（政治家、弁護士、衆議院議員）
- 平松俊太郎（政治家、倉敷市長、津山市長）
- 留岡幸男（政治家、秋田県知事、北海道庁長官）
- 物部薫郎（政治家、長野県知事）
- 谷村啓介（政治家、衆議院議員）
- 大椿裕子（政治家、参議院議員）

#### 官僚
- 小野元之（文部官僚、初代文部科学事務次官）
- 川上六馬（厚生官僚、厚生省医務局長）
- 壷井宗一（鉄道官僚、中央リネンサプライ社長、会長）
- 那須清重（公安官僚、公安調査庁幹部、海外情報統括）
- 堀越清六（鉄道官僚、鉄道省建設局長、間組社長代行）
- 山岡一三（建設官僚、京都天ヶ瀬ダム建設、大学教授）
- 横屋潤（農林官僚、東京競馬場長、元日本競馬会常務）

#### 経済
- 伊賀章（開発者、Suica等の非接触カード開発）
- 伊藤謙介（実業家、元京セラ代表取締役会長）
- 井上公二（実業家、帝国生命保険取締役社長）
- 大田弘之（実業家、元テレビせとうち代表取締役会長）
- 大橋洋治（実業家、元ANA HD代表取締役会長）
- 川上始（銀行家、元阪神相互銀行代表取締役社長）
- 川端正男（実業家、元フジクラ代表取締役副社長）
- 小池明夫（実業家、元北海道旅客鉄道代表取締役会長）
- 笹田直二郎（実業家、日窒財閥首脳陣、関連4社取締役）
- 塩田卓爾（実業家、元九州耐火煉瓦代表取締役会長）
- 田井一郎（実業家、元東芝副社長、日本精工社外取締役）
- 橋本徹（銀行家、元富士銀行代表取締役会長）
- 蛭田道夫（実業家、元日本環境認証機構社長）
- 福本柳一（官選県知事・実業家、全日本空輸副社長）
- 森澤寛二（実業家、元伊藤忠商事副社長・顧問）
- 森寿五郎（実業家、関西電力副社長、丸善石油会長）
- 安原裕（実業家、元富士紡績代表取締役会長）

#### 学術
- 赤木五郎（医師、岡山大学学長）
- 天野昇（日本原研副理事長）
- 石井博康（東北芸術工科大学名誉教授）
- 伊吹知勢（お茶の水女子大学名誉教授）
- 伊吹令人（医師、群馬大学教授）
- 大月伸（日弁連会長）
- 大本修（工学者、金属バット開発）
- 亀山佳明（龍谷大学名誉教授）
- 久留島喜内（和算家）
- 国分三亥（検事、朝鮮総督府法務局長、二松學舍理事長）
- 佐藤巌（岡山大学名誉教授）
- 妹尾幹（北海道大学教授）
- 田井庄之助（大分大学教授）
- 田村雄一（京都大学名誉教授）
- 団藤重光（東京大学名誉教授）
- 綱島梁川（思想家）
- 土井康作（鳥取大学名誉教授）
- 留岡幸助（教育家・宗教家・社会事業家）
- 猶原恭爾（山地酪農を提唱）
- 中島重（同志社大学教授、社会学者）
- 中島俊治（情報工学者、サイバー大学教授）
- 長野新十郎（大阪高等商業学校教授）
- 鳴瀬恒太郎（哲学者）
- 難波英夫（社会運動家）
- 二宮邦次郎（牧師、教育者）
- 野本真也（同志社大学名誉教授）
- 林癸未夫（早稲田大学総長代理）
- 蛭田禎男（歴史家『有漢点描』を編纂）
- 藤井昭平（教育者）
- 藤岡一男（秋田大学名誉教授）
- 福西志計子（繁）（教育家、順正女学校創設者）
- 細川汀（医師、『過労死』の名付け親）
- 間野博行（医師、国立がん研究センター所長）
- 美澤進（横浜商法学校初代校長）
- 南智（ノートルダム清心女子大学教授）
- 三村晃功（京都光華女子大学名誉教授）
- 三宅儀（京都大学名誉教授）
- 宮脇昭（横浜国立大学名誉教授）
- 森謙治（東京大学名誉教授、化学者）
- 安本美典（産能大学教授）
- 山田済斎（陽明学者、二松學舍名誉学長）
- 横山有策（イギリス文学者）
- 横屋猷（東京大学・長崎大学教授）
- 米川正夫（ロシア文学者）

#### 芸術
- 児島虎次郎（洋画家）
- 島谷弘幸（国立文化財機構理事長）
- 清水比庵（歌人・画家・書家）
- 宮脇紀雄（児童文学作家）
- 大西茂（写真家・画家）
- 小倉忠夫（美術評論家、大原美術館館長）
- 深井晃子（服飾研究家）
- 平松利昭（油絵画家）
- 平松伸二（漫画家）
- 土田康彦（ガラスデザイナー）

#### スポーツ
- 赤木恭平（JOC名誉委員）
- ウルフ時光（元プロボクサー）
- 齋藤愛美（陸上競技選手）
- 立木正夫（日本バレーボール協会会長）
- 長尾宏也（登山家、随筆家）
- 向井正剛（甲子園優勝監督）
- 平松政次（元プロ野球選手）
- 広兼篤郎（元日本陸連理事）
- 三村展久（元騎手）
- 森岡陸（プロサッカー選手）

#### 報道
- 森澤清（TBSテレビ元常務取締役）
- 金澤覚太郎（ラジオ東京設立時編集局長）

#### 芸能
- 小野登（映画監督）
- 中野信近（俳優）
- 米川琴翁（箏曲家）
- 加藤精一（俳優）
- 中川紫郎（映画監督）
- 初代米川文子（箏曲家）
- 久保田宵二（作詞家）
- 平川唯一（NHKアナウンサー）
- 海原お浜・小浜（漫才師）
  - 海原お浜
  - 海原小浜
- 水野晴郎（映画評論家）
- アンネット・一恵・ストゥルナート（オペラ歌手）
- 葛城ユキ（歌手）
- ウエッコ（ギタリスト、ザッハトルテ）
- Lugz&Jera（歌手）
- まつもとななみ（歌手）
- たける（芸人、東京ホテイソン）

### ゆかりの人物

#### 居住した人物
- 小堀政一（戦国大名、松山城主）
- 水谷勝宗（近世大名、備中松山藩主）
- 板倉勝静（近世大名、備中松山藩主、江戸幕府老中）
- 三島中洲（陽明学者、二松學舍創設者）

#### 名誉市民
高梁市の歴史において功績を遺したとして市民推戴された人物。高梁市出身者は除く。
- 加計勉（教育家・実業家）- 広島県東広島市出身
- 富永一朗（漫画家、旧川上町名誉町民）- 大分県佐伯市出身
- 江草安彦（医師・教育者・社会事業家、旧川上町名誉町民）- 岡山県笠岡市出身
- 二代目米川文子（箏曲家）- 兵庫県神戸市出身

#### その他
- 川田順（住友総本店常務理事）- 父親が備中松山藩士で貴族院議員の川田甕江。
- 柳井俊二（外務事務次官）- 柳井家は代々備中松山藩の藩医をしていた家系
- 柳井乃武夫（日本国有鉄道常務理事）- 柳井俊二の兄。祖先は備中松山藩
- 柳谷謙介（外務事務次官）- 柳井俊二の姉婿。祖先は備中松山藩
- 柳井恒夫（外務省条約局長）-柳井俊二の父。父の柳井貴三は備中松山藩士。

## 高梁市が舞台または市内で撮影した作品
映画
- 『男はつらいよ』シリーズ
シリーズで2回物語の舞台となっている。高梁は寅次郎の義弟である博（演:前田吟）の両親の住む町という設定で、博の実家となった石火矢町ふるさと村の武家屋敷や、備中高梁駅、紺屋川筋をはじめとする市街地で撮影された。特に2回目の舞台となった『口笛を吹く寅次郎』（1983年）では、前述の場所に加え物語の中心となる薬師院や、頼久寺、高梁川、方谷林公園など、『寅次郎恋歌』（1971年）よりもさらに多数の場面で高梁の風景が見られる[3][4]。
  - 『男はつらいよ 寅次郎恋歌』（1971年公開）
  - 『男はつらいよ 口笛を吹く寅次郎』（1983年公開）
- 『八つ墓村』
  - 『八つ墓村』（1977年公開）：広兼邸でロケ。
  - 『八つ墓村』（1996年公開）：広兼邸でロケ。
- 『あずみ』（2003年公開）：原滝山トライアル場でロケ。
- 『石井のおとうさんありがとう』（2004年公開）：高梁基督教会堂、旧折井家でロケ。
- 『県庁の星』（2005年公開）：ポルカ天満屋ハピータウンでロケ。
- 『バッテリー』（2007年公開）：市内多数の箇所でロケ。
- 『釣りバカ日誌18 ハマちゃんスーさん瀬戸の約束』（2007年公開）：西江邸でロケ。
- 『大地の詩 -留岡幸助物語-』（2011年公開）：留岡の出身地。和田町の八幡神社でロケ。
- 『ルパンの奇巌城』（2011年公開）：備中松山城でロケ。
- 『家族の日』（2016年公開）：物語の舞台。市内多数の箇所でロケ[228]。
- 『ういらぶ。』（2018年公開）：紺屋川筋、松原町内でロケ。
- 『みとりし』（2019年公開）：物語の舞台。市内多数の箇所でロケ。
- 『燃えよ剣』（2021年公開）：吹屋ふるさと村郷土館、頼久寺でロケ。

テレビアニメ
- 『愛・天地無用!』（TOKYO MX、2014年放送）：市内多数の箇所でロケ。
- 『バッテリー』（フジテレビ系、2016年放送）：協力としてクレジット。

テレビドラマ
- 『行きずりの街』（テレビ朝日、2000年放送）：市内多数の箇所でロケ。
- 『火垂るの墓』（日本テレビ、2005年放送）：吹屋の町並みでロケ。
- 『99年の愛〜JAPANESE AMERICANS〜』（TBS、2010年放送）：吹屋の町並み、旧吹屋小学校でロケ。
- 『カーネーション』（NHK、2011年放送）：旧吹屋小学校でロケ。
- 『ごちそうさん』（NHK、2013年放送）：旧吹屋小学校でロケ。
- 『レッドクロス〜女たちの赤紙〜』（TBS、2015年放送）：吹屋地区の数箇所でロケ[229]。
- 『警視庁岡部班 倉敷殺人事件』（TBS、2017年放送）：市内多数の箇所でロケ。

その他、吹屋（旧吹屋小学校、吹屋の町並みなど）、城下町高梁、備中松山城を中心に多数のテレビドラマの撮影が行われている。
音楽
- 『高梁慕情』井上由美子（2012年発売）

## マスコット
- まつ姫、山じい（高梁市健康づくりイメージキャラクター）
- ビッチュマン（高梁市青年経済協議会のローカルヒーロー）
- ヤマジーロ（高梁商工会議所青年部の備中松山城をモチーフとしたキャラクター）
- び～もちゃん（晴れの国岡山農業協同組合による、備中牛のPRキャラクター）
- ほうこくん（中井町の地域団体による、山田方谷をモデルとしたキャラクター）
- かざぐるまくん（有漢町のうかん常山公園にある石の風車をモチーフとしたキャラクター）
- きじ丸（川上町の弥高山に生息し旧川上町鳥であったキジと漫画文化の町をモチーフとしたキャラクター）
- ビスター（備中町のウエスタンロマンの町をモチーフとしたキャラクター）

## 備考
- さんじゅーろー：備中松山城の猫城主（名誉城主）であるネコ。
- 歴史をテーマにしたイベント時には、藩主板倉氏の当主（十九代当主・板倉重徳）を招くことが多い。